# Storia di Legnano nel Medioevo

Lo stemma del comune di Legnano

La storia medievale di Legnano, comune italiano della città metropolitana di Milano, nell'Altomilanese, in Lombardia, inizia con le invasioni barbariche del V secolo e termina con la fine del XV secolo.
All'epoca il borgo legnanese rappresentava per chi proveniva da Nord un facile accesso al contado milanese, e quindi possedeva una grande importanza strategica, soprattutto militare. Per tale motivo, nel Medioevo, Legnano fu teatro di un'importante battaglia (29 maggio 1176), che vide l'esercito imperiale di Federico Barbarossa sconfitto dalle truppe della Lega Lombarda. Alla storica battaglia fa riferimento il Canto degli Italiani di Goffredo Mameli e Michele Novaro, che recita: « [...] Dall'Alpi a Sicilia dovunque è Legnano [...]» in ricordo della vittoria delle popolazioni italiane su quelle straniere. Grazie a questo storico scontro, Legnano è l'unica città, oltre a Roma, a essere citata nell'inno nazionale italiano. A Legnano, per commemorare la battaglia, si svolge annualmente dal 1935, nell'ultima domenica di maggio, il Palio cittadino.
Legnano continuò ad essere importante strategicamente anche nel secolo successivo alla celebre battaglia: il borgo legnanese era infatti una delle città fortificate più vicine a Milano e da essa gli arcivescovi meneghini potevano controllare meglio gli avvenimenti politici del capoluogo lombardo. Nella fattispecie, i due arcivescovi di Milano che legarono maggiormente il proprio nome a Legnano dimorandovi con una certa assiduità furono Leone da Perego e Ottone Visconti.
Dal XVI secolo Legnano iniziò a perdere gradualmente la sua funzione strategica; in questo modo, da importante avamposto militare si trasformò in semplice centro agricolo. Infatti, già dal secolo precedente, il Seprio perse il suo atteggiamento ribelle nei confronti di Milano, e quindi la presenza di truppe fisse ai confini del contado milanese non era più giustificata.

## Origini del nome
Il toponimo "Legnano" ha origini incerte, visti i molteplici nomi con cui il borgo è chiamato nelle fonti storiche. L'appellativo della città potrebbe essere un aggettivo prediale e quindi sarebbe formato da una prima parte che deriverebbe dal nome del più importante proprietario terriero della zona e da un suffisso che definirebbe questa appartenenza. Nel caso di Legnano, il nome di tale possidente potrebbe essere stato Lemennius o Limenius, a cui venne aggiunto il suffisso –anum.
Questa proprietà terriera era più estesa della moderna Legnano e doveva avere le caratteristiche di un latifondo. I nomi dei comuni limitrofi hanno un'origine più recente e quindi l'antica Lemoniano, Leminiano o Lemegniano, in seguito divenuto Limnianum e infine Legnanum, si estendeva ragionevolmente su un territorio piuttosto vasto. Il suffisso –anum confermerebbe che la latinizzazione del territorio fosse completamente avvenuta. Per altre località, dove l'influenza celtica era presente in maniera maggiore, il suffisso aggiunto corrispondeva ad –acum.
Un altro studio suffraga l'ipotesi che uno degli appellativi con cui la città era conosciuta nel Medioevo (Ledegnanum) derivi dal toponimo fondiario Latinanium. Sono invece da scartare le supposizioni che farebbero risalire il nome della città al toponimo celtico Lemonianum (ovvero "luogo del bosco sacro") oppure all'aggettivo prediale Laenianum, che deriverebbe a sua volta dal nome del proprietario terriero Laenius.
Non si conosce il periodo di fondazione di questa primigenia comunità: il toponimo "Legnano" avrebbe origini almeno medievali. Secondo alcune ipotesi la genesi dell'antica Ledegnanum risalirebbe a prima della nascita di Cristo.

## Alto Medioevo

### I Longobardi e i Franchi
Legnano è situata in un luogo che fin dagli albori dell'era volgare è importante da un punto di vista economico. Essa sorge lungo la direttrice tra Milano e i grandi laghi lombardi ed è attraversata dal fiume Olona. Quest'ultimo, in particolare, nasce qualche chilometro più a nord sulle Prealpi varesine; dopo aver attraversato la Lombardia nord occidentale con una pendenza consistente, da cui deriva un flusso d'acqua impetuoso, quando giunge a Legnano il fiume placa la sua veemenza e diventa un corso d'acqua placido e quindi facilmente sfruttabile per i più svariati usi.

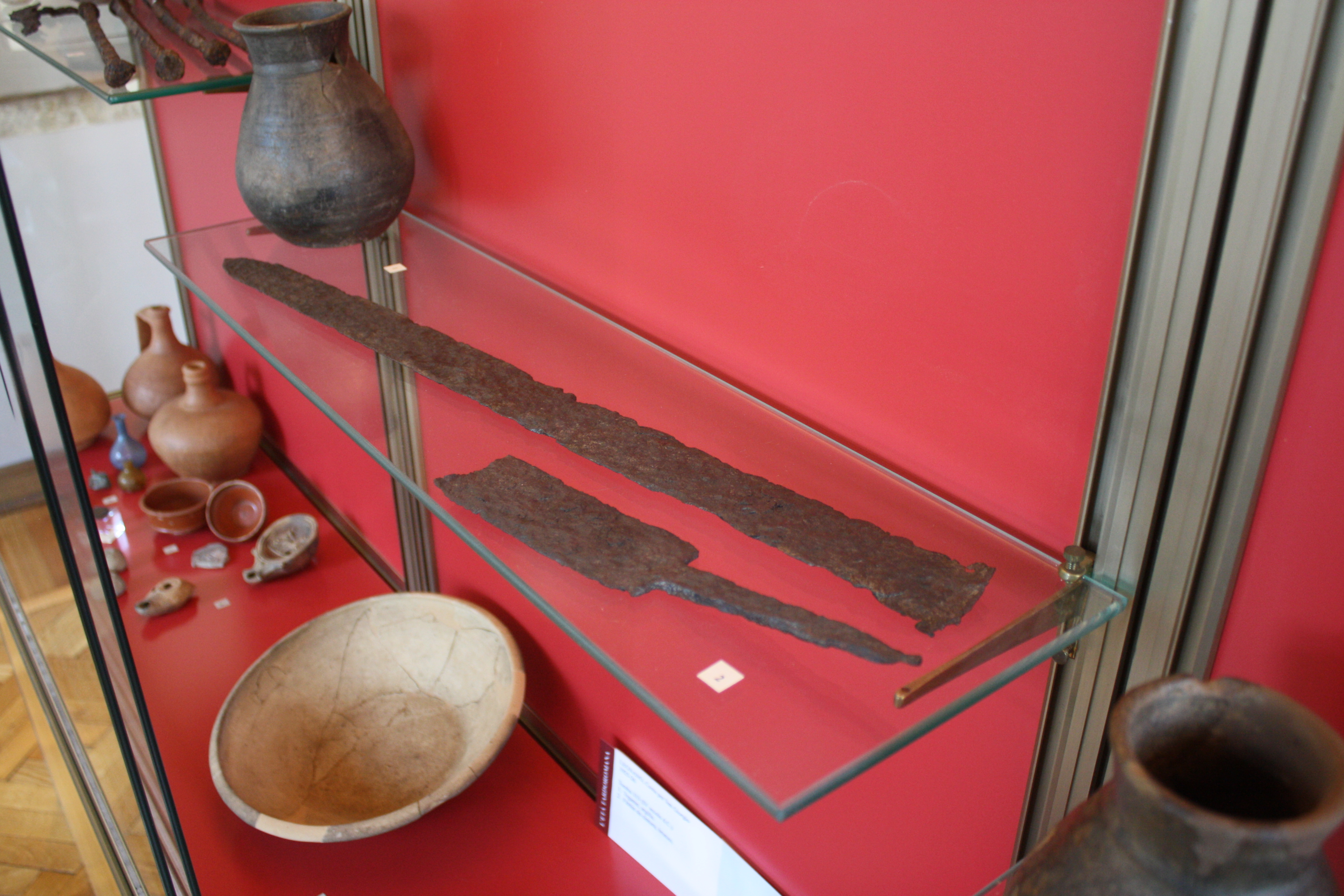
In primo piano, al centro della foto e sulla mensola superiore, ritrovamenti di epoca longobarda scoperti a Castellanza, in località Gabinella, al confine con Legnano, nel 1926. Sono un boccale d'argilla e una spada in ferro (VII-VIII sec. d.C.). Sono conservati al museo civico Guido Sutermeister di Legnano

Con le invasioni barbariche i territori un tempo appartenenti all'Impero romano conobbero una fase di involuzione sociale ed economica, e il Legnanese non fece eccezione. Tra le popolazioni barbariche che invasero l'Italia settentrionale, furono i Longobardi quelli che lasciarono nella zona l'impronta più importante. L'influsso dei longobardi ebbe conseguenze anche nella lingua parlata. Ad esempio, il termine dialettale legnanese schirpa, che era in uso fino al XIX secolo e che indicava la dote della sposa, è di origine longobarda.
La dominazione longobarda lasciò a Legnano anche lasciti tangibili; nel 1894, durante alcuni scavi effettuati lungo il moderno corso Garibaldi, furono trovate della armi (delle spade e un umbone di uno scudo), nel 1926, in un'area adiacente, venne scoperta una necropoli e tra il 1950 e il 1951, in zona Galleria INA, degli oggetti di uso quotidiano. Tutti i ritrovamenti sono databili al VII secolo.
Nel Medioevo Legnano era al confine tra i contadi del Seprio (capoluogo Castelseprio) e della Burgaria (probabilmente sotto Parabiago), due contee dipendenti dalla Marca di Lombardia (suddivisione territoriale derivante dai Longobardi e mutuata dai Franchi). Durante l'Impero carolingio, Carlo Magno mantenne pressoché inalterata la struttura amministrativa del Regno longobardo, rimpiazzando i duchi longobardi con i conti, che erano invece di origine franca.
Nello specifico, la fortificazione di Castelseprio, fondata dai Longobardi, fu messa a capo del Contado del Seprio. Legnano originariamente gravitava intorno a quest'ultimo, sebbene è di questo periodo l'inizio del processo che porterà il borgo a essere strettamente legato a Milano anche da un punto di vista economico e militare.
Il primo documento che riguarda Legnano fu redatto poco dopo la conquista franca del Regno longobardo e cita il quartiere di Legnanello. Questo atto documentato si riferisce a una permuta di terreni tra Pietro I, arcivescovo di Milano, e il monastero di Sant'Ambrogio di Milano. Tale testimonianza scritta, che è del 23 ottobre 789 e che è compresa nel Codice diplomatico longobardo al numero LIV, è legata alla fondazione del monastero milanese, che stato eretto proprio in questa data. All'interno di questo documento si può leggere:
(Codice diplomatico longobardo, numero LIV)

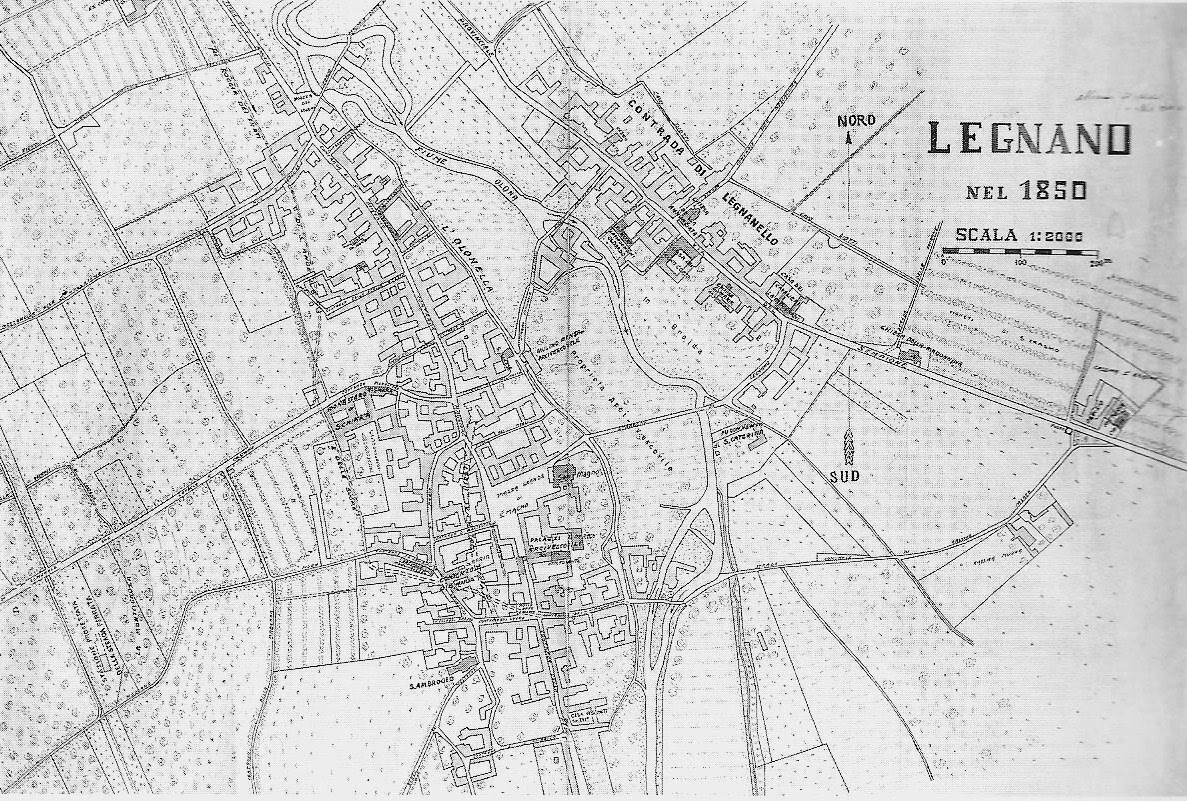
Una mappa di Legnano del 1850: si vedono ancora i due abitati di Legnano e Legnanello (all'epoca ancora distinti) divisi dall'Olona e dall'Olonella. I due centri abitati si sono poi saldati in un unico conglomerato urbano con l'espansione edilizia del XX secolo

In particolare Pietro I, forse appartenente alla nobile famiglia legnanese degli Oldrendi, cedette al diacono Forte alcune sue proprietà, parte delle quali si trovavano a Legnanello, come compensazione di un lascito dell'arcivescovo a favore del monastero milanese. Probabilmente la grafia del nome del rione legnanese sul manoscritto originale era "Lennianello", che fu trascritto in "Leunianello" da un copista successivo. Non è escluso che il documento sia stato poi, nella sostanza, modificato a favore del monastero: il documento in nostro possesso è infatti una copia realizzata diverso tempo dopo il manoscritto originale. Tra il XII e il XIII secolo infatti ci furono alcune diatribe tra i canonici e i monaci del convento di San'Ambrogio, con quest'ultimi che tentarono di riappropriarsi dei terreni ceduti dall'arcivescovo Pietro, tra cui quelli al diacono Forte.
Sembra che il rione di Legnanello esistesse già nel 687, quando ebbe inizio la celebrazione religiosa della Candelora, che fu introdotta da papa Sergio I e che si officiava ogni 2 febbraio. Legnanello nacque come propaggine dell'abitato principale di Legnano, che si sviluppava intorno alla moderna basilica di San Magno e che era ubicato sulla sponda destra del fiume Olona.
Non è un caso che il documento che cita Legnanello fosse collegato ai monaci di Sant'Ambrogio. Durante il Medioevo i conventi delle città più importanti erano il riferimento dei contadini dei borghi più piccoli, a cui fornivano protezione e sostegno, e gli agricoltori legnanesi avevano come riferimento il monastero di Sant'Ambrogio di Milano. È infatti del periodo di dominazione franca la rifioritura dei centri cittadini dopo le invasioni barbariche; anche Legnano seguì questa tendenza, conoscendo una fase di crescita economica anche grazie alla ripresa dei commerci, che tornarono a sfruttare l'antica strada romana costeggiante l'Olona.
Sulla Legnanello dell'epoca si sa poco altro: informazioni più complete cominciano ad essere presenti su documenti del XIII secolo, che testimoniano la presenza nel rione legnanese di una chiesa dedicata a santa Maria, poi scomparsa.

### La Legnano altomedievale

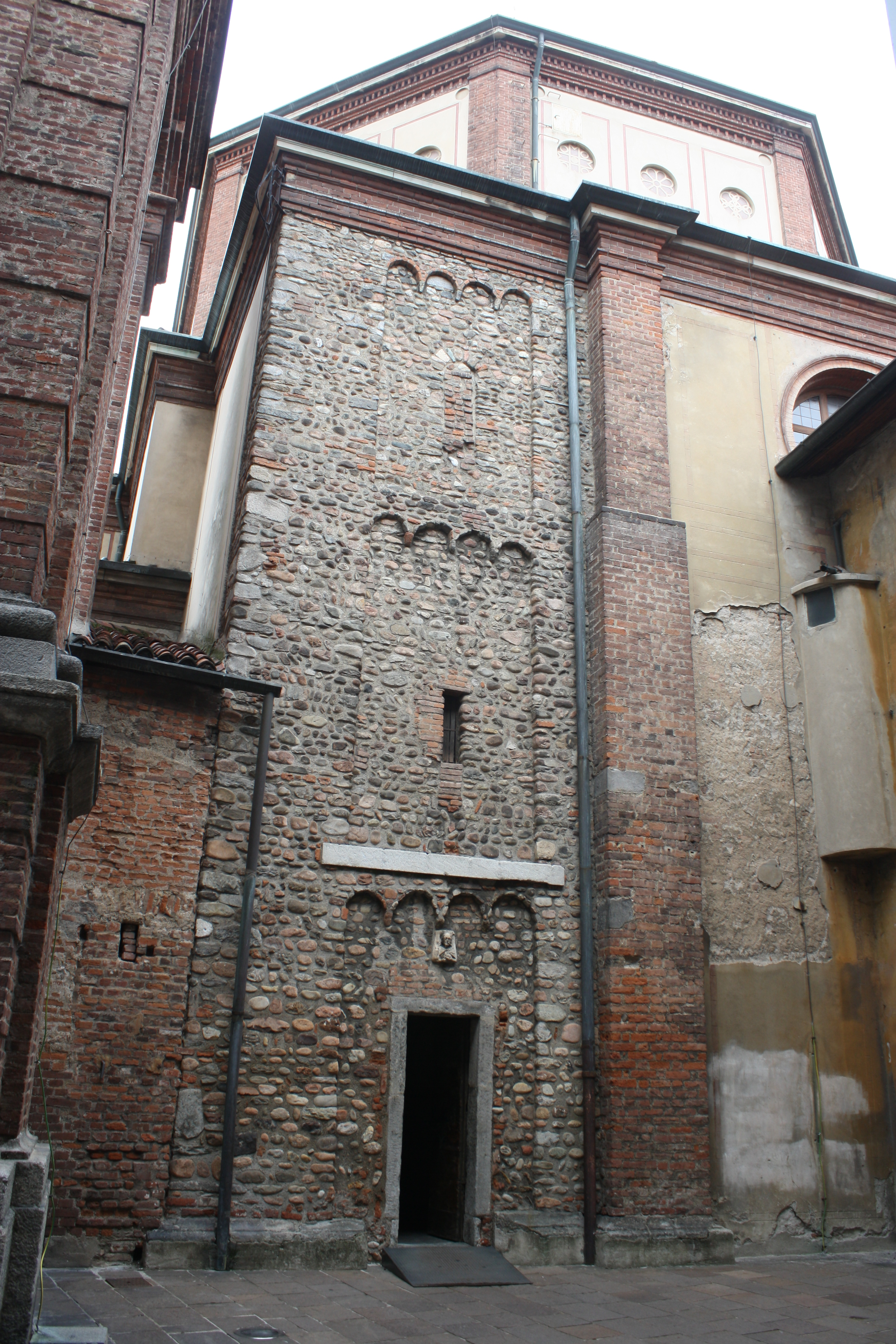
I resti del campanile romanico dell'antica chiesa di San Salvatore, ora inglobati nella basilica di San Magno, dov'è presente l'entrata laterale alla chiesa

La Legnano altomedievale era dominata da un palazzo fortificato che era servito ai legnanesi come difesa contro le incursioni degli Ungari e in seguito per difendere l'antico palazzo Leone da Perego, sede saltuaria dell'arcivescovo di Milano, nonché per difendere il borgo legnanese e i suoi abitanti: questi ultimi, in caso di necessità, si rifugiavano nell'antica fortificazione altomedievale, che utilizzavano anche come magazzino per i loro prodotti agricoli più preziosi. Il castello dei Cotta, questo il suo nome, passò nel 1014 all'omonima famiglia, che lo fortificò in un vero e proprio castello dandogli il nome; questo maniero si trovava sull'area occupata dal moderno palazzo Leone da Perego, che è stato ricostruito alla fine del XIX secolo. Il castello dei Cotta si presentava, perlomeno in origine, come una struttura militare molto semplice che era formata da una torre d'avvistamento e da una cinta muraria.
La prima menzione del borgo principale di Legnano è legata alla cattura di Arialdo, capo della Pataria, che avvenne proprio all'interno del castello dei Cotta. Sulla Historia Mediolanensis scritta da Landolfo Seniore nell'XI secolo, che tratta della storia di Milano nel Medioevo, possiamo infatti leggere che Arialdo fosse stato catturato:
(Historia Mediolanensis)
Il nome di Legnano scomparì poi dai documenti dal XII secolo per poi ricomparirvi stabilmente dal secolo successivo.
Nell'XI secolo il castello dei Cotta si trasformò di un vero e proprio palazzo fortificato dotato anche di ambienti destinati alle guarnigioni ed al capitano d'arme. La famiglia Cotta era strettamente legata all'arcivescovo di Milano attraverso i monaci del convento di Sant'Ambrogio, tanto da essere definiti "milites Sancti Ambrosii"; fu l'imperatore stesso a riconoscere il potere di questa famiglia sul Seprio e ad accondiscendere al loro legame con l'arcivescovo. I primi Cotta ad insediarsi a Legnano nel castello furono Amizio e suo figlio Erlembaldo nel 1014: i due, in particolare, erano due messi imperiali. Possedendo una fortificazione a loro nome, è presumibile che parte dell'abitato legnanese fu infeudato da questo casato nobiliare, infeudazione avvenuta anche con il beneplacito dell'arcivescovo di Milano. Questa epoca fu quindi caratterizzata dalla costante crescita del potere arcivescovile su Legnano, potere che iniziò ad affrancarsi da quello imperiale.
La comparsa a Legnano di una prima famiglia nobiliare importante di origini milanesi, poi seguita da altre, e l'accrescimento dell'influenza dell'arcivescovado sulla zona, che iniziò ad acquistare beni immobiliari, derivò da un fenomeno che portò gradualmente la provincia a legarsi sempre più alla città soprattutto grazie alla crescita economica e commerciale, che facilitò gli interscambi tra Milano e Legnano.

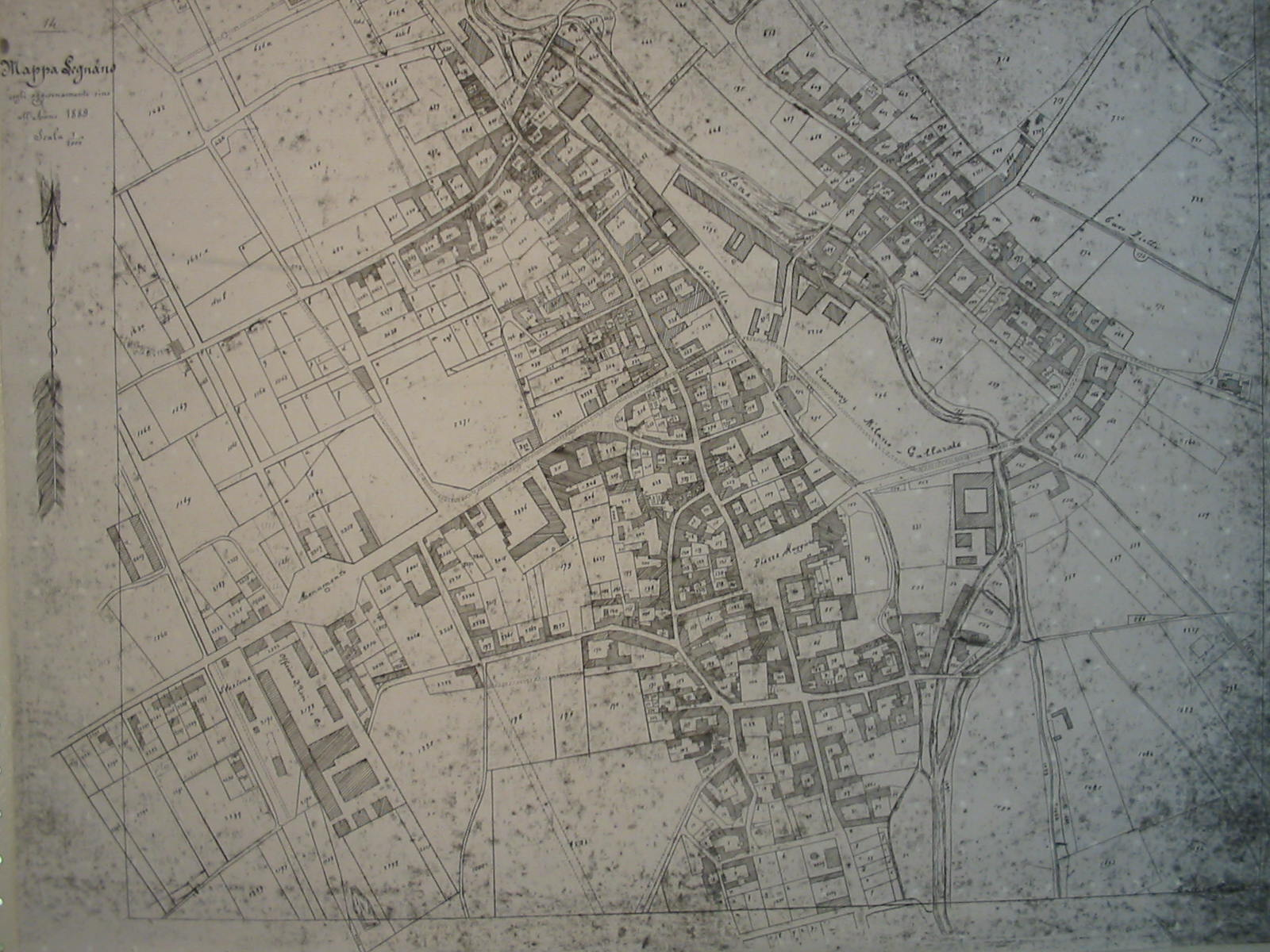
Una mappa di Legnano del 1889, sempre con gli abitati della contrada maggiore e di Legnanello distinti

In seguito due discendenti di Amizio ed Erlembaldo, Landolfo e Erlembaldo II divennero seguaci della Pataria, ovvero del movimento sorto in seno alla Chiesa milanese medievale che predicava la povertà, soprattutto nei confronti dell'arcivescovado milanese, e che si impegnava nella lotta alla simonia al matrimonio o al concubinato dei preti: in seguito questo movimento diventò eretico. Il capo della pataria, Arialdo, a un certo punto si rifugiò a Legnano nel castello dei Cotta, accolto da Erlembaldo II: qui venne individuato e tradito da un prete suo seguace e quindi dato in custodia all'arcivescovo.
Successivamente la famiglia Cotta sparì dagli annali e dalle cronache: a metà del XII secolo il potere su Legnano era quindi esercitato solo dall'arcivescovado. Infatti, su un documento del 29 luglio 1148, si può leggere che anche "Legniano" era nell'orbita dell'arcivescovo di Milano, prerogativa concessa da papa Eugenio III, che confermò il possesso di alcuni beni immobili al monastero Maggiore di Milano.
Legnano, nell'Alto Medioevo, era circondata da un fossato non molto profondo e allagabile che aveva origine all'altezza della moderna piazza IV novembre e che prelevava l'acqua da una derivazione proveniente da una diramazione naturale dell'Olona, l'Olonella. Descrivendo un largo perimetro, il fossato riconfluiva nel corso principale del fiume tra le moderne vie Corridoni e Ratti. All'interno di questa prima opera di difesa, esisteva un muraglione che correva, per un tratto, parallelo al fossato. Oltre che per la perdita di utilità, il fossato fu interrato per un altro motivo: sottraeva acqua al funzionamento dei mulini sorti lungo l'Olona.
Secondo alcuni studi questo sistema difensivo venne costruito tra il X e il XI secolo: inizialmente era costituito, con ogni probabilità, da una palizzata in legno, mentre la realizzazione del fossato e delle mura in mattoni a difesa dell'abitato potrebbe essere stata eseguita a metà del XIII secolo da Leone da Perego oppure forse già nel secolo precedente.
Nell'Alto Medioevo Legnano si presentava quindi come una cittadella fortificata formata dalla chiesa di San Salvatore, cioè l'edificio religioso a cui la comunità legnanese faceva riferimento prima della costruzione della basilica di San Magno, dal castello dei Cotta, che era la sede del potere politico, e da un piccolo gruppo di case raccolte intorno alla piazza che sorgeva di fronte alla chiesa di San Salvatore, il tutto racchiuso, come già accennato, da mura difensive e da un fossato allagabile.
La forma del centro abitato della Legnano altomedievale era ancora riconoscibile dal profilo della città disegnato sulla mappa del Catasto Teresiano, che venne realizzata nel 1722, mentre l'andamento di parte delle mura è identificabile ancora nel XXI secolo seguendo il percorso delle moderne vie Palestro, Giulini e Corridoni. La pianta del centro di Legnano aveva la tipica forma radiocentrica delle cittadelle medievali, con le vie che si sviluppava a raggiera partendo dalla piazza.

Palazzo Malinverni nel 1919. In primo piano sulla destra, di fronte all'ingresso del palazzo, l'Olonella prima dell'interramento.

Come testimonia il documento del 23 ottobre 789, fin dall'epoca della dominazione franca, Legnano era divisa in due parti: l'agglomerato più grande e più importante ubicato sulla riva destra dell'Olona e che corrisponde al moderno centro della città (la cosiddetta Contrada Granda, in dialetto legnanese) e un borgo più piccolo, Legnanello, sulla riva sinistra del fiume. All'epoca le due comunità, che avevano un'esistenza indipendente, erano in comunicazione grazie alla presenza di alcuni di ponti. I terreni compresi tra i due abitati, che erano attraversati dall'Olonella e dal corso principale dell'Olona, erano liberi ed erano conosciuti come "Braida arcivescovile" essendo di proprietà dell'arcidiocesi di Milano; la Braida Arcivescovile, che era coltivata, restò libera da costruzioni fino al XX secolo perché era spesso allagata dalle acque del fiume.
L'Olonella aveva origine dal fiume poco prima del centro abitato principale e, dopo aver lambito il borgo principale vicino alla moderna basilica di San Magno e all'attuale palazzo Malinverni, rientrava poco più a valle nell'Olona. L'Olonella è stata poi interrata nella prima parte del XX secolo. La Legnanello dell'epoca era costituita da poche case che erano situate lungo la strada parallela al corso principale dell'Olona nota fin dall'epoca romana (il moderno corso Sempione, conosciuto popolarmente, anche in precedenza, come "strada magna"), mentre il borgo principale era formato da un agglomerato di abitazioni che si sviluppava intorno a una piazza (la moderna piazza San Magno). Le case che formavano il quartiere di Legnanello probabilmente si trovavano a debita distanza dal fiume, viste le frequenti inondazioni, che erano principalmente dovute alle piene stagionali, le quali invadevano generalmente le terre in prossimità dell'Olona. Infatti, già da tempo immemorabile, gli abitanti della Valle Olona vissero principalmente lontano dal fiume, come testimoniato dalla posizione dei luoghi dove sono stati trovati nel tempo i reperti archeologici.
Nel Medioevo, anche a Legnano, si iniziò a seppellire i morti nei pressi delle chiese. Più precisamente i nobili erano inumati all'interno del perimetro degli edifici religiosi, mentre i defunti del popolo erano sepolti in fosse comuni al di fuori delle chiese. Nel Medioevo i templi legnanesi che erano maggiormente interessati al fenomeno erano la chiesa di San Martino (che era situata nello stesso luogo di quella moderna, che è invece stata edificata nel XV secolo), la chiesa di Sant'Ambrogio (omonima di quella attuale, la cui parte più antica risale almeno al 1389; è quindi la chiesa più antica di Legnano) e soprattutto la chiesa di San Salvatore. Il cimitero principale di Legnano era quindi ubicato nella moderna piazza San Magno, e continuò a essere adoperato anche dopo la costruzione della basilica. Successivamente fu realizzata una grande stanza sotterranea dove venivano inumati i defunti, conosciuta come "foppone".

## Basso Medioevo

### La Legnano bassomedievale

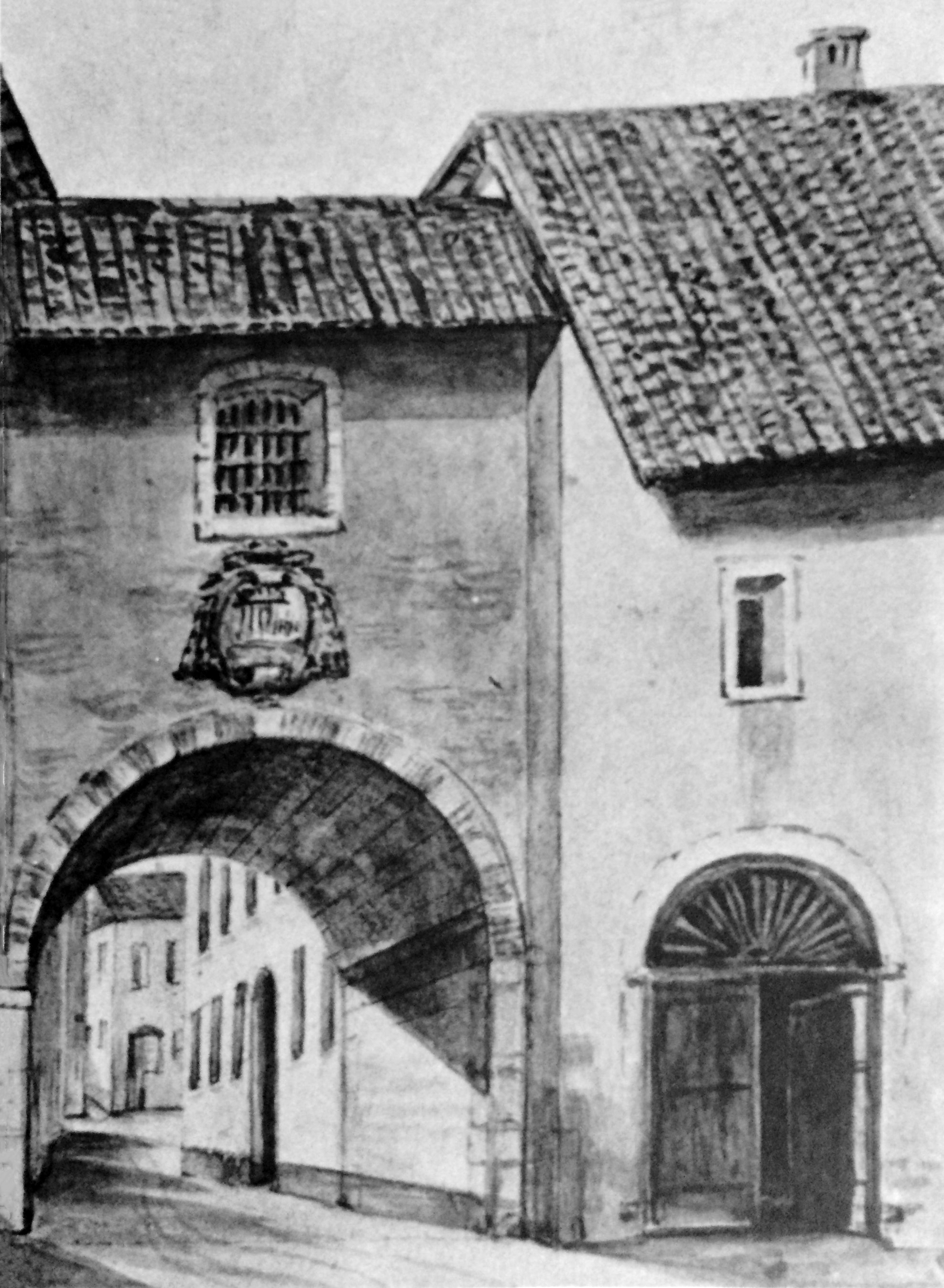
La Porta di Sotto in un acquarello del 1875 di Giuseppe Pirovano

L'agglomerato urbano principale di Legnano, anche durante il Basso Medioevo, continuò a svilupparsi con forma allungata seguendo la direttrice tracciata da una strada che costituiva, insieme alla già citata strada realizzata dagli antichi Romani che attraversava Legnanello, il principale sistema di comunicazione con la zona circostante. La strada passante per l'abitato principale, che seguiva anch'essa il percorso dell'Olona e che corrisponde ai moderni corso Magenta e Garibaldi, attraversava l'agglomerato urbano da nord a sud; questa strada proveniva dalla valle Olona e metteva in comunicazione Castellanza, Legnano, il moderno quartiere legnanese Costa di San Giorgio e Milano; all'ingresso e all'uscita da Legnano furono costruite due porte di accesso di cui una, conosciuta come "Porta di Sotto", fu demolita nel 1818 perché rendeva difficoltosa la circolazione dei carri degli agricoltori. A nord era presumibilmente situata una "Porta di Sopra" della quale, però, non sono rimaste testimonianze tangibili, dato che fu verosimilmente abbattuta in tempi più remoti.
L'abitato di Legnano, probabilmente, non si limitava al gruppo di abitazioni racchiuso nelle mura, ma si estendeva anche oltre, presumibilmente verso nord, cioè dove si trova la moderna chiesa di San Domenico, e a ovest, ovvero verso la moderna chiesa di Sant'Ambrogio. Da un punto di vista religioso, Legnano e Legnanello furono inclusi nella pieve di Parabiago, la cui esistenza è attestata almeno dal XIII secolo, come riporta Goffredo da Bussero nel suo Liber Notitiae Sanctorum Mediolani
Nel Medioevo i pellegrini che percorrevano una delle vie romee, la cosiddetta via romana, diretti a Milano avevano tra le soste anche l'ospizio Sant'Erasmo di Legnano. Legnano era infatti la quarta sosta dal passo del Sempione e l'ultima prima di Milano; dal capoluogo meneghino i pellegrini si dirigevano poi a Roma oppure a Venezia, dove potevano imbarcarsi per la Terra Santa. L'ospizio Sant'Erasmo aveva quindi funzione di luogo di ricovero, di preghiera e di cura per i malati, oltre che di ospedale e orfanotrofio per gli abitanti locali. L'ospizio, ora facente parte della contrada Sant'Erasmo, un tempo era incluso nell'abitato di Legnanello. Oltre a dare assistenza ai pellegrini, l'ospizio Sant'Erasmo dava accoglienza agli anziani e si occupava dei trovatelli, tant'è che era dotato di una ruota degli esposti, ovvero di una struttura girevole che permetteva abbandonare, soprattutto di notte e senza essere visti dall'interno, i neonati indesiderati. L'antico ospizio Sant'Erasmo fu poi demolito tra il 1925 e il 1926 e ricostruito con criteri moderni nel 1927.

Scorcio dell'antico ospizio Sant'Erasmo

Come è riportato in due elenchi di chiese compilati nel 1304 e nel 1389, a Legnano esistevano, oltre a San Salvatore, altri edifici dedicati al culto religioso; nello specifico erano presenti la chiesa di Sant'Agnese (che sorgeva all'angolo tra le moderne via Crispi e largo Tosi verso il moderno Teatro città di Legnano e che venne demolita nel periodo di costruzione della basilica di San Magno), la chiesa di San Martino (che venne eretta nello stesso luogo di quella moderna) e la chiesa di Santa Maria del Priorato, alla quale era annesso il convento degli Umiliati. Nell'elenco del 1389 è presente anche una chiesa dedicata a Sant'Ambrogio che era situata nello stesso luogo di quella moderna. Dalla presenza di ben cinque chiese, si può dedurre che Legnano, all'epoca, fosse una comunità piuttosto attiva e operosa. La chiesa di San Salvatore, al suo interno, possedeva ben cinque altari, e quindi era un luogo di culto decisamente importante, la cui rilevanza valicava i confini del borgo.

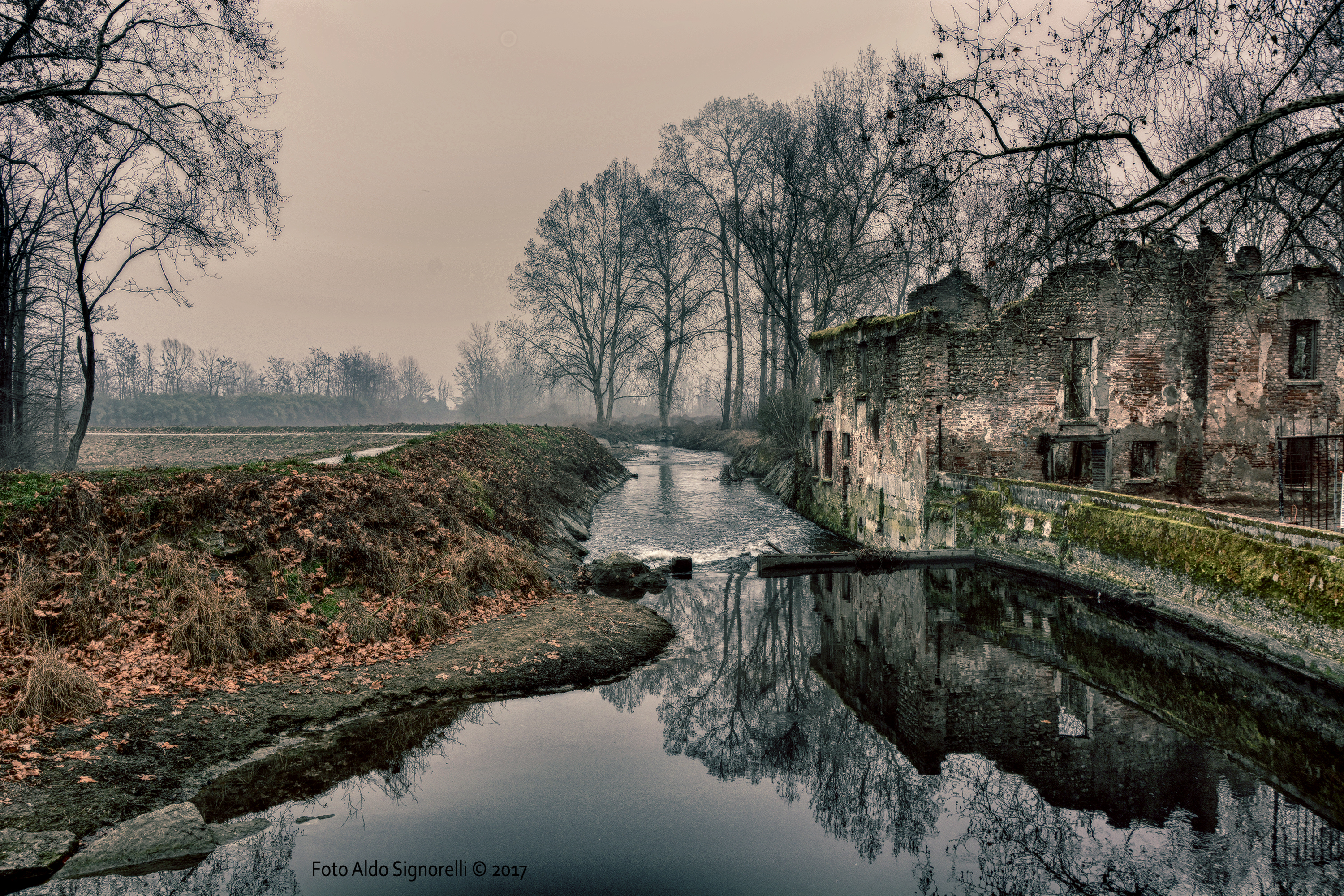
I resti del mulino Cornaggia a Legnano, che si trovano a valle del castello Visconteo

A partire dal XIII secolo Legnano non venne più considerato un villaggio, bensì un borgo, cioè un centro abitato fornito di una fortificazione, cioè il castello dei Cotta e poi il castello visconteo, e di un mercato. Ciò si traduceva in un'importanza che era scaturita dall'economia, dall'urbanistica, dalla società civile e dalla demografia dei borghi, che erano denotate di un certo spessore. Dopo l'epoca medievale, in una data impossibile da definire a causa dell'assenza di documenti che testimonino l'avvenimento, il mercato di Legnano fu chiuso. La trasformazione dal villaggio che fu testimone dello scontro tra la Lega Lombarda e Federico Barbarossa fu causato dalla temporanea assenza di operazioni militari, grazie alla quale furono scongiurate distruzioni e saccheggi, nonché dalla crescita economica che conobbe la Lombardia di questa epoca storica. Grazie a questa condizione favorevole, molti antichi villaggi dell'Alto Milanese, come Saronno e Gallarate, si trasformarono in borghi.
A partire dal Medioevo la presenza dell'acqua dell'Olona portò alla costruzione di mulini lungo il fiume, che fu un'altra concausa della trasformazione di Legnano da villaggio a borgo. I mulini servivano a macinare il grano, ma anche a far funzionare i macchinari degli artigiani come seghe, magli, ecc. Come conseguenza l'attività molinatoria diventò una grande fonte di guadagno, fonte di guadagno che si accostò alle più tradizionali attività agricole quali la coltivazione del grano e della vite. Il più antico scritto giunto sino a noi nel quale si menziona un impianto molinatorio sull'Olona è del 1043; questo mulino, che era di proprietà di Pietro Vismara, si trovava tra Castegnate e la località Gabinella a Legnano. Altri documenti che testimoniano la presenza di mulini a Legnano sono datati 12 settembre 1238 ("de subtus Legniano", ovvero "a sud di Legnano") e 1261.

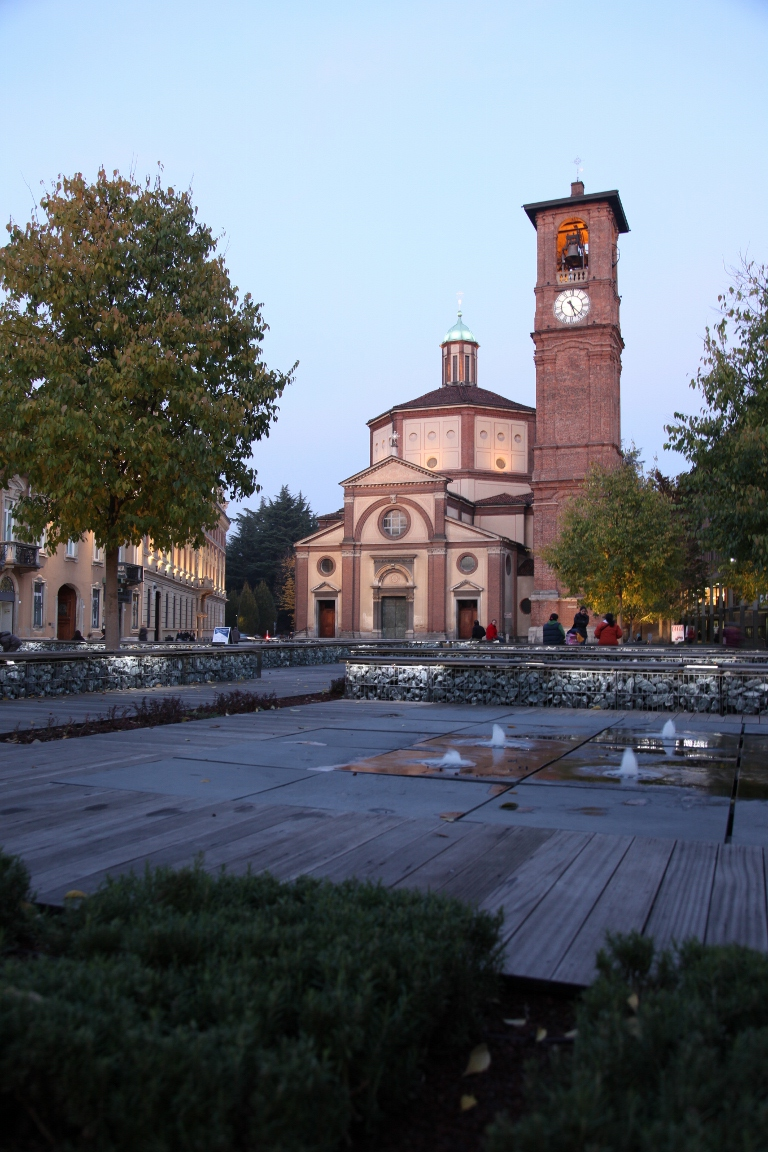
La moderna piazza San Magno, dove fino al 1808 era situato il più antico cimitero di Legnano

Sullo spazio antistante la moderna basilica di San Magno, dove è situata la piazza, anche nel Basso Medioevo, continuò ad essere presente il cimitero principale di Legnano, che fu adoperato per secoli per inumare le salme della gente comune. Sulle note descrittive relative alla visita pastorale effettuata a Legnano dal cardinal Giuseppe Pozzobonelli nel 1761, in riferimento al cimitero legnanese, è riportato che:
(Stralcio delle note relative alla visita pastorale del 1761 del cardinal Giuseppe Pozzobonelli)
In particolare, le colonnine divisorie citate nello stralcio della relazione del cardinal Pozzobenelli servivano a consentire l'accesso alla basilica, il cui ingresso fu spostato nel 1610 proprio a ovest, verso il cimitero. Questo camposanto, come accennato, era conosciuto come "il foppone" e venne utilizzato fino al 1808, quando una disposizione del governo napoleonico dettata da motivi igienici obbligò le amministrazioni comunali a spostare i campisanti fuori dai centri abitati.
In questo periodo sempre più famiglie nobiliari milanesi iniziarono a soggiornare a Legnano in vari periodi dell'anno e ad acquistare immobili nel borgo. In questo modo, a Legnano, che all'epoca della battaglia era abitata da circa 1.400 residenti, cominciò a formarsi una ricca classe nobiliare; da queste casate, nei secoli successivi, avranno origine molte personalità che segneranno la vita politica e culturale di Legnano. Tra essi ci furono gli Oldradi (o Oldrendi); la prima menzione di questa famiglia è riportata su un documento datato 1173, dove si firmano come da Legniano in modo tale da ricordare e rimarcare il loro controllo sul borgo. Il componente più illustre del casato fu Giovanni da Legnano, insigne giurista nato nel borgo legnanese nel 1320. Nel corso dei secoli il loro cognome mutò da "Oldrendi da Legnano" a "Da Legnano" diventando infine "Legnani".

### Lo scontro con Federico Barbarossa

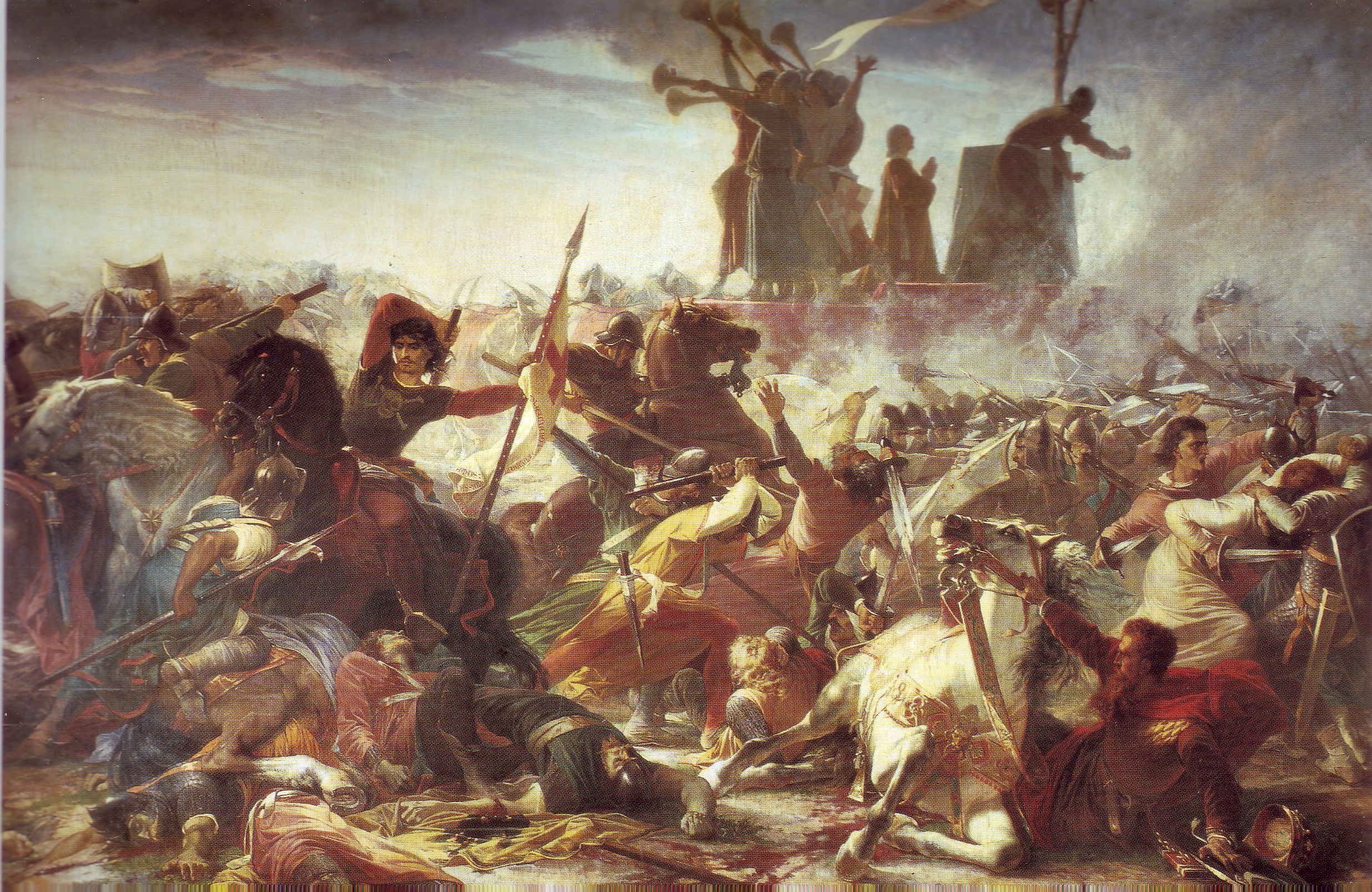
La Battaglia di Legnano di Amos Cassioli (1860), dipinto conservato presso la Galleria d'arte moderna di Palazzo Pitti a Firenze

Nel Medioevo Legnano fu teatro di un'importante battaglia. In diverse campagne militari prima del celebre scontro, l'imperatore tedesco Federico I (detto "il Barbarossa") ambiva ad affermare il suo dominio sui Comuni dell'Italia settentrionale. Questi ultimi superarono le loro rivalità unendosi nella Lega Lombarda, ovvero in un'alleanza militare presieduta da papa Alessandro III, che sconfisse l'esercito dell'imperatore del Sacro Romano Impero nei pressi di Legnano (29 maggio 1176) ponendo fine ai sogni egemonici del Barbarossa nel Nord Italia.
Già prima della celebre battaglia, i rapporti tra l'Impero e le popolazioni dei comuni erano tesi a causa delle devastazioni operate da Federico Barbarossa nel contado milanese, azioni che peggiorarono l'insofferenza degli abitanti contro il potere imperiale: nel 1160, durante una delle sue discese in Italia, con l'obiettivo di interrompere i rifornimenti a Milano, Federico Barbarossa invase la zona a nord della città distruggendo i raccolti e gli alberi da frutta degli agricoltori. In particolare, l'imperatore, in due settimane, distrusse le campagne di Legnano, Vertemate, Mediglia, Verano, Briosco, Nerviano, Pogliano e Rho.

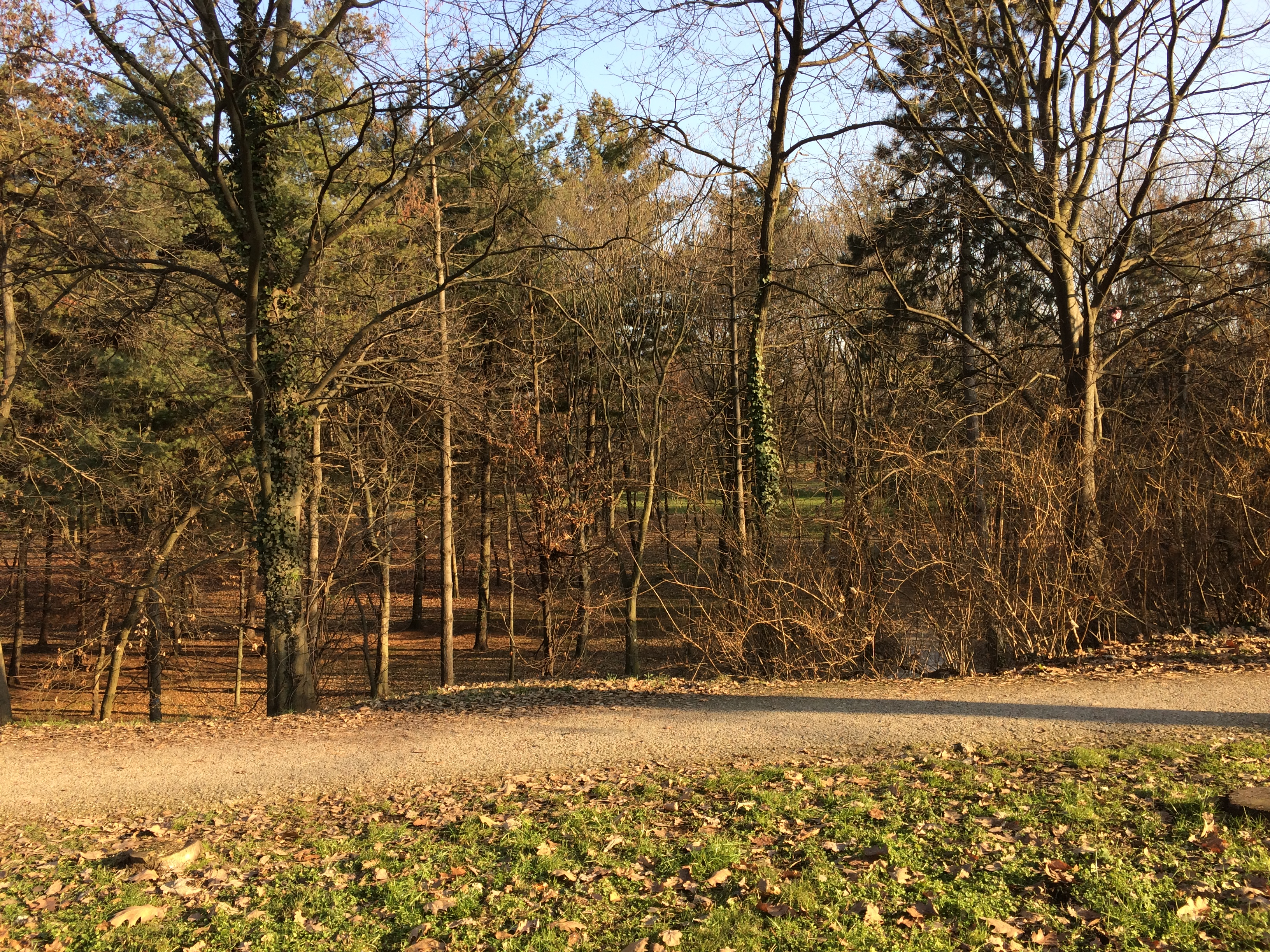
Scorcio del parco Castello a Legnano. In primo piano si vede parte della scarpata dove, secondo alcune ipotesi, potrebbe essere stato difeso il Carroccio durante la battaglia di Legnano

Nella Valle Olona il Barbarossa demolì anche alcuni mulini ad acqua: questa fu forse la perdita più grave, dato che gli impianti molinatori lungo il fiume Olona erano fondamentali per l'economia locale. Nel 1163 si aggiunse il malgoverno del podestà di Milano, spedito da Federico Barbarossa dopo la distruzione della città dell'anno precedente, che perpetrò una politica fiscale vessatoria anche sul contado milanese che mise in grande difficoltà la popolazione.
Oggi è difficile stabilire con precisione dove sia stata combattuta la battaglia in riferimento alla topografia della Legnano attuale. Per quanto concerne l'ubicazione esatta del Carroccio, ovvero l'emblema dell'autonomia dei comuni appartenenti alla Lega Lombarda che trasportava la croce di Ariberto da Intimiano, attorno al quale vennero combattute le fasi cruciali della battaglia, una delle cronache dello scontro, gli Annali di Colonia, contengono un'informazione importante:
(Annali di Colonia)

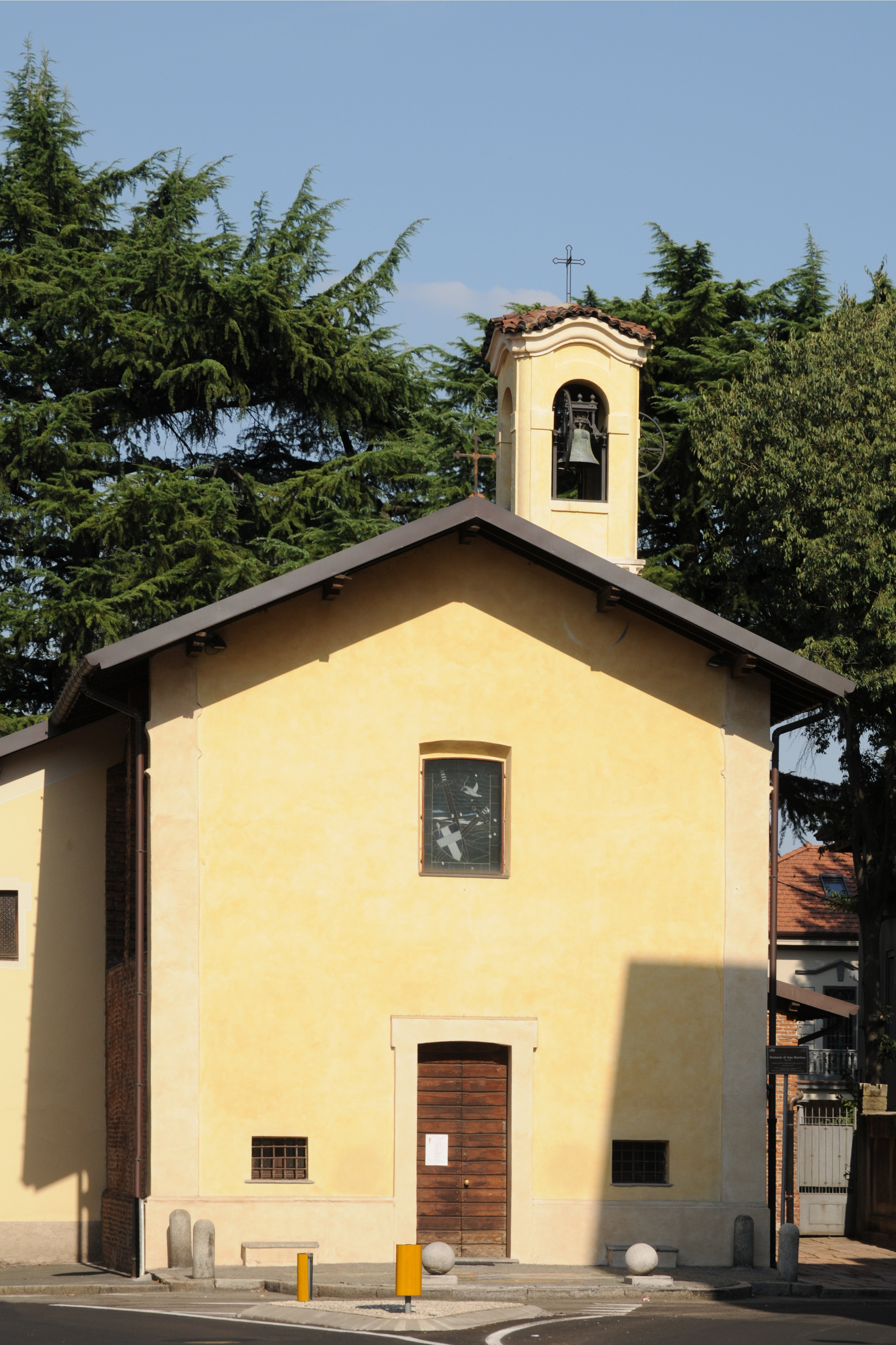
La chiesa di San Martino a Legnano

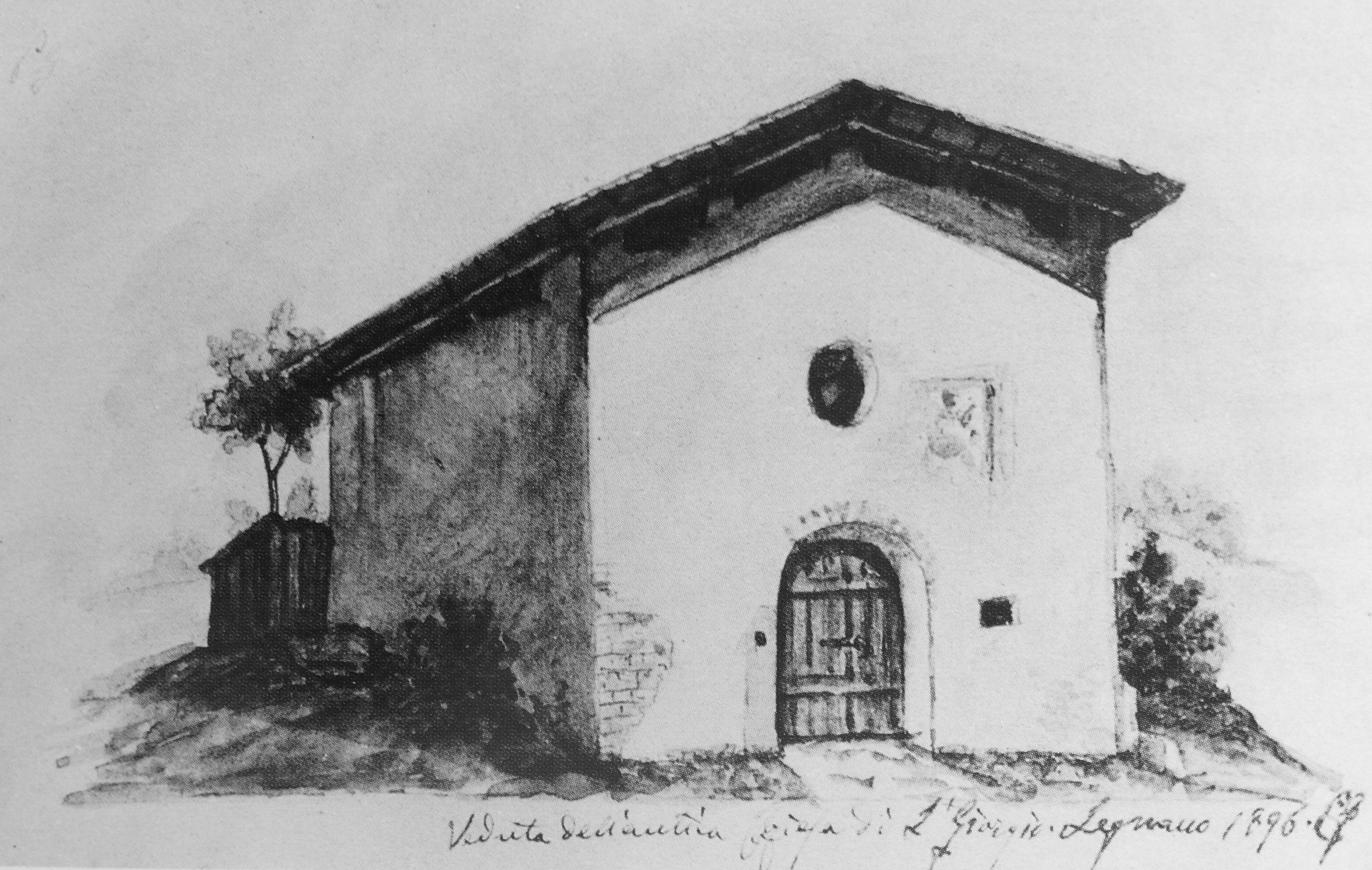
L'antica chiesetta medievale di San Giorgio in un acquarello di Giuseppe Pirovano del 1892

Ciò farebbe pensare al fatto che il Carroccio fosse situato sul bordo di un ripido pendio fiancheggiante l'Olona, così che la cavalleria imperiale, il cui arrivo era previsto da Castellanza lungo il corso del fiume, sarebbe stata obbligata ad assalire il centro dell'esercito della Lega Lombarda risalendo la scarpata: tale decisione si rivelò poi strategicamente errata, dato che Federico Barbarossa arrivò da invece Borsano, ovvero dalla parte opposta, il che obbligò le truppe comunali a resistere intorno al Carroccio con la strada di fuga sbarrata dall'Olona. Un altro possibile motivo che spinse le truppe comunali a posizionare il Carroccio a Legnano fu quello di anticipare il Barbarossa, creduto ancora lontano, facendo un'incursione nel Seprio con l'obiettivo di impedire una nuova alleanza tra i due: il Seprio era infatti un territorio storicamente sodale con l'imperatore insieme a un'altra area della Lombardia, la Martesana.
Prendendo in esame l'evoluzione dello scontro questo potrebbe significare che le fasi cruciali a difesa del Carroccio siano state combattute sul territorio della contrada legnanese di San Martino (più precisamente, nei pressi dell'omonima chiesa quattrocentesca, che infatti domina un pendio che digrada verso l'Olona) oppure del quartiere legnanese di "costa di San Giorgio", non essendo in altra parte delle zone limitrofe individuabile un altro avvallamento con le caratteristiche adatte alla sua difesa.
Considerando l'ultima ipotesi citata, lo scontro finale potrebbe essere avvenuto anche su parte del territorio ora appartenente alle contrade legnanesi di Sant'Ambrogio e San Magno (tra il quartiere di "costa di San Giorgio" e l'Olona è ancora oggi presente un ripido pendio: questa scarpata è stata in seguito inclusa nel parco Castello) e al comune di San Giorgio su Legnano. In base ad alcuni studi condotti da Guido Sutermeister, parte dei morti della battaglia di Legnano furono seppelliti intorno alla chiesetta di San Giorgio, ora non più esistente, che un tempo si trovava sulla sommità della collina di San Martino lungo la moderna via Dandolo, nei pressi dell'omonima chiesa legnanese.
Invece, per quanto riguarda le leggende, in riferimento ai racconti del cronista trecentesco Galvano Fiamma, le tre colombe uscite dalle tombe dei santi Sisinnio, Martirio e Alessandro, che si trovano nella basilica di San Simpliciano di Milano, si fermarono sul Carroccio cagionando la fuga di Federico Barbarossa: i tre volatili, spaventati dal duro confronto, cercarono poi riparo in una zona boscosa della località legnanese di San Bernardino.
La scelta di cercare lo scontro con il Barbarossa a Legnano con il posizionamento del Carroccio lungo un pendio fiancheggiante l'Olona non fu un caso. All'epoca il borgo legnanese rappresentava per chi proveniva da Nord un facile accesso al contado milanese, dato che si trovava allo sbocco della Valle Olona, che termina a Castellanza; tale varco doveva essere quindi chiuso e strenuamente difeso per prevenire l'attacco a Milano, che era agevolato anche dalla presenza di un'importante strada che esisteva fin dall'epoca romana, la via Severiana Augusta, che congiungeva Mediolanum (la moderna Milano) con il Verbannus Lacus (il Lago Verbano, ovvero con il Lago Maggiore). Il suo percorso poi fu ripreso da Napoleone Bonaparte per realizzare la strada statale del Sempione.
Per questa funzione strategica, Legnano, a partire dall'XI secolo, iniziò a legarsi sempre più con Milano anche da un punto di vista economico e militare, sebbene appartenesse formalmente al Seprio. Infatti, Legnano e gli altri contadi che gravitavano intorno al capoluogo meneghino fornivano a Milano anche derrate alimentari.

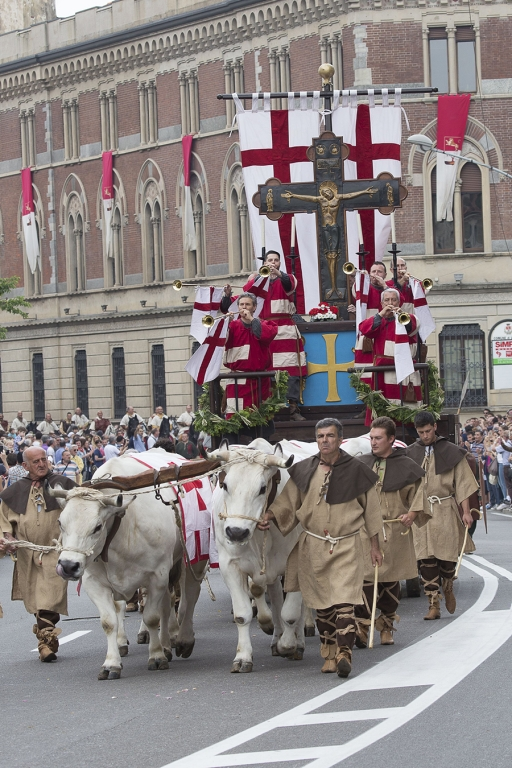
Il Carroccio durante la sfilata storica del palio di Legnano 2015. Sullo sfondo, palazzo Malinverni

L'altro motivo che spiega il collocamento del Carroccio a Legnano era legato al fatto che il Legnanese fosse una zona che simpatizzava per la Lega Lombarda, visto che era ancora memore delle devastazioni operate da Federico Barbarossa qualche anno prima della celebre battaglia: i vertici delle forze comunali erano quindi sicuri che le popolazioni del Legnanese avrebbero fornito pieno appoggio, anche logistico, alle truppe della Lega. Nello specifico, durante la battaglia, la Lega Lombarda, come avamposto militare, scelse il castello dei Cotta.
L'assiduo legame con Milano influenzò anche il dialetto legnanese, che iniziò a differenziarsi dal dialetto bustocco. Infatti, grazie ai frequenti contatti tra le due città, il dialetto milanese iniziò a "contaminare" l'idioma parlato a Legnano. Nonostante questa tendenza, il dialetto legnanese continuò a conservare nei secoli una certa diversità rispetto alla parlata meneghina. Il legame di Legnano con Milano acuì gli attriti con Busto Arsizio, che invece continuò a essere legata al contado del Seprio. Quest'ultimo fu annesso al Ducato di Milano nel 1395. Sul citato documento Gesta Federici I imperatoris in Lombardia è riportato il fatto che la linea di demarcazione tra il Seprio, che parteggiava invece per il Barbarossa insieme alla Martesana, e il contado milanese passasse proprio tra Legnano e Busto Garolfo.
Nei decenni successivi al 1176 la battaglia di Legnano assurse a una grande rilevanza, tanto da essere ripetutamente citata sui documenti. In alcune testimonianze scritte del XII e del XIII secolo lo scontro di Legnano, che viene chiamato rupta de Legnano, viene preso come riferimento temporale: in un documento del 27 luglio 1189 che si riferisce a un processo che coinvolse i monaci del monastero milanese Sant'Ambrogio, viene citato che il fatto oggetto della diatriba si fosse ripetuto "per annos II a rupta de Legnano", mentre su uno scritto del 21 luglio 1211 il testimone di un processo, che era originario di Poasco, moderna frazione di San Donato Milanese, dichiarò che poteva risalire ai fatti oggetto del contendere fino a 36 anni addietro, prendendo come evento di riferimento la battaglia di Legnano ("prima memoria que recordor fuit rupta de Legniano"). La memoria dello storico scontro travalicò anche i confini del contado milanese; in un processo del 1184 un contadino dell'Oltrepò Pavese citò, come riferimento temporale, la battaglia di Legnano ("prelium de Legnano").
Nei secoli successivi lo scontro tra la Lega Lombarda e Federico Barbarossa non restò nell'immaginario collettivo degli italiani perché non esisteva una coscienza collettiva nazionale. La battaglia di Legnano venne ripresa come uno dei simboli della lotta per l'unità nazionale nel XIX secolo, quando tornò alla memoria degli italiani, complice la medesima origine teutonica che accomunava Federico Barbarossa agli imperatori asburgici. Per tale motivo, ne Il Canto degli Italiani di Goffredo Mameli e Michele Novaro fu inserito un riferimento alla battaglia di Legnano in ricordo della vittoria delle popolazioni italiane su quelle straniere. Tale verso recita:
(Goffredo Mameli, Il Canto degli italiani)
Questo componimento fu poi scelto, il 12 ottobre 1946, come inno nazionale della Repubblica Italiana. Grazie a questo storico scontro, Legnano è l'unica città, oltre a Roma, a essere citata nell'inno di Mameli e Novaro.

### Leone da Perego

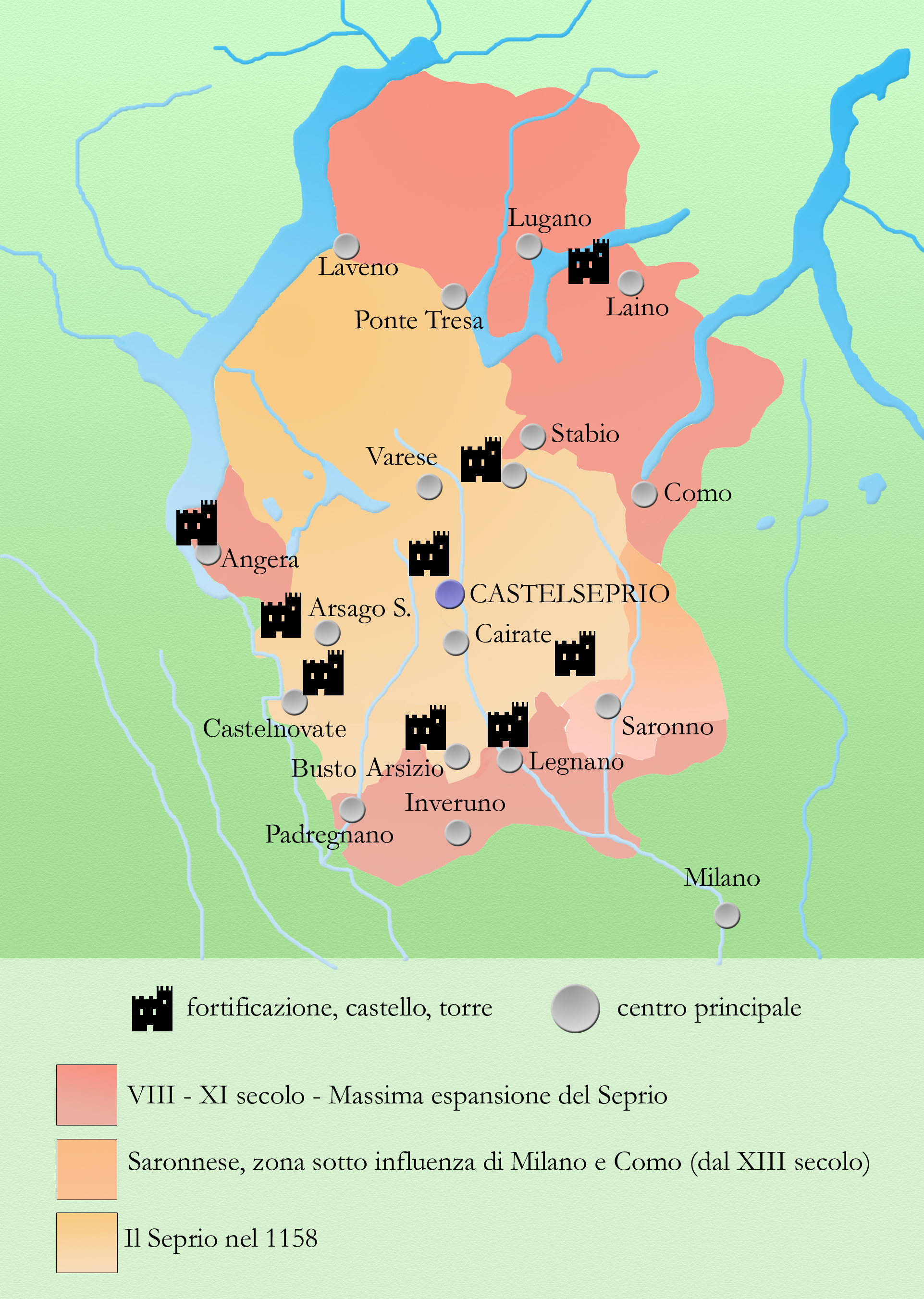
Mappa del Seprio

Legnano conservò la sua funzione strategica fino al XV secolo, continuando a essere teatro delle vicende politiche collegate a Milano anche dopo la celebre battaglia tra la Lega Lombarda e il Barbarossa. Protagonista di questa fase fu ancora il castello dei Cotta, che continuò a rivestire la funzione di importante avamposto militare.
A Legnano soggiornò Leone da Perego, arcivescovo di Milano dal 1241 al 1257. Visse nel palazzo omonimo, dove morì il 14 ottobre 1257. Le premesse che portarono Leone da Perego a soggiornare a Legnano sono legate alle conseguenze della celebre battaglia: dopo la vittoria di Legnano i comuni lombardi medievali si affrancarono dal potere imperiale e l'intera loro popolazione ottenne la possibilità di eleggere i consoli. In precedenza, il governo delle città era detenuto dal vescovo, dai nobili e dall'alta borghesia: in particolare Milano era retta da una signoria al cui vertice c'era l'arcivescovo sebbene, formalmente, la città avesse una forma di governo repubblicana. Il vescovo era poi assistito dai consoli, che avevano solamente una funzione consultiva e che davano un indirizzo che era legato all'estrazione sociale degli stessi, la cui elezione era esclusivamente ad appannaggio delle classi più abbienti. Prima di Leone da Perego, già l'arcivescovo Enrico I da Settala usufruì delle fortezze del Seprio e della Martesana per sfuggire ai tumulti popolari scoppiati a Milano. La realizzazione di un fossato a difesa di Legnano, che venne scavato durante la lotta tra Leone da Perego e i suoi avversari, dimostra l'intenzione di fare del borgo legnanese un importante avamposto militare della fazione sodale all'arcivescovo.
In contrapposizione a Milano, nei momenti in cui era prevalente la fazione sodale al popolo, ci furono nuovamente il Seprio e la Martesana, che confermarono la posizione antagonista dimostrata durante gli scontri tra le Lega Lombarda e Federico Barbarossa diventando, in questo nuovo frangente, sodali con l'aristocrazia milanese parteggiante per l'arcivescovado. Il Seprio e la Martesana furono infatti rifugi sicuri di Leone da Perego nei momenti in cui a Milano era predominante la fazione legata al popolo: in queste zone i sodali all'arcivescovo potevano effettuare movimenti di truppe in relativa sicurezza e attingere gli uomini e i mezzi necessari alle operazioni militari.

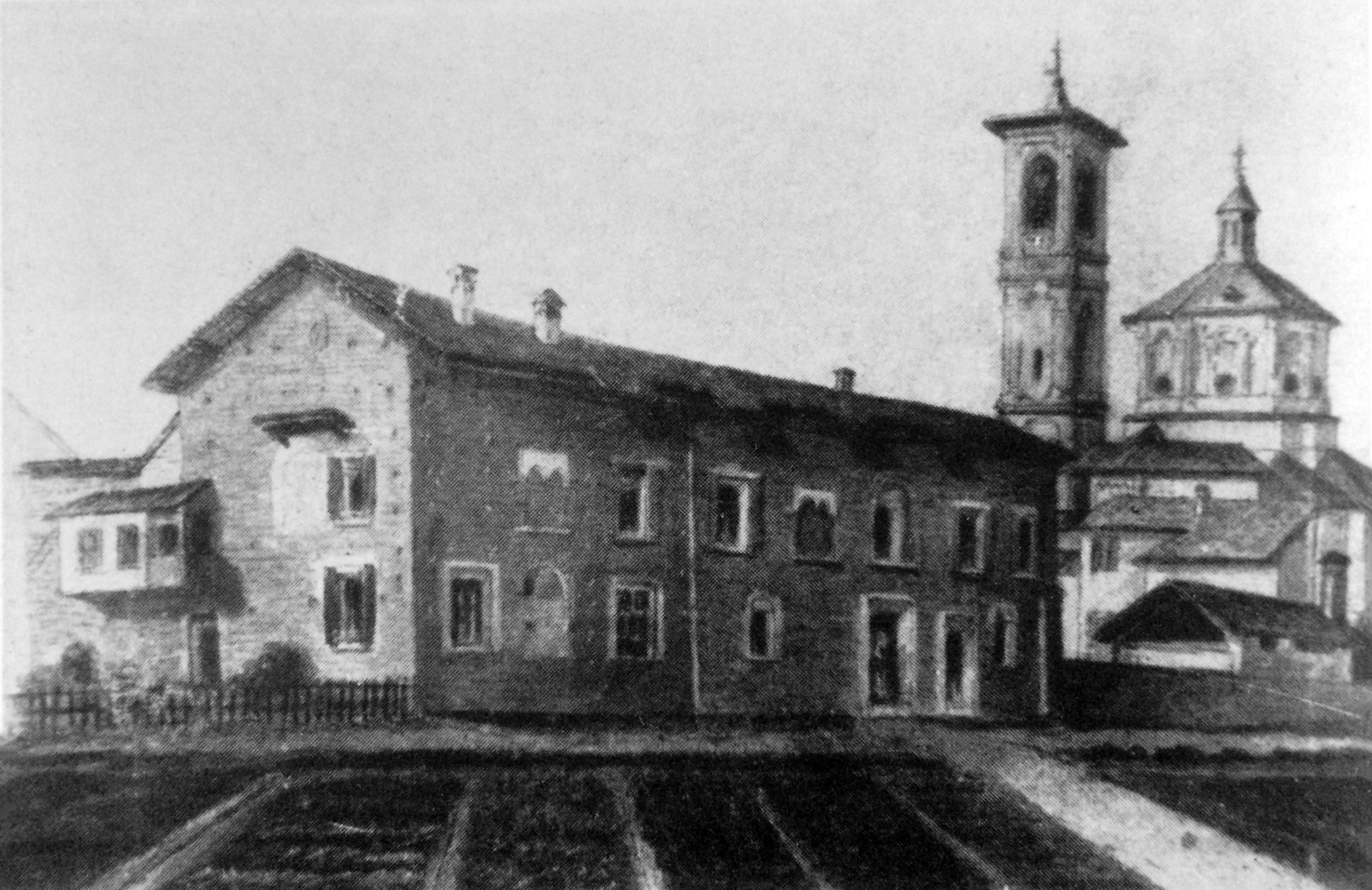
L'antico palazzo Leone da Perego, fondato nel Medioevo, in un acquarello di Giuseppe Pirovano

La vittoria dei comuni nella battaglia di Legnano, e la conseguente pace di Costanza, comportò la nascita, a Milano, di una situazione di instabilità politica e quindi Leone da Perego, che era tra i maggiori fautori del ritorno della supremazia arcivescovile sul governo della città, fu obbligato ad abbandonare a più riprese la città meneghina. Il potere, che ora era condiviso con il popolo, diventò però così instabile da richiedere frequentemente la nomina di un podestà che ristabilisse l'ordine. Le classi sociali in lotta per il potere erano divise in vere e proprie fazioni, organizzate in associazioni vere e proprie, come la cosiddetta motta degli ex-feudatari e la credenza di Sant'Ambrogio a cui invece faceva riferimento il popolo; la nobiltà feudale invece era semplicemente legata all'arcivescovo senza essere rappresentata da un'associazione. L'arcivescovo, a volte, arrivò pure a farsi difendere da squadracce che spesso utilizzavano metodi violenti contro il popolo: questa situazione portò poi allo scoppio di una guerra civile vera e propria.
Leone da Perego scelse tre volte Legnano come sua dimora per la funzione strategica del borgo: Legnano era infatti una delle città fortificate più vicine a Milano e da essa l'arcivescovo poteva meglio controllare gli avvenimenti politici del capoluogo meneghino senza esporsi troppo. L'altro motivo che spiega tale scelta è legata al già citato fatto che a Legnano fossero presenti famiglie nobiliari sodali all'arcivescovado: questi casati, anche grazie alla presenza delle loro proprietà, potevano fornire a Leone da Perego un sicuro rifugio. Ultimo motivo fu la presenza a Legnano di varie proprietà immobiliari arcivescovili, che facevano del borgo legnanese possedimento temporale dell'arcidiocesi di Milano.

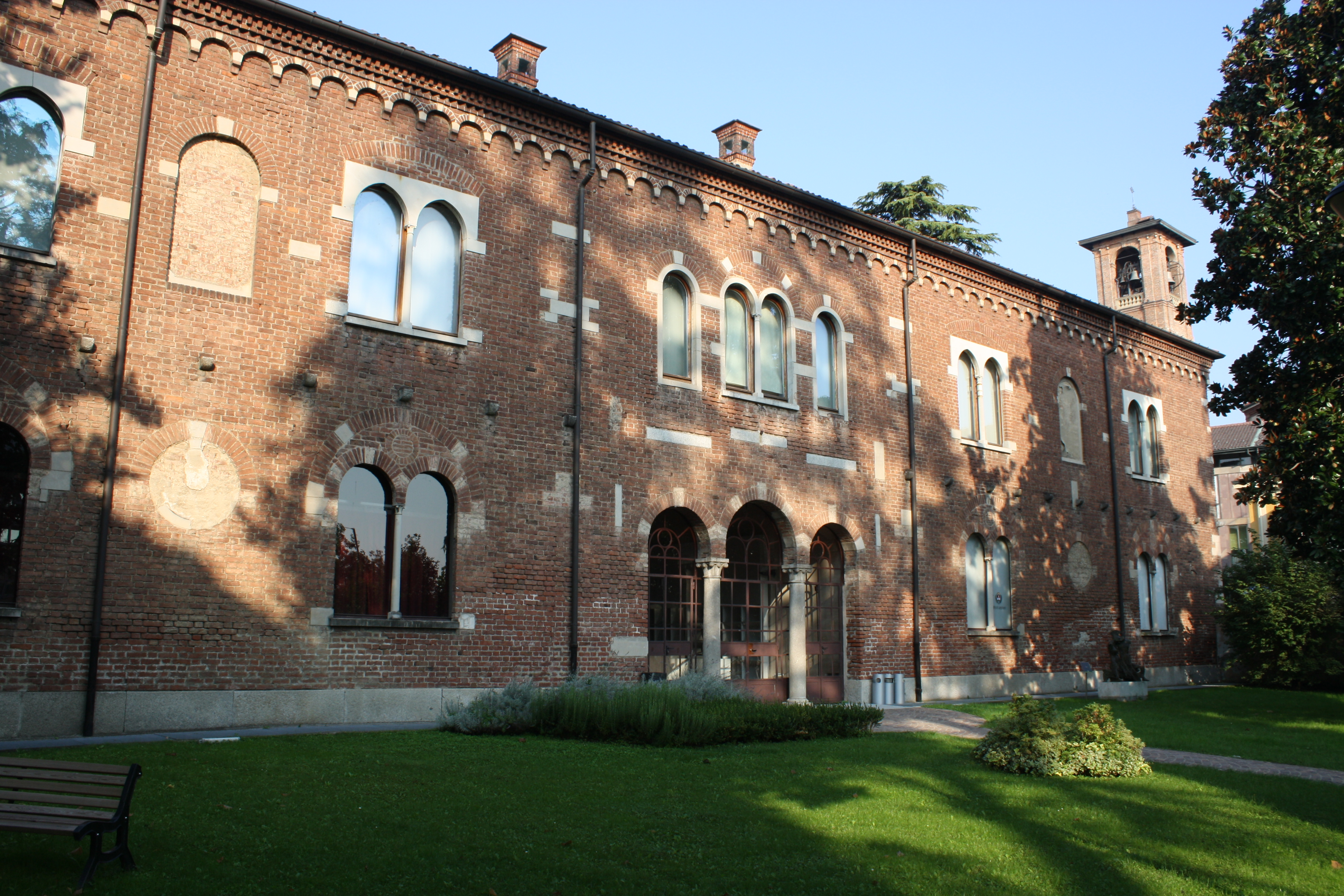
La ricostruzione ottocentesca dell'omonimo palazzo Leone da Perego medievale

Legnano diventò quindi uno dei punti riferimento per la fazione che parteggiava per l'arcivescovado. Il primo soggiorno a Legnano di Leone da Perego, che è datato settembre 1254, è inserito in un contesto storico che è legato ai ripetuti spostamenti dell'arcivescovo in varie città della cintura milanese, tra cui quella del Carroccio, trasferimenti necessari per evitare di dimorare nel capoluogo lombardo, che era in rivolta: alla fine l'arcivescovo, che proveniva da Civate, decise di lasciare Legnano, dove restò per un breve periodo, e trasferirsi alla Rocca di Angera.
I suoi due ultimi soggiorni a Legnano furono invece nel 1257, quando Milano era in subbuglio in occasione della presa del potere di Martino della Torre, che parteggiava invece per il popolo, ruolo svolto da tutta la sua famiglia. Nel 1256 Martino decise di muovere guerra contro Leone da Perego, che in quel momento si era rifugiato nuovamente nella Rocca di Angera, quindi in una zona abbastanza lontana da Milano, dato che questa fortificazione è situata nel Seprio. Martino per prima cosa attaccò i sodali dell'arcivescovo, che si erano asserragliati a Fagnano Olona. Leone, avvisato dell'attacco mentre soggiornava ancora nel Seprio, costituì un piccolo esercito con cui mosse guerra a Martino, che alla fine ripiegò passando, durante la sua ritirata, a Solbiate Olona, Olgiate Olona, Legnano e Canegrate. In questi frangenti Leone da Perego decise di stabilirsi a Legnano insieme ai suoi sodali: documenti ne attestano la presenza nel febbraio/marzo 1257.
Il confronto tra i due terminò con la tregua di Parabiago (29 agosto 1257): poco dopo Leone da Perego, nel frattempo ammalatosi, decise di fermarsi a Legnano, dove morì il 14 ottobre successivo. In un primo momento fu sepolto in edificio sacro legnanese, nella chiesa di San Salvatore secondo Bernardino Corio e Galvano Fiamma oppure, secondo Agostino Pozzo, prevosto di San Magno dal 1628 al 1653, nella chiesa di Sant'Ambrogio: poi la salma scomparve. In particolare, nel 1650, Agostino Pozzo scrisse:
(Agostino Pozzo in Storia delle chiese di Legnano, anno 1650)

### I Della Torre

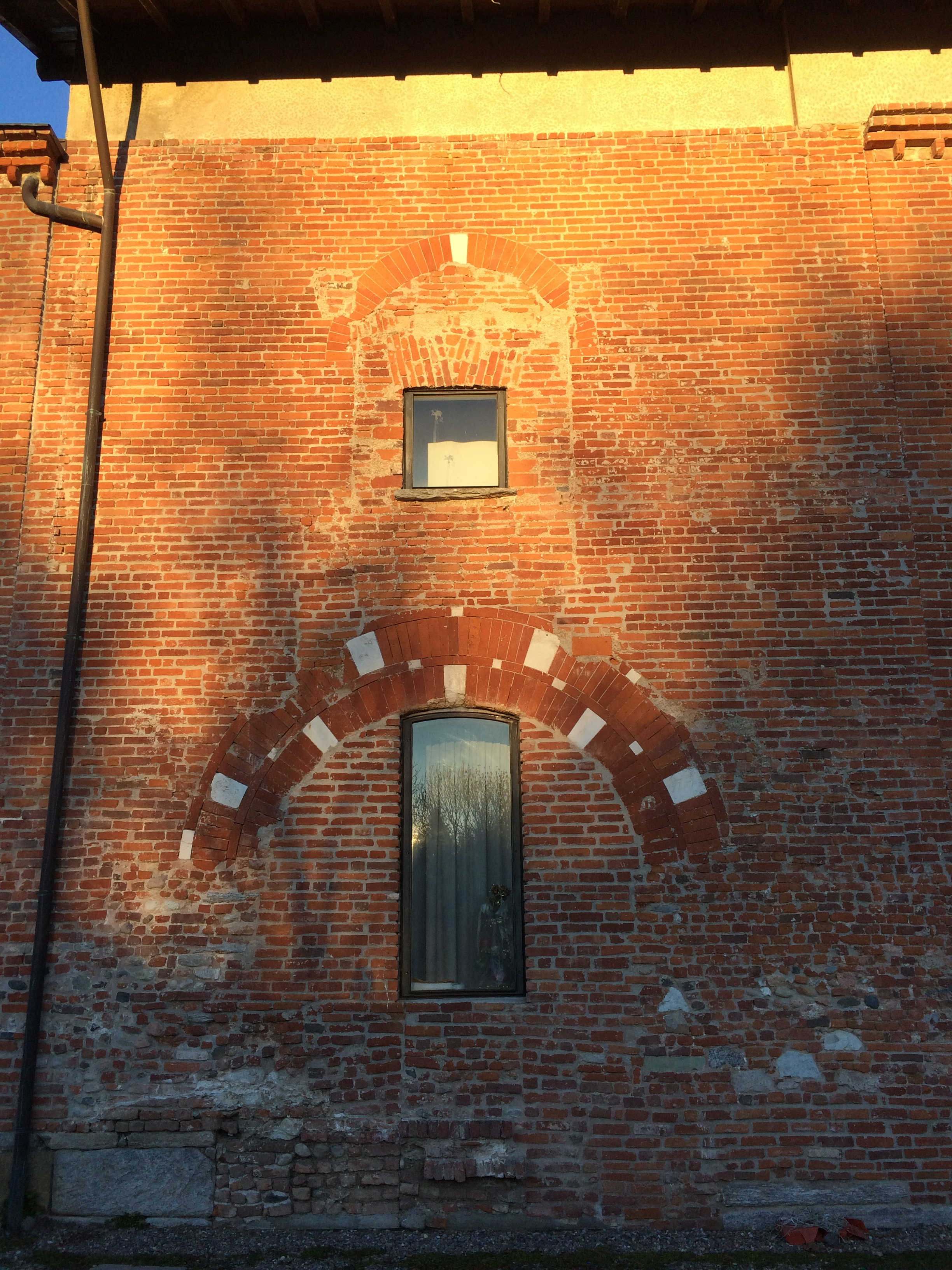
I resti dell'antica torre di avvistamento del convento agostiniano, risalenti al 1231 e in seguito inglobati nel castello di Legnano

Alla morte di Leone da Perego non fu subito chiaro chi avrebbe primeggiato sulla signoria di Milano: dopo una fase caratterizzata da un'accesa diatriba tra le varie fazioni, il casato che alla fine riuscì a imporsi fu quello dei Della Torre. Pertanto, morto Leone da Perego, i Della Torre iniziarono a occupare tutte le proprietà arcivescovili del contado milanese. La famiglia nobiliare milanese decise di impossessarsi anche di un antico convento di Regolari Agostiniani dedicato a San Giorgio che sorgeva su'isola naturale del fiume Olona, a sud di Legnano, vista la sua posizione strategica e approfittando della sede arcivescovile vacante. Più in generale, furono diverse le proprietà fondiarie acquistate dai Della Torre tra Legnano e Dairago.
I monaci del convento di San Giorgio, come risulta da un antico documento, erano sottoposti a vessazioni da parte di alcuni potenti della zona ("magnates et potentes") che si erano già insediati sui terreni confinanti a quelli dell'arcivescovado. Per evitare spiacevoli conseguenze, e considerando la situazione politica dell'epoca, che era instabile e caratterizzata da continue guerre, i frati decisero di abbandonare il monastero firmando il 14 ottobre 1261 un atto notarile di permuta con i fratelli Raimondo, Napoleone e Francesco della Torre e con il loro nipote Erecco, non si sa se di loro spontanea volontà oppure se obbligati con la forza. La motivazione di tale scelta, come si può leggere su questo documento, è descritta così:
(Atto di cessione del primigenio convento e dei terreni circostanti ai Della Torre)

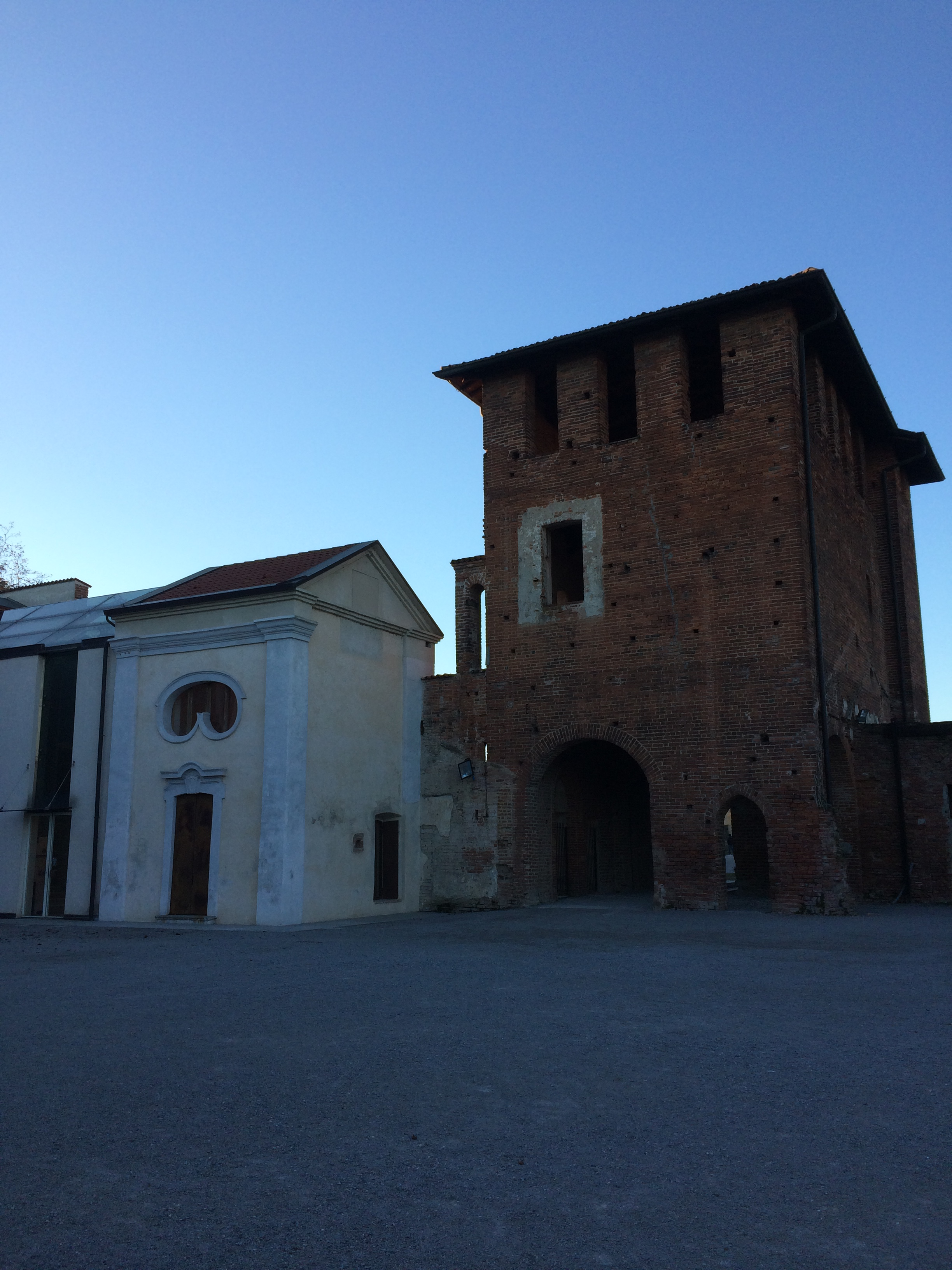
Sulla sinistra, a fianco del torrione principale del castello di Legnano, la chiesetta di San Giorgio, che risale al 1440 e che è stata costruita sulle vestigia di una chiesa omonima precedente

La principale motivazione che spinse i nobili locali a fare grande pressione sui monaci risiedeva nella pretesa di avere voce nella nomina dei componenti del capitolo del convento: i vari casati bramavano infatti la possibilità di avere propri parenti in questa assemblea, i quali avrebbero potuto influenzare le scelte del capitolo a loro favore. Il monastero ed i terreni circostanti furono poi acquisiti dai Della Torre e dai Lampugnani, cioè dalle due famiglie che avevano vessato i monaci insieme agli abitanti della cascina Meraviglia. A completamento della permuta, i Della Torre cedettero ai religiosi alcuni loro immobili che si trovano a Milano.  I Della Torre acquistarono anche, grazie al medesimo atto di permuta, alcuni edifici a Legnano, due mulini sull'Olona e diversi beni tra la pieve di Dairago e quella di Parabiago. In questo modo la nobile famiglia milanese effettuò una vera e propria occupazione fondiaria ed economica dell'Alto Milanese.
Dal 1231, presso il convento agostiniano, era presente una piccola torre di vedetta che serviva a controllare un'importante strada che collegava Milano al Verbano, la via Severiana Augusta, strada che era stata costruita in epoca romana nel I secolo e che era ancora in uso durante il Medioevo. La moderna strada del Sempione, realizzata durante la dominazione napoleonica, ne riprende il tracciato. Tra il 1261 e il 1273 i Della Torre, come conferma del forte controllo sul Legnanese, ampliarono l'ormai ex-edificio monastico costruendo due ali - una a destra e l'altra a sinistra della torre di vedetta - che diventarono il nucleo originario del castello Visconteo di Legnano.
La chiesa del convento, in particolare, esisteva almeno fin dal 1231, come testimonia la citata nota d'archivio. La dedicazione del convento e della chiesetta a San Giorgio forse era collegata al culto di questo santo, che potrebbe essere stato comune nelle campagne circostanti e che avrebbe poi influenzato la scelta dell'intitolazione del monastero, oppure potrebbe essere avvenuto l'opposto, cioè il culto popolare di san Giorgio si sarebbe diffuso grazie alla dedicazione del convento e alla presenza della chiesetta.
L'ex convento diventò quindi un avamposto fortificato, trasformandosi con il passare dei secoli nel moderno castello visconteo di Legnano che è noto, fin dal XIII secolo, anche con il nome di castello di San Giorgio. Il castello di Legnano ospitò per una notte, nell'aprile 1273, i reali d'Inghilterra Edoardo I Plantageneto ed Eleonora di Castiglia nel tragitto di ritorno da un loro viaggio in Medio Oriente. I due ospiti vennero condotti nel maniero legnanese, considerato quindi una dimora prestigiosa, da Napoleone e Francesco Della Torre. Anche questo avvenimento dimostra il saldo controllo che i Della Torre avessero sul borgo legnanese tanto da permettersi, in tutta sicurezza, di dare ospitalità a due sovrani. Sui documenti dell'epoca l'evento è descritto citando il fatto che i reali inglesi fossero stati ospitati "a Santo Georgio presso Legnano". Una leggenda racconta invece che i due reali avessero sostato nella cosiddetta "Casa della regina" di San Giorgio su Legnano.
Dopo la sua fortificazione, il castello visconteo acquisì il ruolo di baluardo difensivo del contado milanese sostituendo in tale funzione il maniero dei Cotta. Il castello dei Cotta fu poi demolito tra il XIII ed il XIV secolo: infatti, dal Notitie Cleri Mediolanensi del 1398, cioè dall'elenco delle chiese presenti nel Milanese che puntualmente veniva compilato dalla Chiesa, risulta che sull'area occupata dalla moderna Galleria INA, in luogo del castello dei Cotta, erano situati il convento degli Umiliati e la chiesa di Santa Maria del Priorato

### L'istituzione del comune di Legnano

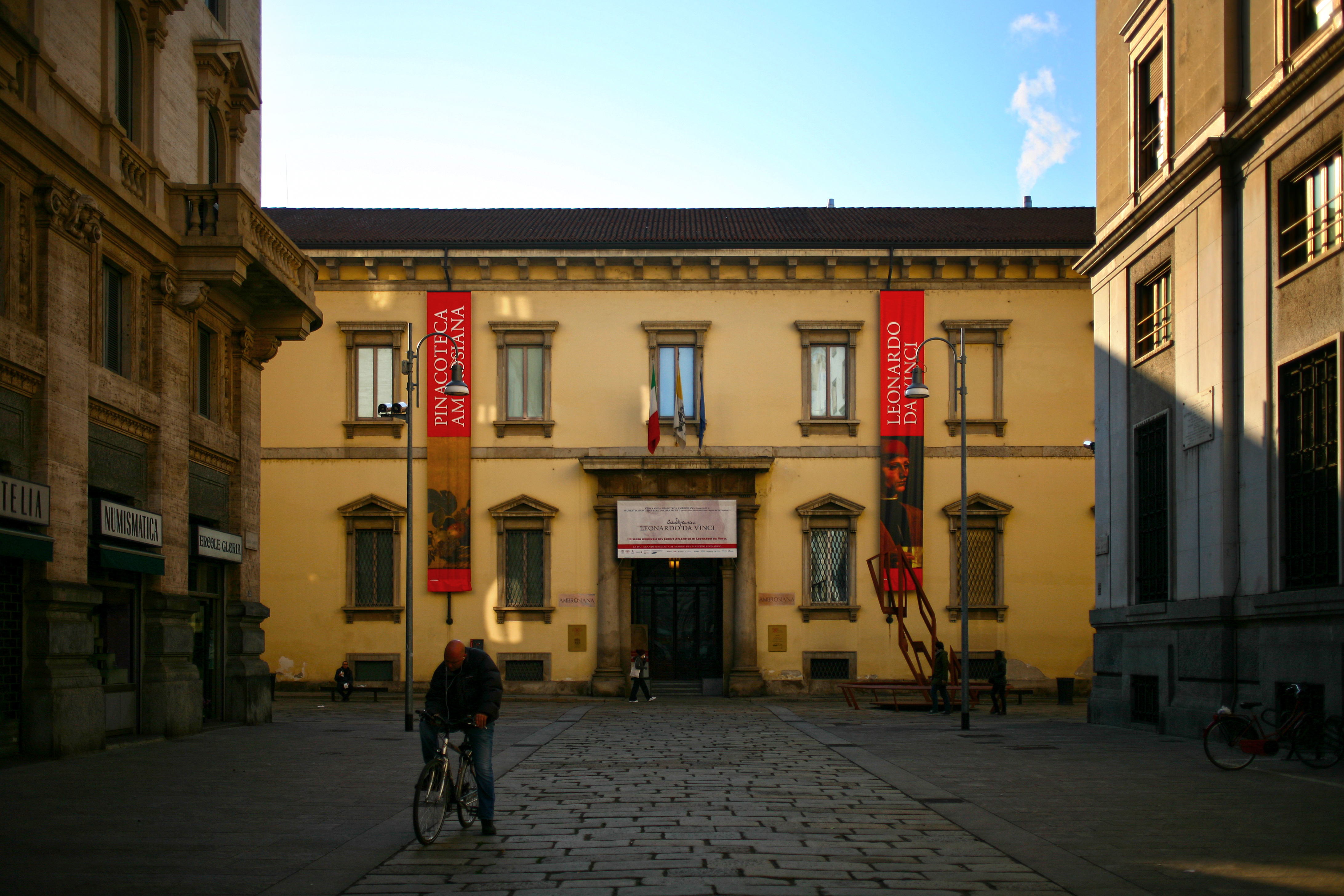
La Biblioteca Ambrosiana di Milano, dove sono conservati gli statuti risalenti al 1261 del comune di Legnano

Il predominio dei Della Torre fu facilitato dalla mancata elezione immediata di un nuovo arcivescovo. La sede vacante durò cinque anni, dal 1257 al 1262, e quindi la comunità legnanese ebbe l'occasione si smarcarsi, perlomeno in parte, dai poteri ecclesiastici: approfittando dell'autonomia avuta, il borgo approvò, nel 1261, i suoi primi statuti, deliberazione che fece nascere, formalmente, il comune di Legnano. Questo atto normativo, che stabiliva i diritti e i doveri dei cittadini legnanesi, venne redatto e approvato in un'epoca in cui Legnano stava conoscendo un periodo di crescita sociale, economica e demografica.
La comunità legnanese, in questo contesto, non si mise mai in contrasto con l'arcivescovado: anche nelle epoche in cui il potere dominante era prettamente laico, la comunità legnanese continuò ad avere buoni rapporti anche con le istituzioni ecclesiastiche. Un secondo motivo che spiega la libertà che ebbero i legnanesi nell'approvare i loro primi statuti fu legata alla sede arcivescovile vacante. I nobili sodali all'arcivescovo lasciarono temporaneamente Legnano: questa aristocrazia, per espletare la sua funzione di controllo in nome dell'arcivescovo, aveva infatti un atteggiamento invadente nei confronti della cittadinanza legnanese.
Il verbale di approvazione degli statuti del borgo di Legnano "[...] [che sono ratificati] per un anno o più secondo il volere del consiglio [...]" è stato trovato negli archivi della Biblioteca Ambrosiana. Questi statuti vennero approvati nel 1261 e furono validi fino al 1268: il documento, nello specifico, è costituito da un singolo foglio di pergamena redatto su due colonne e formato nel complesso da 22 righe. Le cariche citate in questi verbali sono quelli di quattro consoli, dei vicari dell'arcivescovado di Milano e di nove consiglieri: due di questi ultimi facevano parte della famiglia degli Oldrendi. L'unico foglio pervenutoci di questi statuti, che è compilato in latino medievale, recita:
Milleximo CCLXVIII, die veneris, XVII die februarii totum conscilium burgi de Legniano, silicet Castellus Albiollo et Levachae Hodrendi et Rugerius Ferrarius et Ambroxius Tallonus et Ambroxius Liprandi et Olliverius Ravergi et Matheus Bellous et Oldradus de Masenago et Otto Tallonus et Olliverius Hodrendi et Guillielmus de Ponte et Marchixius Pervergi et Arnoldus de Retenate et Iacobus Servideo et Iacobus de Castroseprio et Petrus Folcis et Aventollus Sertor et Maifredus de Bonatia et Arnoldus Arimperti, fuerunt in concordia et ordinaverunt et statuerunt quod potestas teneatur per sacramentum exigendi fodrum a quolibet homine tam masculum, quam feminam cui vel quibus impositum vel incissum fueret per comune dicti burgi seu conscilium vel maiorem partem.
Item statuerunt et ordinaverunt per totum suprascriptum conscilium de voluntate vixinantie quod si aliquis homo de predicto burgo vel eius terretorio fecerit seu habuerit et tenuerit illud de quo pro quo comune burgi predictum condempnaretur, sustinuerit vel habuerit aliquod dampnum vel dispendium vel condempnationem aliquam quod ille homo vel femina, cuius ocaxione evenerit, teneatur et debeant restituere totum dampnum et condempnationem et expensas predicto comuni suis expensis et dampnis, et si aliquis recussaverit facere ut supra legitur, quod comune et consules et potestas qui erit pro temporibus teneantur et debeant eum desconvenzare et facere preconizare per burgum, et non debeat revertere in convenentia donec non solverit totum dampnum et dispendium et exspensas que et quas facte fuerint et solute per ispsum comune ipsa occaxione.
In nomine Domini. MCCLXVIII, die veneris, sexto decimo die mensis novembris, indictione duo decima [...]»
Venerdì 17 febbraio dell'anno 1268, tutto il consiglio del borgo di Legnano, ovvero Castello Albiollo, Levache Oldrendi, Ruggero Ferrario, Ambrogio Tallono, Ambrogio Liprandi, Oliviero Ravergi, Matteo Bellous, Oldrado di Masenago, Ottone Tallono, Olliviero Oldrendi, Guglielmo de Ponte, Marchisio Pervergi, Arnoldo de Retenate, Iacopo Servideo, Iacopo di Castelseprio, Pietro Folcis, Aventollo Sertor, Maifredo di Bonatia e Arnoldo Arimperti, concordarono, ordinarono e stabilirono che il potere è detenuto dai cittadini sia di sesso maschile che di sesso femminile che pagano il fodro e ai quali lo stesso fu imposto o introdotto dal comune del detto borgo o dal consiglio o dalla maggioranza.
Allo stesso modo il predetto consiglio nella sua interezza stabilì e ordinò riguardo alla volontà di vicinanza che, se un uomo del sopraddetto borgo o di quel territorio facesse o avesse e tenesse ciò per il quale fosse condannato dal comune del predetto borgo, sostenesse o subisse qualche danno o spesa o condanna alcuna, fosse egli di sesso maschile o femminile, sia carcerato e obbligato a risarcire l'intero danno, a scontare la pena e a risarcire le spese al predetto comune a proprie spese e danno, e se qualcuno si rifiutasse di fare come sopra stabilito, quel comune, i consoli e il podestà che vi saranno in quel tempo lo incarcerino e lo dovranno "desconvenzare" e divulgare solennemente nel borgo la sua situazione, e quegli non dovrà ritornare nello stato di convenienza fintantoché non avrà compensato tutto il danno, i costi e le spese che furono fatte e sostenute dallo stesso comune nella stessa occasione.
Nel nome del Signore, anno 1268, venerdì, il sedicesimo giorno di novembre, dodicesima indizione [...]»
(Stralcio dei primi statuti del comune di Legnano, che sono stati validi dal 1261 al 1268)

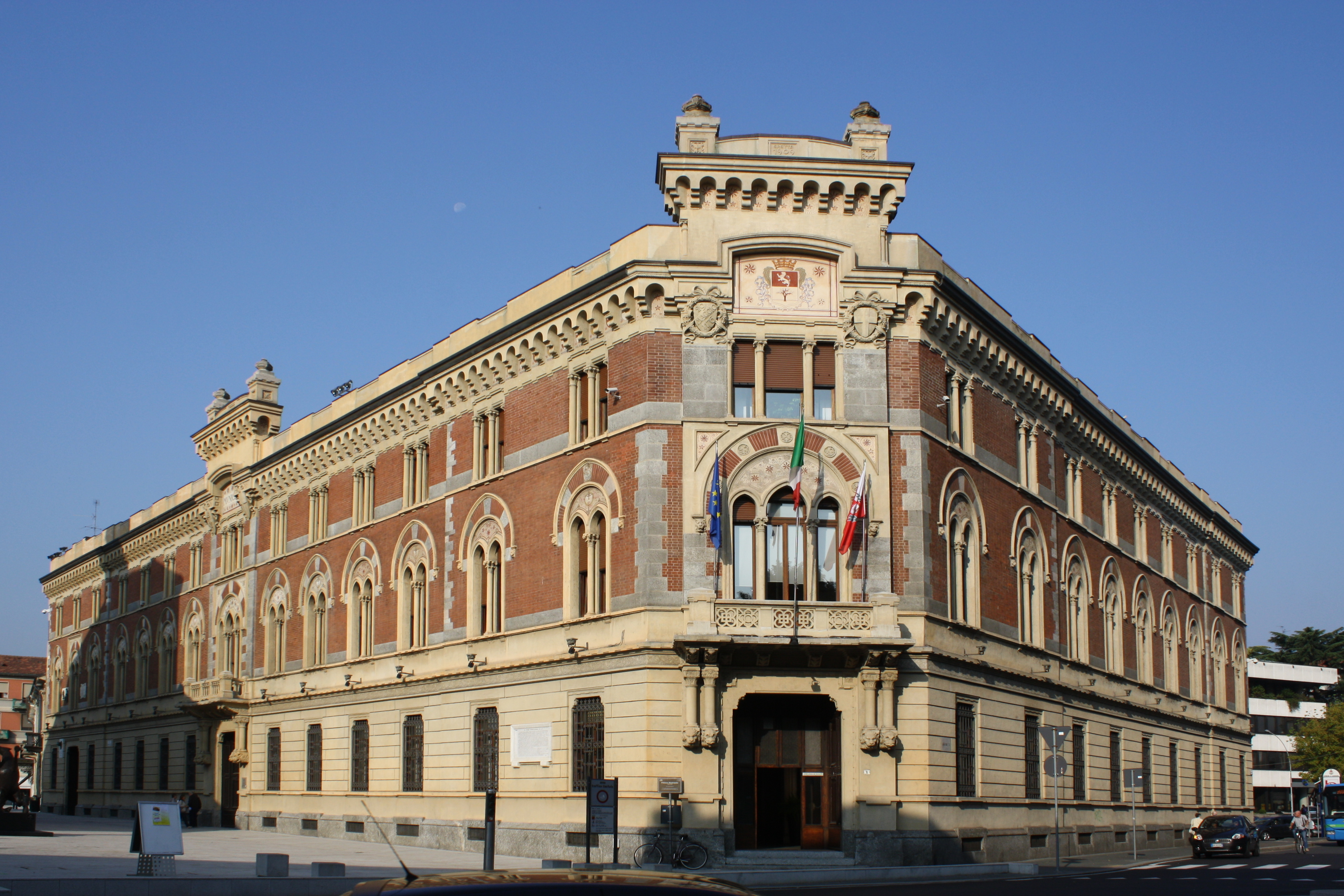
Palazzo Malinverni, municipio del moderno comune di Legnano. È stato inaugurato il 28 novembre 1909, durante il periodo di maggior crescita industriale e demografica della città

Dalla lettura di questi statuti è evidente il potere temporale esercitato dall'arcivescovo sulla Legnano dell'epoca: i consoli accennati nel documento si definiscono infatti anche vicari dell'arcivescovo meneghino, a cui riconoscono la giurisdizione (il "discritus") sul borgo e sul territorio circostante. In altri termini, l'arcivescovo di Milano era il signore (il "dominus") di Legnano.
Nello specifico questi statuti decretavano che l'Amministrazione comunale di Legnano fosse retta da quattro consoli, i quali parteciparono alla redazione di questo atto normativo con l'aiuto di nove cittadini eletti dai legnanesi. Ai quattro consoli, nell'amministrazione del borgo, era affiancato un consiglio comunale che era formato, nel 1268, da diciannove consiglieri.
A Legnano il potere temporale dell'arcivescovado, a differenza di altri borghi, non era applicato da un gastaldo, bensì dai quattro consoli, che negli statuti vengono definiti "vicarii archiepiscpatus". Le esigue informazioni che si possono desumere dall'unico foglio degli statuti pervenutoci non chiarisce la modalità di nomina dei consoli, che sarebbe potuta avvenire tramite elezioni oppure tramite la nomina diretta da parte dell'arcivescovo.

### Ottone Visconti

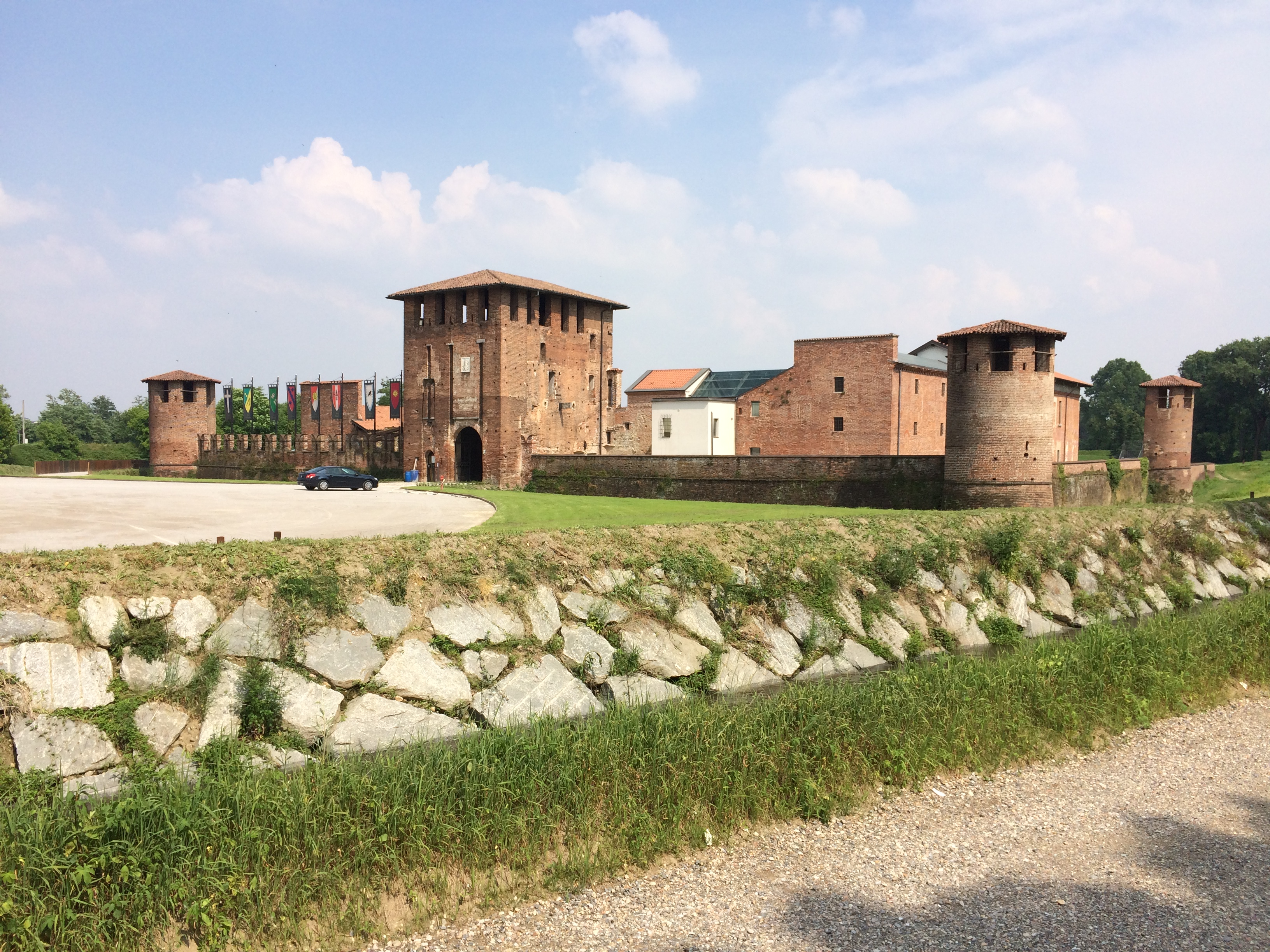
Il castello visconteo di Legnano

Poco dopo l'acquisto del convento di San Giorgio da parte dei Della Torre, il 22 luglio 1262, venne nominato arcivescovo di Milano Ottone Visconti, ponendo fine alla sede arcivescovile vacante. Ottone faceva parte di una famiglia nobiliare, i Visconti, che nella lotta tra il popolo e l'arcivescovado parteggiava per quest'ultimo: i Della Torre provarono invano a fa eleggere arcivescovo il loro fratello Raimondo. Ottone Visconti, che sostituì Leone da Perego nel ruolo di difensore del potere ecclesiastico e dell'alta aristocrazia milanese, non riuscì però a occupare lo scranno arcivescovile, ma rimase esule in zone non appartenenti alla diocesi: in questo contesto i Della Torre continuarono l'opera di acquisizione e di occupazione dei beni arcivescovili della diocesi di Milano. A Legnano, in particolare, ampliarono ulteriormente i propri possedimenti, facendo del borgo uno dei propri capisaldi militari.
Qualche anno prima, nel 1259, venne imprigionato a Legnano Paolo da Soresina, podestà di Milano per la classe nobiliare, che era sospettato di tradimento: ciò conferma che il borgo legnanese continuò, anche dopo la morte di Leone da Perego, a rivestire un ruolo di primo piano. Paolo da Soresina venne imprigionato a Legnano perché probabilmente il borgo legnanese era un importante campo base per la fazione dei nobili milanesi.

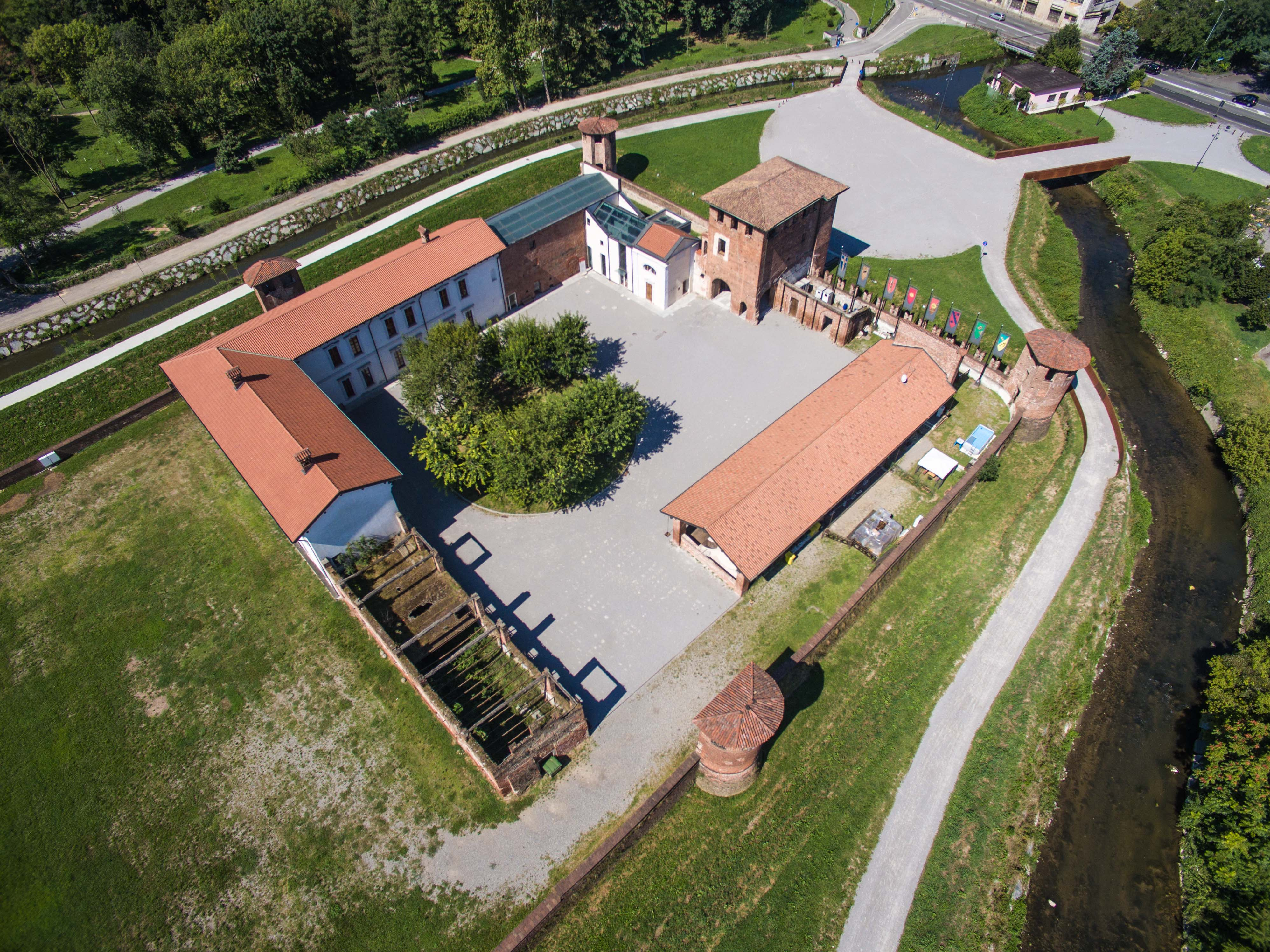
Veduta aerea del castello visconteo di Legnano

Nel 1261, poco prima della nomina di Ottone Visconti, la situazione precipitò improvvisamente: Martino della Torre decise di invadere l'Alto Milanese per impossessarsi delle proprietà arcivescovili. L'occasione per l'acquisto del monastero agostiniano poi trasformato nel moderno castello Visconteo di Legnano fu probabilmente questa. Essendo stato nominato, come arcivescovo di Milano, Ottone Visconti, la lotta ora non si svolgeva più tra le classi sociali meneghine, ma tra i Della Torre e i Visconti, che si contendevano il primato su Milano. Lo scontro si trasformò quindi da politico e sociale a personale. In questo contesto i Della Torre tentarono di impedire in tutti i modi a Ottone Visconti di prendere pieno possesso dell'arcivescovado e di tutto il potere a esso associato.

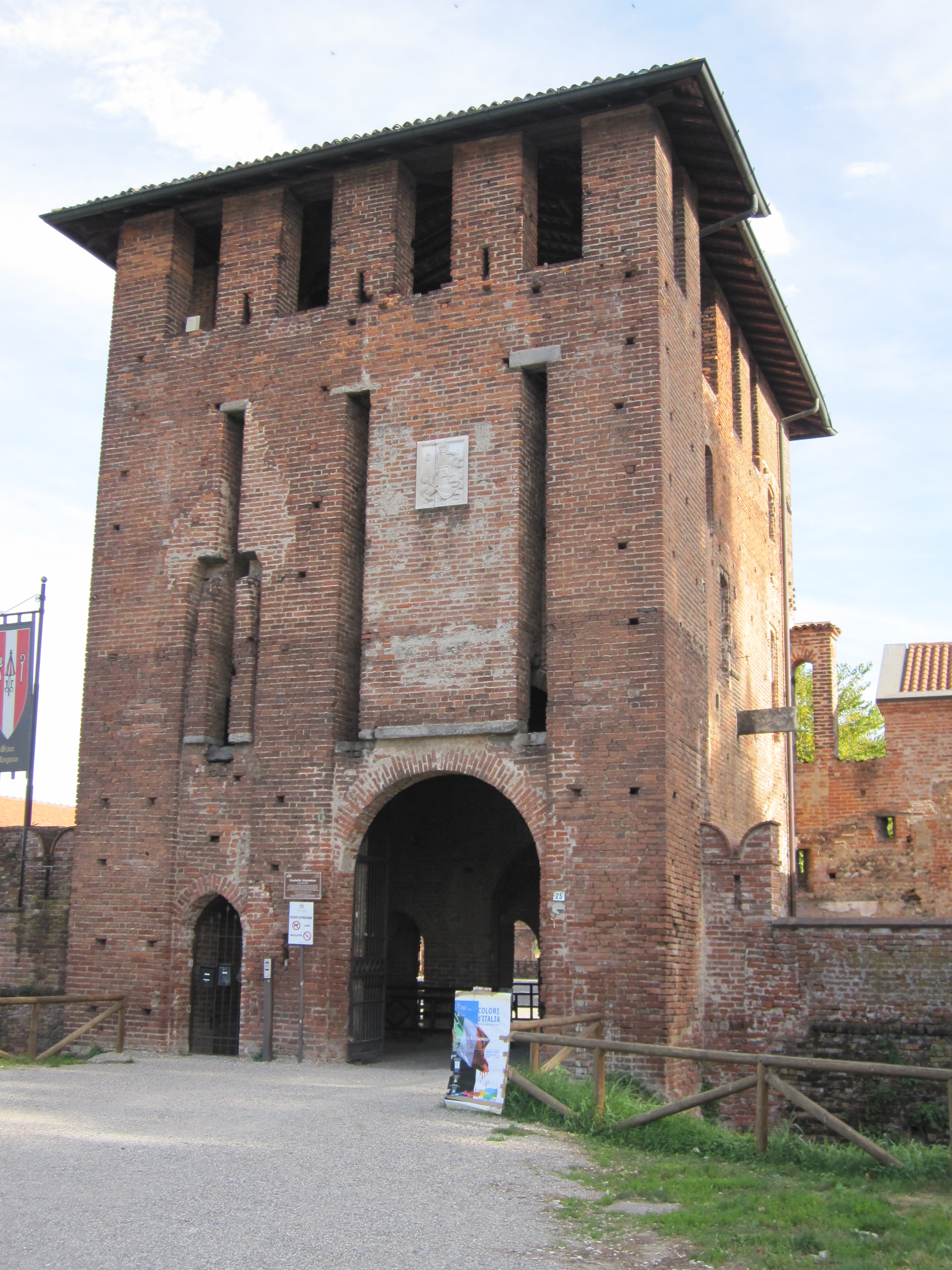
Il torrione principale del castello Visconteo di Legnano, fotografato dal piazzale antistante al maniero

La battaglia di Desio (21 gennaio 1277) decretò poi la vittoria dei Visconti e la cacciata dei Della Torre da Milano e dal suo contado. Questi ultimi si rifugiarono verso nord e occuparono, nel 1285, Castelseprio. Ottone Visconti decise di muoversi verso la roccaforte del Della Torre stabilendosi a Legnano, dove radunò il suo esercito. La guerra però fu temporaneamente evitata: le due parti si trovarono a Varese per firmare una tregua, che previde l'abbandono di Castelseprio da parte dei Della Torre, il cui posto venne preso da Guido da Castiglione, loro sodale.
Dopo aver vinto la guerra contro i Della Torre, Ottone riconquistò tutte le proprietà presenti a Legnano che vennero sottratte dai Della Torre a Leone da Perego, ovvero la Braida Arcivescovile, il castello di Legnano e tutti gli altri beni immobili. Ottone Visconti decise di stabilire la sua dimora al castello Visconteo di Legnano perché lo preferiva, come avamposto militare, alla Braida Arcivescovile: sebbene quest'ultima fosse ubicata nel centro cittadino di Legnano e fosse protetta dal castello dei Cotta, Ottone Visconti non la reputava adatta allo scopo, perché non sufficientemente sicura da un punto di vista militare: il castello dei Cotta, infatti, era difficilmente ampliabile a meno di demolire un numero troppo elevato di abitazioni.
In particolare la chiesetta del castello venne assegnata, il 16 dicembre 1277, alla mensa del capitolo degli ordinari, che ottennero anche la rendita di alcuni terreni limitrofi al castello, vista la loro situazione economica, che con la presenza dei Della Torre era molto peggiorata. Sempre nel dicembre del 1277 l'arcivescovo concesse poi alla chiesetta di San Giorgio, ovvero al luogo di culto situato all'interno del perimetro del castello, l'utilizzo di un altare consacrato.
Nell'autunno del 1286 Ottone Visconti decise di rompere la tregua radunando un nuovo esercito a Legnano. Attaccò quindi Castelseprio, ancora governata da Guido da Castiglione, che cedette in parte: Ottone riuscì a saccheggiare il centro abitato ma non la rocca, che resistette. Nel febbraio 1287 fu organizzato a Legnano, probabilmente al castello Visconteo, un tavolo di pace tra i due contendenti, ma senza esito. Castelseprio capitolò poi il 28 marzo 1287, quando venne rasa al suolo da Ottone Visconti, che riuscì a conquistarla con l'astuzia. Legnano fu quindi uno dei teatri principali di questi scontri che videro, alla fine, la vittoria dei Visconti. Durante questi eventi, Ottone Visconti probabilmente rafforzò le mura e il fossato del borgo legnanese.
Le principali operazioni belliche tra i Visconti e i Della Torre si svolsero quindi lontano da Legnano, principalmente nei dintorni del Lago Maggiore, e quindi il borgo legnanese, a differenza dell'epoca in cui fu arcivescovo Leone da Perego, visse un periodo relativamente tranquillo tranne i citati momenti in cui il borgo fu campo base di partenza per operazioni effettuate in altre zone.

### Bonvesin de la Riva

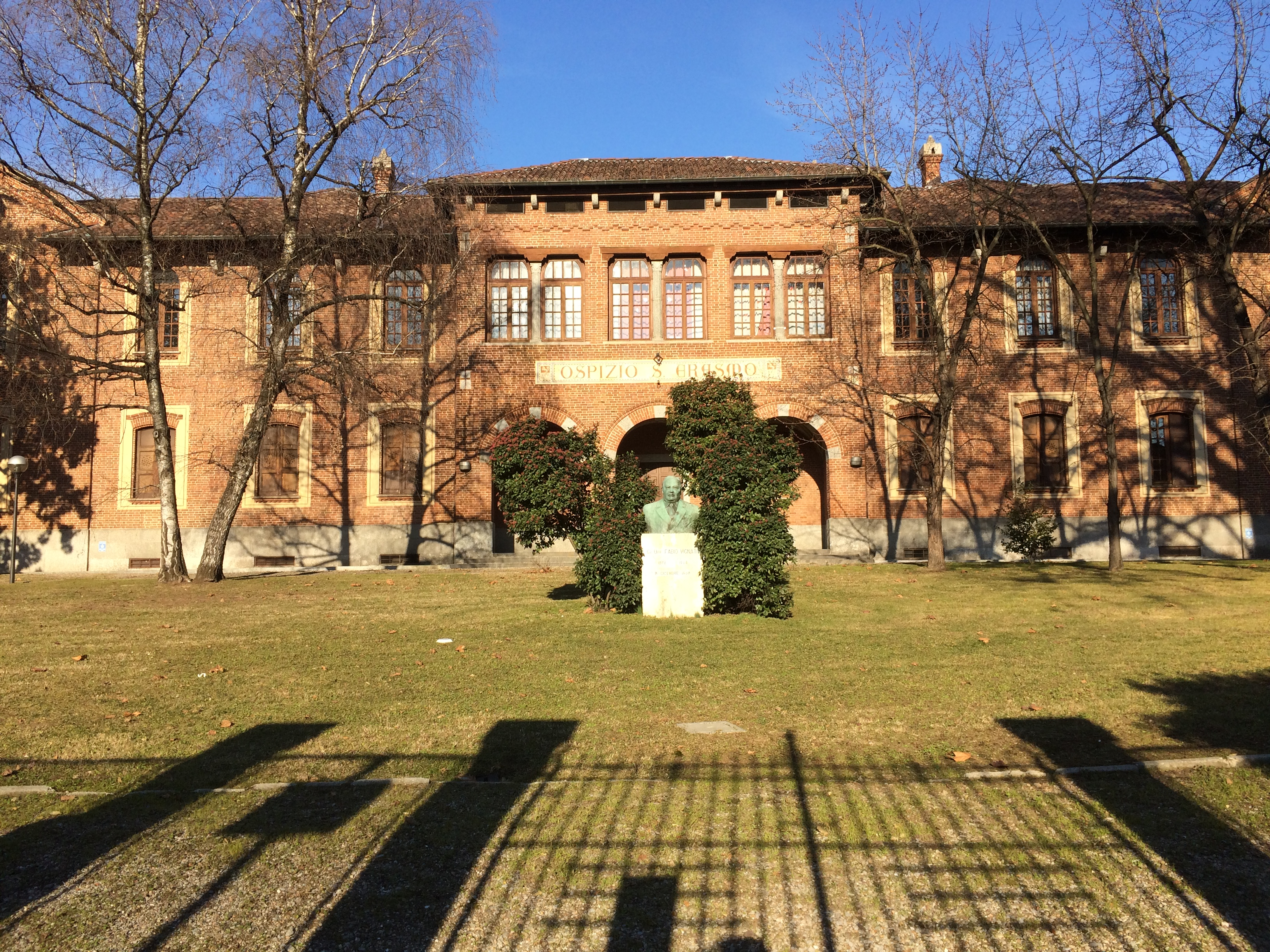
Il moderno ospizio Sant'Erasmo, che è stato costruito nel 1927 sulle vestigia dell'omonima struttura medievale

Dal 1270 visse a Legnano Bonvesin de la Riva, il maggiore poeta e scrittore lombardo del XIII secolo. Fu uno scrittore prolifico, soprattutto in volgare milanese, di cui rimangono diciotto opere. Della sua produzione in latino ne restano invece solo tre.
Nato a Milano, giunse a Legnano probabilmente nel 1270 in veste di frate Umiliato e abitò presso il convento di Santa Caterina nella contrada Sant'Erasmo, dove scrisse una delle sue opere più note, il De quinquaginta curialitatibus ad mensam, un manuale di buone maniere da tenera a tavola che, a dispetto del titolo in latino, è stato redatto in volgare. Il primo verso di tale opera recita:
(Bonvesin de la Riva)
Con questa rima, Legnano fa il suo esordio nella letteratura italiana. Bonvesin scrisse anche De magnalibus Mediolani, che è un'opera fondamentale per avere un'idea di come Milano e il suo contado nel XIII secolo.

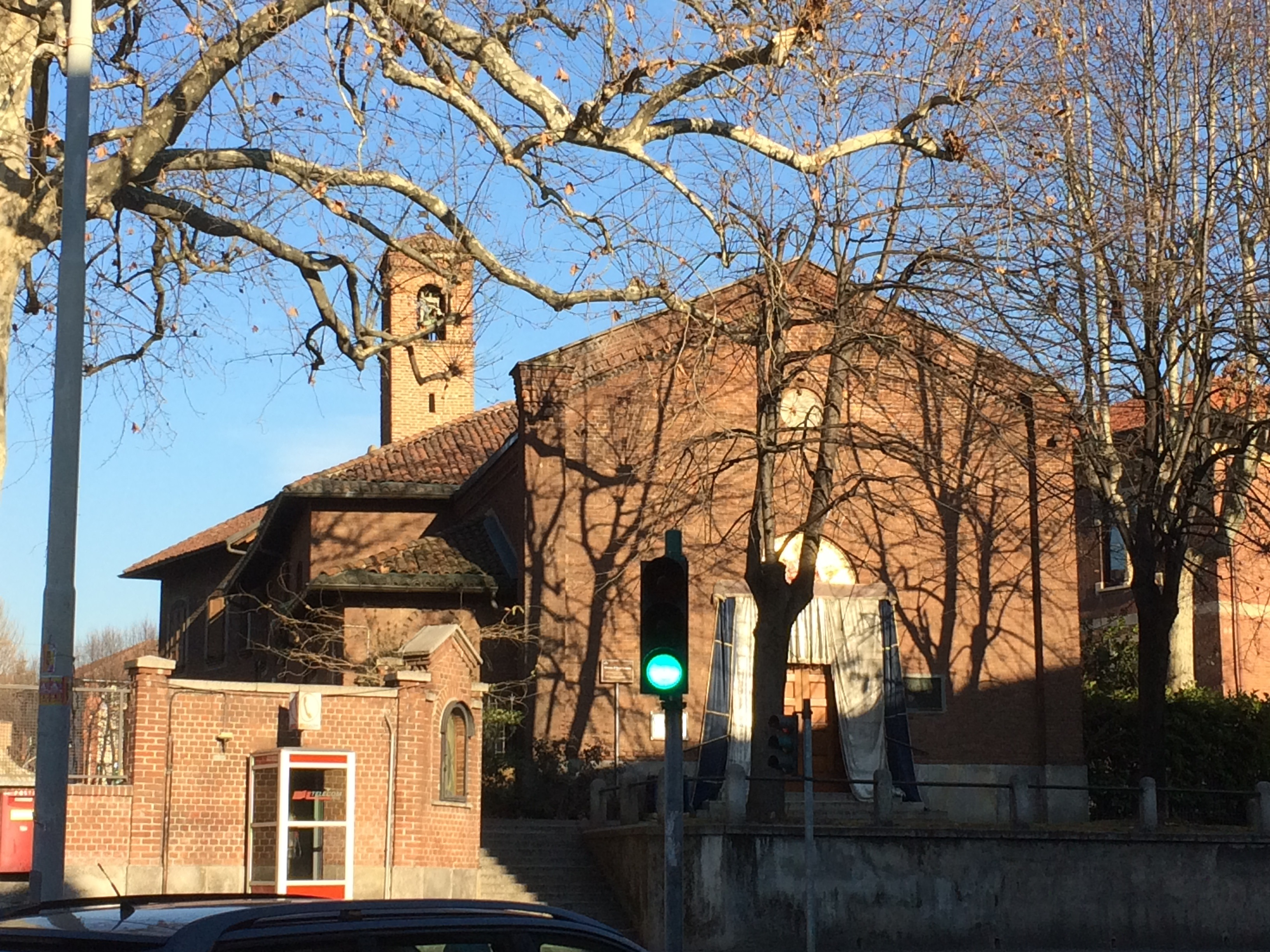
La chiesa di Sant'Erasmo

Considerando che la lingua utilizzata da Bonvesin de la Riva nelle sue opere era il volgare milanese, sul manoscritto originale vergato dal celebre scrittore medievale era probabilmente riportato il termine dialettale meneghino borg in luogo del legnanese borgo; la conservazione della vocale finali non accentate, in questo caso la -o, è infatti tipica del dialetto legnanese: la vocale finale in questione è stata presumibilmente aggiunta da un copista. Il termine per definire il medesimo concetto nel vernacolo legnanese contemporaneo è invece burgu.
Una conferma del lungo soggiorno di Bonvesin de la Riva a Legnano è l'utilizzo, nelle sue opere, di termini peculiari del dialetto legnanese antico come oregie (orecchie), dingi (denti). frégio (freddo), cugiàl (cucchiaio), stremìs (spaventato), fenòcc (finocchio) e cighera (nebbia). Riguardo a Legnano, il poeta scrisse:
(Bonvesin de la Riva)

L'antico ospizio Sant'Erasmo di Legnano visto da corso Sempione. Sulla destra, si riconosce la chiesa di Sant'Erasmo

A Legnano Bonvesin de la Riva praticava l'insegnamento della grammatica e sovvenzionò, forse, la costruzione dell'antico ospizio Sant'Erasmo. Ciò che è invece documentato è il forte legame tra celebre poeta e l'ospizio legnanese: ad esso Bonvesin de la Riva lasciò parte delle sue sostanze, come testimoniano i suoi due testamenti, che sono stati redatti nel 1304 e nel 1313. Molto devoto alla Madonna, a lui probabilmente si deve il fatto, poi diventato consuetudinario, di far suonare tre volte al giorno le campane della chiesa legnanese di San Salvatore in onore della Vergine Madre.
Per "grammatica" non si intende però l'accezione moderna del termine, bensì lo studio della lingua latina. Essa era infatti fondamentale per leggere documenti e libri, che all'epoca erano tutti scritti in questo idioma, nonostante proprio allora iniziasse a diffondersi la lingua volgare. A quei tempi chi non conosceva la lingua latina era considerato un illetterato. La conoscenza del latino, che era una lingua franca a tutti gli effetti, era però ad appannaggio di un'esigua minoranza, vale a dire dei letterati e degli intellettuali. Di conseguenza Bonvesin de la Riva insegnava a pochissimi scolari, che erano esclusivamente di estrazione sociale elevata.
All'epoca le scuole di grammatica erano gestite da insegnanti itineranti che si spostavano periodicamente da un borgo a un altro. Anche Bonvesin de la Riva era un maestro itinerante e ciò spiega la sua presenza a Legnano per un periodo definito di tempo: dai documenti però non è chiaro se la scuola legnanese fosse stabile oppure temporanea e quindi legata alla presenza saltuaria di un insegnante. Altri documenti hanno fatto supporre il fatto che Bonvesin de la Riva avesse già avuto precedenti esperienze come insegnante di grammatica nelle campagne del contado intorno a Milano,

## L'ultimo Medioevo

### Gli ultimi eventi rilevanti che coinvolsero il borgo

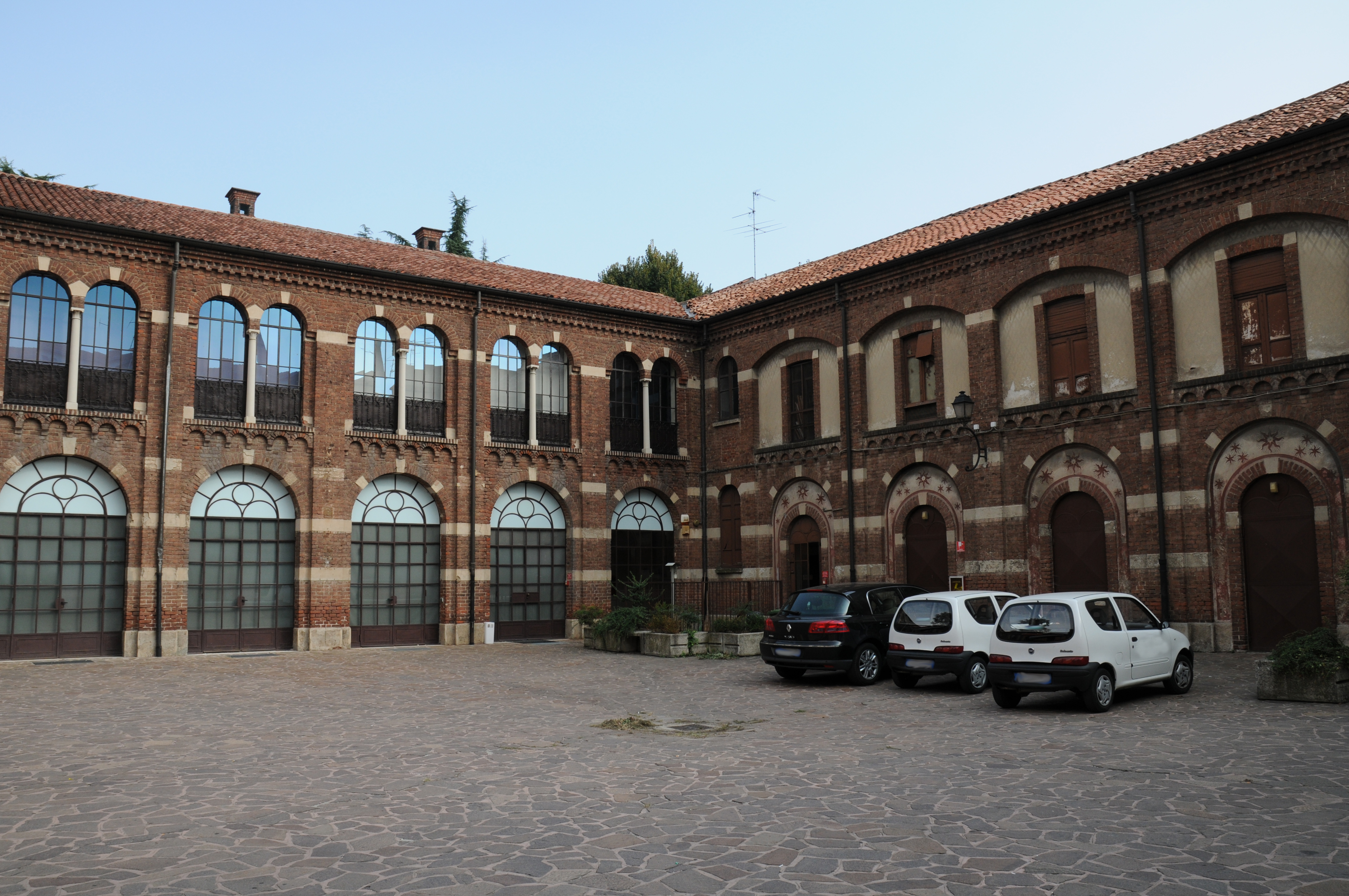
La Corte Arcivescovile di Legnano. Sulla sinistra, palazzo Leone da Perego, sulla destra, palazzo Visconti

Come già accennato, nel XIII secolo si ebbero le premesse per il superamento del Medioevo con la presa di coscienza, da parte del popolo, di un suo possibile maggior peso politico nella vita cittadina. Come già accennato l'evento scatenante di questo nuovo corso, per il Nord Italia, fu la battaglia di Legnano. Le classi più popolari iniziarono anche a organizzarsi in associazioni le cui finalità erano quelle di mettere in discussione il potere calato dall'alto in modo indiscutibile, specialmente quello arcivescovile, che tanto aveva caratterizzato i secoli precedenti.
Questi processi toccarono anche la periferia del contado milanese, e Legnano non fu un'eccezione. Le zone più periferiche avevano anche un altro obiettivo: affrancarsi dal quel ruolo marginale che aveva caratterizzato la loro storia fino ad allora. La Chiesa fu la prima a riconoscere questa esigenza, e quindi si instaurò un processo in cui la secolare comunità cattolica iniziò a interessarsi delle periferie. Emblematica fu la decisione, da parte di Leone da Perego, nel 1254, di scegliere, come uno dei suoi campi base periferici, Legnano, in questo caso per motivi strategici e militari.
Analogamente, nel 1292, il vescovo di Como Giovanni degli Avvocati soggiornò all'interno di palazzo Leone da Perego per salvarsi dalle rivolte scoppiate nella propria città: fu poi ricondotto a Como da Matteo I Visconti con tutti gli onori, dopo la fine dei tumulti. Anche Ottone Visconti costruì a Legnano un palazzo, che ancora oggi porta il suo nome (definito sui documenti "preciosa pallatia") e che è annesso all'edificio realizzato da Leone da Perego: insieme, le due costruzioni, costituiscono la cosiddetta "Corte Arcivescovile". A tal proposito un documento del 1868 riporta che:
(Monumenta Germaniae Historica, VIII, Hannoverae, MDCCCLXVIII 108)

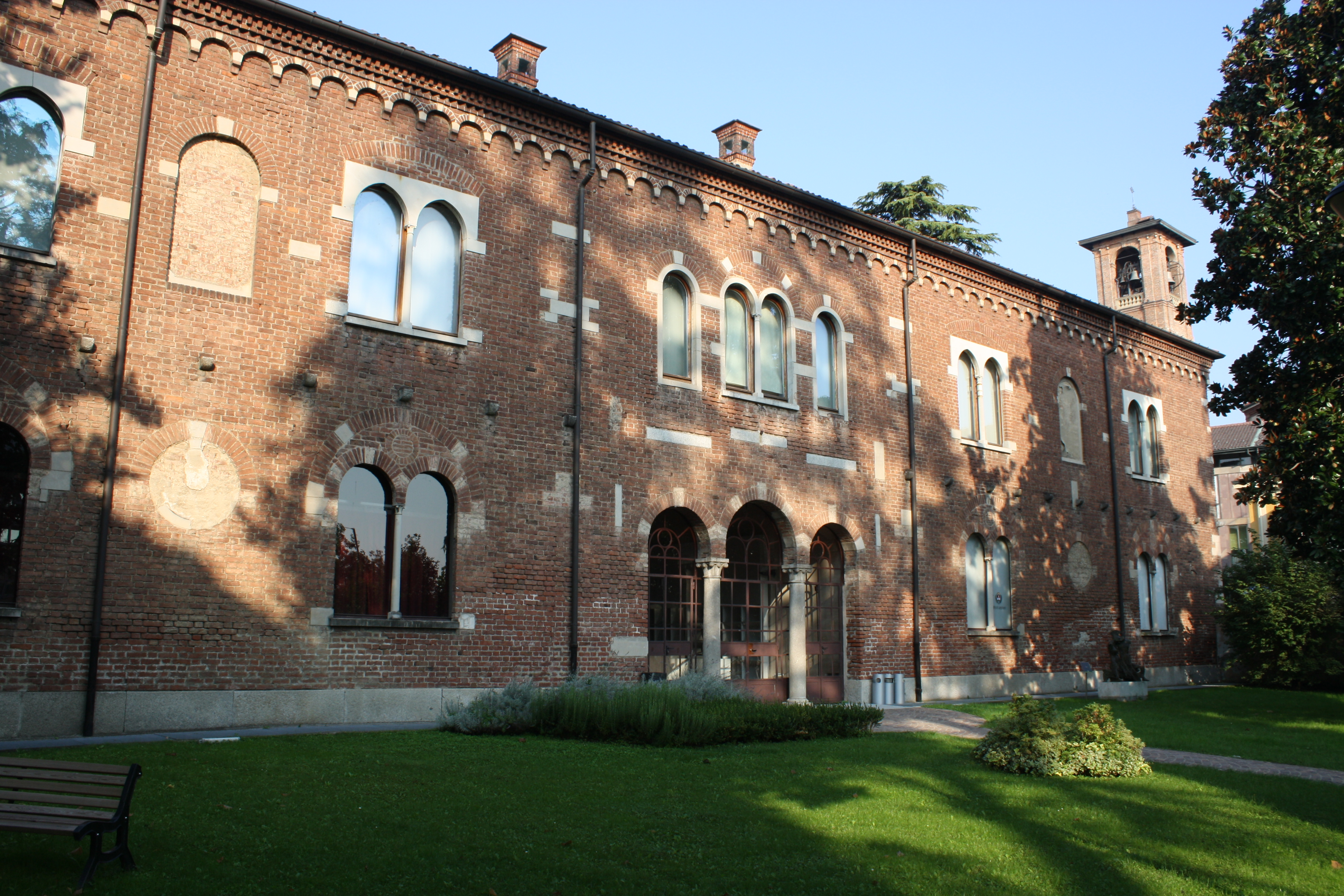
La facciata principale di palazzo Leone da Perego

Sempre da palazzo Leone da Perego ("in nostro archiepiscopali palatio") l'arcivescovo di Milano Francesco I da Parma, successore di Ottone Visconti e saltuariamente dimorante a Legnano, concesse il 3 aprile 1297 quaranta giorni di indulgenza ai fedeli che avessero donato i fondi necessari per completare i lavori della chiesa di San Pietro di Saronno.
Legnano rischiò di essere occupata nel 1305 da Cressone Crivelli, che aveva in precedenza conquistato Nerviano. Con l'obiettivo di scatenare una sollevazione popolare, Cressone cercò di estendere le zone da lui occupate con l'intento finale di rientrare a Milano, da dove era stato esiliato per aver ordito una congiura contro i signori del capoluogo meneghino, che in quel momento erano i Della Torre: il suo piano fallì per l'intervento dell'esercito dei milanesi, che ebbe la meglio.
Pochi anni dopo, nel 1313, poco fuori dal centro abitato di Legnano, si accampò l'esercito di Roberto d'Angiò, re di Napoli e di Sicilia, che era giunto in aiuto ai Della Torre. Non avvenne però nessuno scontro con le truppe di Matteo Visconti, da poco proclamato signore di Milano, dato che l'esercito angioino marciò poi oltre il Ticinello vista la mancata insurrezione della popolazione legnanese. Le truppe angioine abbandonarono i dintorni di Legnano forse su consiglio di Sigibaldo Lampugnani, che era preoccupato del destino delle sue proprietà e che era simpatizzante, anche se non pubblicamente, della fazione sodale ai Visconti.

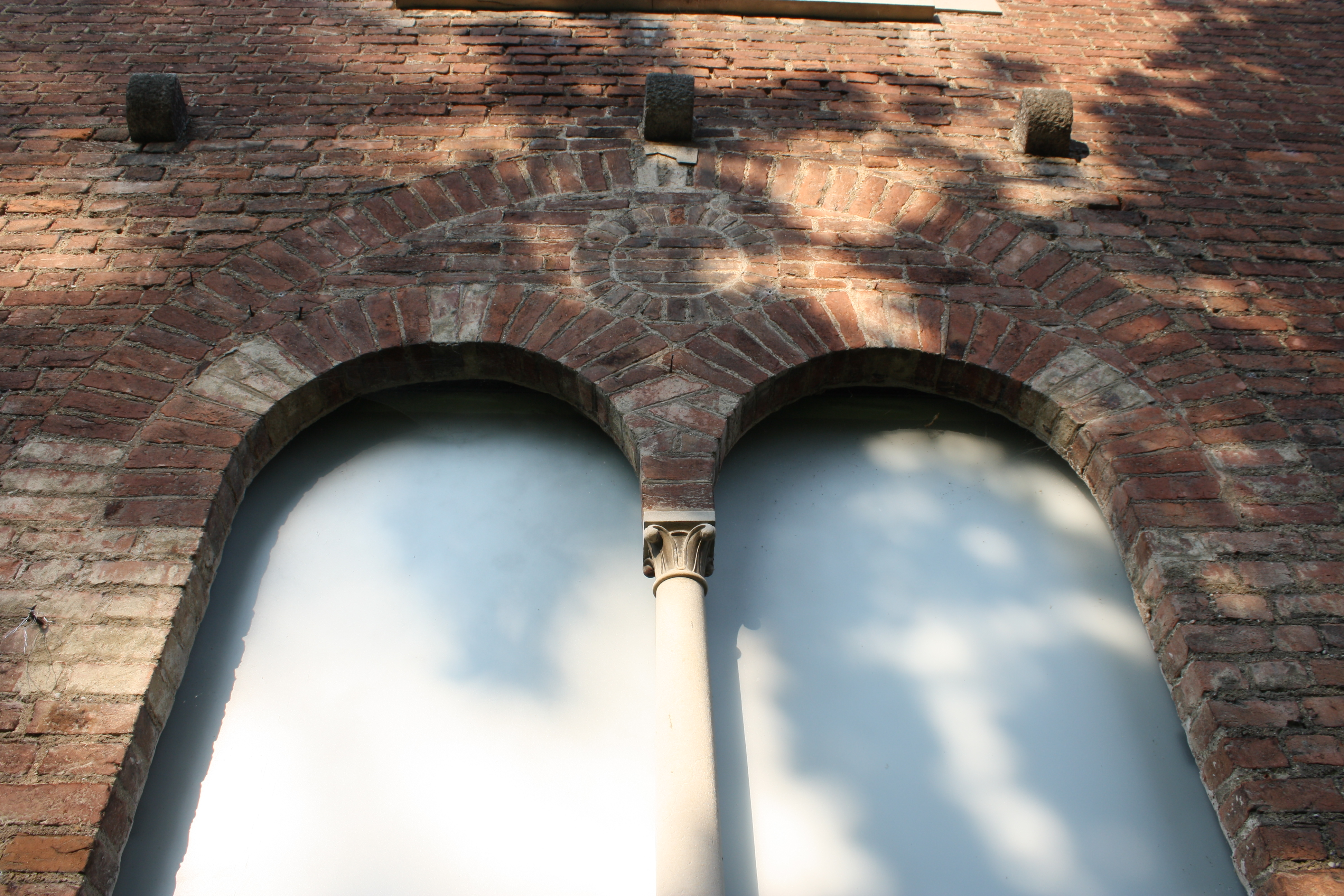
Particolare di una finestra bifora di palazzo Leone da Perego

Nel 1339 Legnano fu nuovamente toccata dagli eventi politici e militari legati a Milano. Nell'anno citato Lodrisio Visconti, con l'intenzione di diventare signore di Milano spodestando Azzone e Luchino Visconti, decise si stabilire il proprio quartier generale a Legnano, forse al castello Visconteo.
Lo scontro armato tra le due frazioni avvenne poco lontano da Legnano, nella battaglia di Parabiago (21 febbraio 1339). In particolare, Lodrisio aveva assoldato trecento mercenari di origine inglese che provenivano da Verona e che pagò con il denaro proveniente dai tributi versati dalla popolazione locale: il Visconti possedeva infatti molte proprietà nel Seprio e nel Legnanese. La battaglia ebbe poi come epilogo la sconfitta di Lodrisio, che venne anche fatto prigioniero. Le conseguenze di questa vicenda continuarono anche dopo la fine delle ostilità. I trecento mercenari di Lodrisio, che furono in un primo momento assoldati da Galeazzo II Visconti, lasciarono poi quest'ultimo per abbandonarsi al saccheggio di Legnano, Nerviano, Castano Primo, Vittuone e Sedriano, durante il quale rubarono tutti i preziosi trovati nelle case del luogo e rapirono alcuni nobili locali.
Nel 1376 Legnano venne inserita nell'elenco compilato dal governo del ducato di Milano che menzionava i quaranta borghi maggiori del territorio dominato da Azzone e Luchino Visconti. L'obiettivo di questo documento, che era chiamato Compartizione delle fagie, era quello di individuare i maggiori insediamenti abitativi a fini fiscali: la "fagia" era infatti un tratto di strada pubblica la cui manutenzione era assegnata ai borghi con maggiore gettito fiscale e quindi dotati di maggiore importanza.
Caratteristiche necessarie ai borghi per essere inseriti in questo elenco era una sufficiente distanza da Milano (almeno 15 km: in questo modo gli insediamenti erano indipendenti dalla capitale e avevano una vita totalmente autonoma), un numero minimo di abitanti, un'importante presenza di enti religiosi, una cospicua attività commerciale, una particolare conformazione urbanistica (che doveva essere basata su rilevanti vie di comunicazione), la presenza di almeno uno studio notarile e l'insediamento di importanti famiglie nobiliari (da queste ultime discendeva una stratificazione sociale complessa paragonabile a quella di Milano).

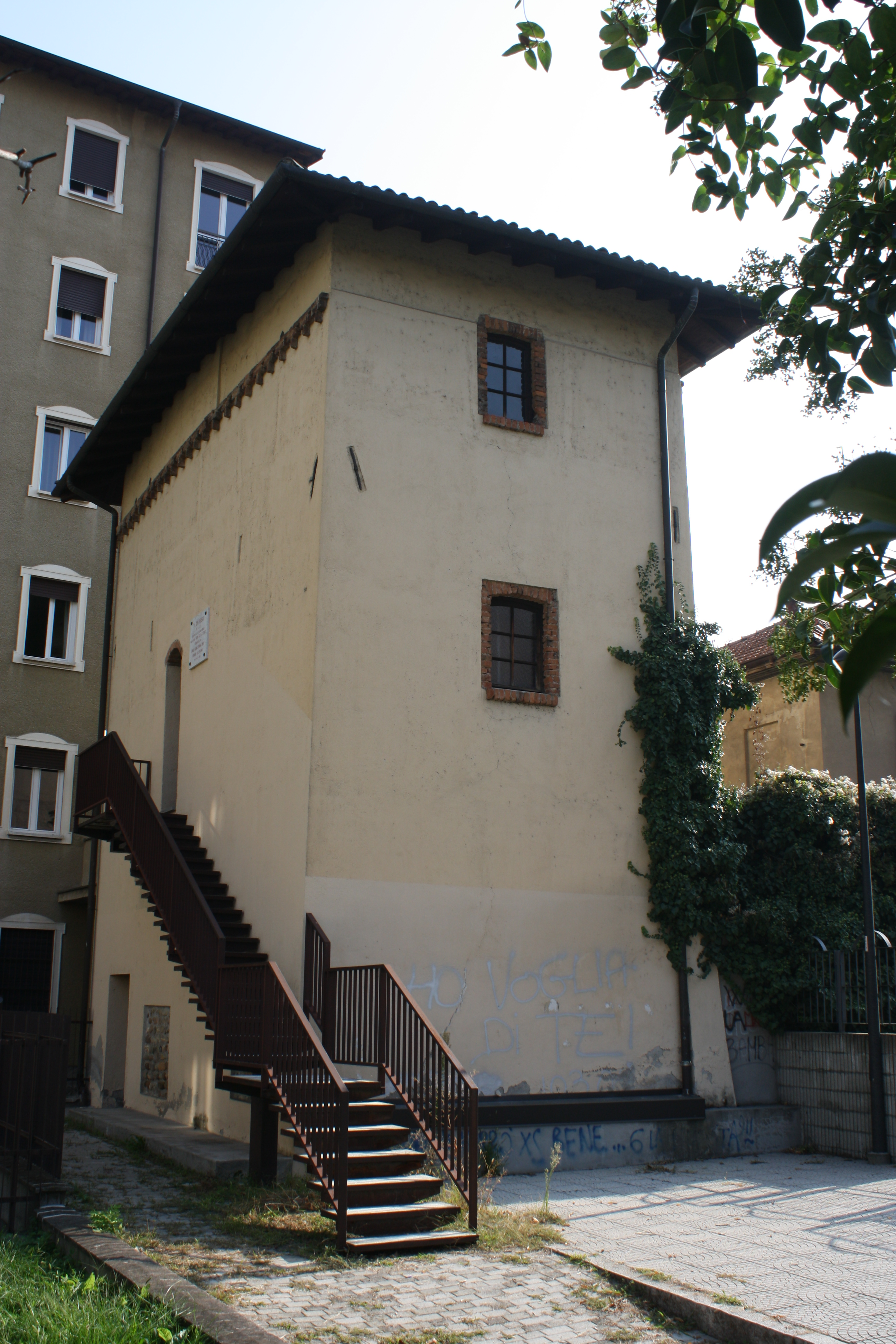
La quattrocentesca Torre Colombera

Gli eventi legati alla battaglia di Parabiago furono gli ultimi dotati di una certa importanza che coinvolsero Legnano: dal 1339 il borgo non fu più protagonista della storia d'Italia. Per tornare alla ribalta nazionale, Legnano dovrà aspettare la sua industrializzazione, che per il borgo legnanese avvenne nel XIX secolo: il ritmo e la portata di questa trasformazione ebbe infatti pochi altri esempi paragonabili nel continente europeo.

### Aspetti sociali
Durante il XV secolo Legnano fu dominata da diverse famiglie nobiliari, aventi perlopiù origini milanesi. Questi casati possedevano a Legnano terreni, corti lombarde, cascine, botteghe, mulini, torchi vinari, di cui vendevano i prodotti. Il loro insediamento importò a Legnano l'organizzazione sociale tipica di Milano, sia per quanto concerne lo stile di vita dovuto alla disponibilità di ricchezze e di rendite, sia per quanto riguarda la creazione di una nuova classe sociale di elevata estrazione che gravitava intorno ai signori; a questo andavano aggiunte le frizioni sociali dovute alle lotte interne ai casati, principalmente ascrivili ai vari rami di queste famiglie, che erano in competizione fra loro. A Legnano non furono rare le diatribe tra le famiglie che dominavano il borgo legnanese, che a volte portarono anche a episodi di violenza: i più celebri furono quelli che coinvolsero, negli anni sessanta del XV secolo, i Lampugnani e i Crivelli, che portarono anche a un omicidio.
Nonostante la presenza di queste casate, Legnano non fu mai una vera e propria signoria tant'è che il borgo legnanese, a differenza di molte comunità vicine, non fu mai oggetto di infeudazione. La ricchezza e l'importanza del borgo legnanese derivava anche dalla presenza di queste famiglie, che spesso elargivano sostanze finanziarie a favore della comunità: un esempio è l'edificazione della basilica di San Magno (1504-1513), che venne realizzata grazie al decisivo contributo dalle famiglie Lampugnani e Vismara, che all'epoca erano i due più importanti casati nobiliari di Legnano nonché i più antichi.

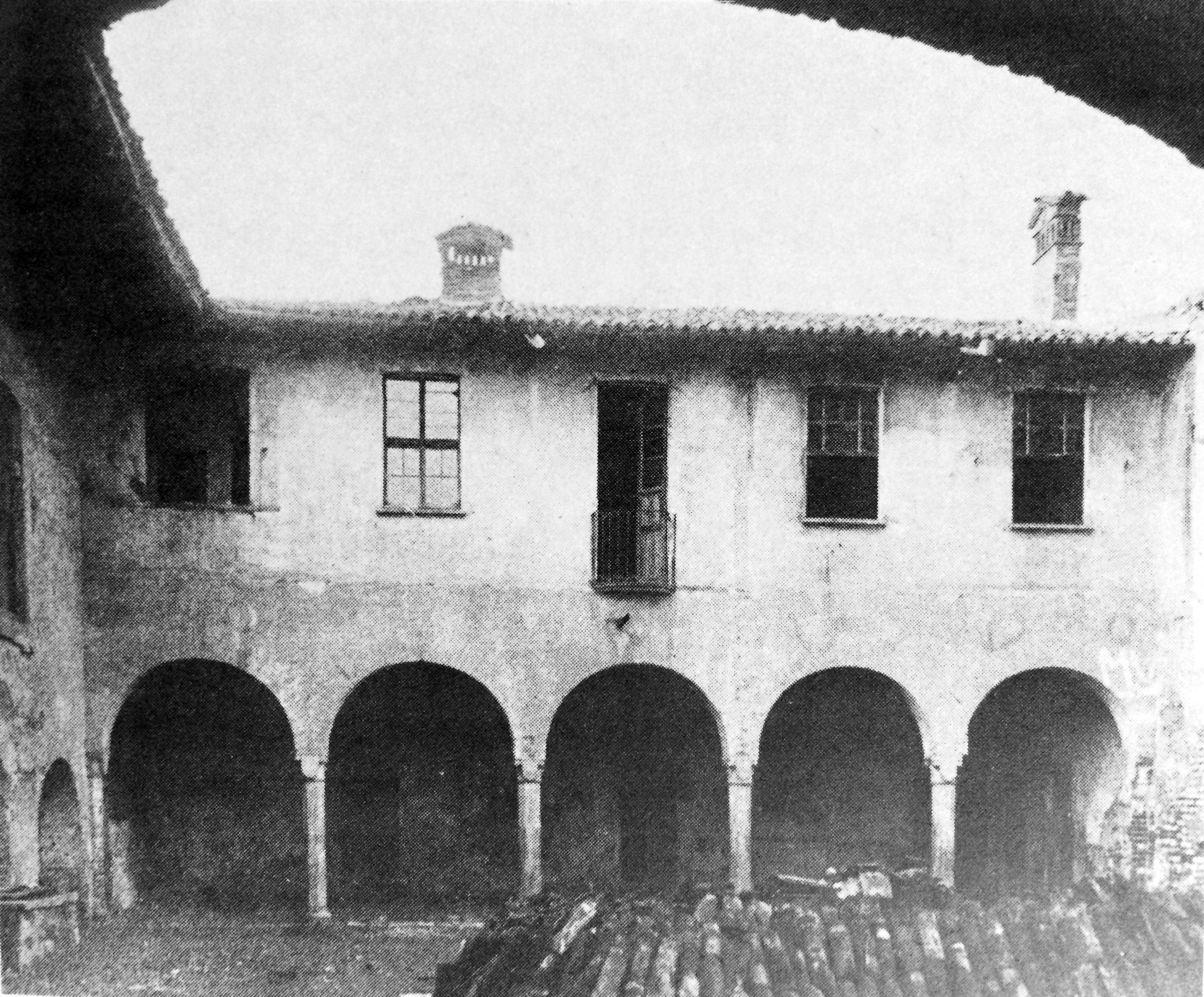
Cortile interno del maniero Lampugnani

Tra le famiglie nobiliari legnanesi più importanti nel Quattrocento spicca quella dei Lampugnani; il loro capofamiglia, Oldrado II Lampugnani, era un nobile di origine milanese che diventò segretario e generale dell'esercito di Filippo Maria Visconti. Allo scoppio della guerra tra la repubblica milanese e gli Sforza per il predominio su Milano, Oldrado II Lampugnani passò all'appoggio dei secondi, e i servigi resi a Francesco Sforza gli procurarono importanti possedimenti fondiari. A Legnano, in particolare, scelse come residenza il castello già di proprietà dei Della Torre, che rafforzò con la costruzione di nuove fortificazioni.
In questo contesto, nel 1448, Legnano fu teatro di una fase degli scontri tra gli Sforza e la repubblica milanese: parte dell'esercito di Francesco Sforza, il cui obiettivo era impadronirsi della signoria di Milano dopo la morte di Filippo Maria Visconti, si accampò a Legnano dopo aver conquistato Abbiategrasso; grazie al sostegno di Oldrado II Lampugnani, queste truppe espugnarono poi Busto Arsizio nonostante le lettere di supplica dei suoi abitanti, che vennero spedite allo Sforza con l'obiettivo di evitare l'attacco. Per questo aiuto decisivo a Francesco Sforza, Oldrado II Lampugnani venne proclamato "ribelle" dalla repubblica milanese; dopo la tregua tra quest'ultima e lo Sforza, Oldrado II Lampugnani riuscì a recuperare il prestigio perduto.

La casa dei pittori Lampugnani

A partire dal Quattrocento, oltre che dai Lampugnani, Legnano iniziò a essere dominata anche da altre famiglie nobiliari: le principali furono gli Oldrendi (o Legnani), i Bossi, i Vismara, i Visconti, i Crivelli, i Maino e i Caimi. Tra queste ultime, la più importante per possedimenti e ricchezza, oltre a quella dei Lampugnani, fu la casata dei Vismara. I Vismara legarono il loro nome a Legnano principalmente per la costruzione e il finanziamento di edifici religiosi: vennero sostenuti da questa famiglia nobiliare l'ospizio Sant'Erasmo, il convento di Santa Caterina, il convento degli Umiliati, il convento di Sant'Angelo e il convento di Santa Chiara, che era annesso alla casa di Gian Rodolfo Vismara, di cui precedentemente ne costituiva una parte. L'esponente della famiglia Vismara che fu più influente nel borgo legnanese fu proprio Gian Rodolfo: oltre a fondare conventi, il Vismara risiedette pressoché stabilmente a Legnano, sebbene la sua residenza ufficiale si trovasse a Milano nei pressi della Porta Nuova medievale, e quindi ebbe modo di fare diverse opere caritatevoli a favore della comunità legnanese.

La casa di Gian Rodolfo Vismara

Gli Oldrendi, come già accennato, facevano parte di una famiglia milanese che si impiantò a Legnano nel XII secolo e che conobbe il suo apogeo nel XIII secolo. I Crivelli ebbero il periodo di maggior importanza tra il XII e il XIII secolo, durante il quale erano tra i casati più ricchi di Milano e del suo contado grazie al possesso di un ingente patrimonio immobiliare. I Bossi erano originari del contado milanese: a Legnano ebbero un'importanza notevole, tanto da farli annoverare tra i più rilevanti casati del borgo. I Vismara iniziarono invece ad acquistare beni a Legnano a partire dal 1312: da questa data ebbero, come già accennato, una presenza stabile nel borgo legnanese per poi trasferirsi definitivamente in Brianza ad Arcore nel 1630 circa con Bartolomeo di Giacomo.
Questi ultimi furono gli unici che ebbero una rilevanza che durò secoli: i Crivelli, i Bossi e i Lampugnani iniziarono infatti il loro declino già dal XV secolo. La definitiva perdita di importanza dei casati nobiliari legnanesi si ebbe poi nel XIX secolo, quando vennero sostituiti dalle famiglie borghesi protagoniste dell'industrializzazione di Legnano.

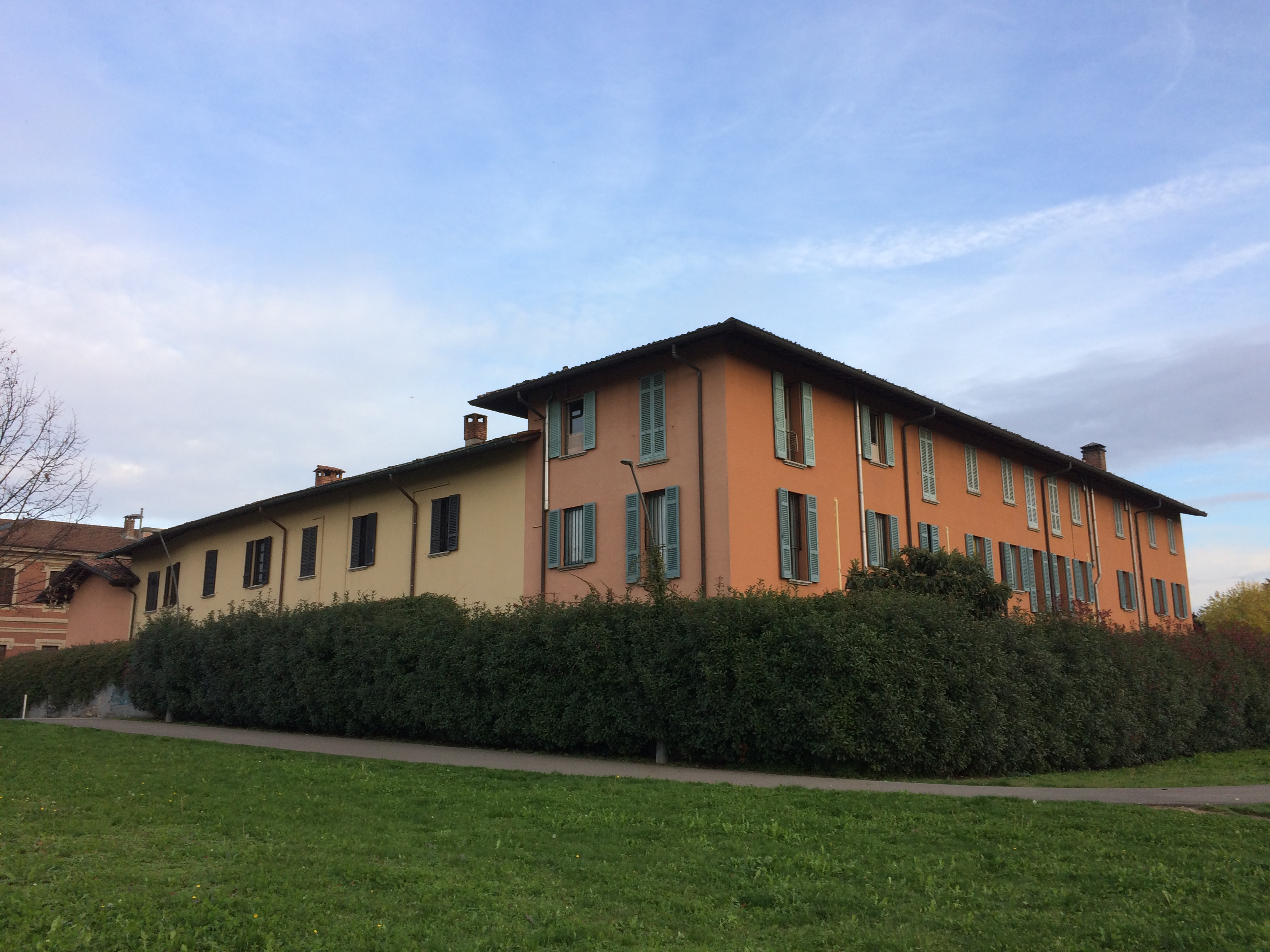
Casa Corio a Legnano vista dai giardini pubblici situati lungo via Antonio Barlocco, a sud-est delle Gallerie Cantoni

Nel corso del secolo, oltre al castello visconteo e a palazzo Leone da Perego, Legnano si arricchì di conseguenza di molte abitazioni gentilizie. Le più importanti furono il maniero Lampugnani, che era situato lungo la strada statale del Sempione e il fiume Olona, vicino alla chiesa di Santa Rita, all'incirca presso il moderno largo Franco Tosi, e che era dotato di un pregevole porticato nonché di importanti affreschi; la già citata casa di Gian Rodolfo Vismara, che si trovava lungo il moderno corso Italia all'altezza di largo Seprio e che era arricchita da significative decorazioni pittoriche; casa Corio, che si trova ancora oggi nel quartiere di Legnanello, lungo corso Sempione, e la casa dei pittori Lampugnani, che era situato lungo il moderno corso Garibaldi, all'altezza della chiesa di San Domenico e che era dotata di pregevoli affreschi. Di queste l'unica sopravvissuta, seppur estremamente rimaneggiata nei secoli, è casa Corio, mentre le altre dimore rinascimentali citate sono state demolite nel corso del XX secolo.
L'unica struttura civile della Legnano quattrocentesca giunta sino al XXI secolo perfettamente integra senza modifiche che ne hanno snaturato la struttura è un piccolo edificio di corso Garibaldi, che in seguito è stato inglobato in una corte lombarda. Conosciuta come Torre Colombera, è arricchita dai resti degli affreschi appartenenti alle menzionate case nobiliari che vennero salvati prima delle demolizioni di queste ultime. Edificata a metà del XV secolo come casa di caccia, deve il suo nome ad uno degli impieghi che nel passato erano spesso svolti in strutture simili, vale a dire l'allevamento dei colombi.

### Aspetti religiosi

Il cortile interno del convento di Santa Chiara

Per quanto riguarda invece la situazione religiosa, Goffredo da Bussero nel suo Liber Notitiae Sanctorum Mediolani, manoscritto del XIV secolo che elenca le chiese dell'arcidiocesi di Milano, individua cinque chiese presenti sul territorio di Legnano, ovvero le chiese di San Salvatore (poi sostituita dalla basilica di San Magno), Sant'Agnese, Santa Maria del Priorato, San Martino, Sant'Ambrogio oltre che le chiese di Santa Maria a Legnanello e San Giorgio al castello. Questo documento segnala poi la presenza, lungo l'antica strada già in uso durante l'epoca romana, il moderno corso Sempione, dell'ospizio Sant'Erasmo con la relativa e omonima chiesa.
Una caratteristica che contraddistingueva la Legnano del XV secolo erano le istituzioni religiose. Nel borgo, oltre alla collegiata di San Magno, si trovavano sei importanti conventi, tre maschili e due femminili. Il più antico di cui si abbia traccia fu il già menzionato convento maschile dei Regolari Agostiniani situato a sud del borgo, che fu il primo nucleo del castello di Legnano, la cui presenza è documentata fin dal 1231.
A Legnano erano poi presenti due monasteri francescani, ovvero il convento maschile di Sant'Angelo, fondato nel 1468 circa sullo stesso luogo dove ora sorge il Museo civico Guido Sutermeister, e il monastero femminile di clarisse di Santa Chiara, che era situato lungo il moderno corso Italia all'altezza di largo Seprio; a Legnano erano situati anche due conventi di Umiliati, cioè il monastero femminile di Santa Caterina, che sorgeva tra il fiume Olona e la moderna via Diaz, e il convento maschile degli Umiliati, che si trovava sull'area ora occupata dalla Galleria INA: quest'ultimo monastero, tra l'altro, aveva annessa la già citata chiesa di Santa Maria del Priorato.

### Aspetti amministrativi ed economici

Etichetta di una bottiglia del vino Ronchi di Sant'Erasmo risalente all'inizio del Novecento

Tramontato il potere temporale arcivescovile, Legnano iniziò ad essere amministrata in un modo simile a quello già in essere nei borghi vicini. Scomparsi i vicari arcivescovili, l'amministrazione passò interamente al consiglio comunale, che esercitava il potere legislativo scrivendo e approvando gli statuti con cadenza annuale. A capo dell'amministrazione comunale c'erano i consoli o il podestà, che invece esercitavano il potere esecutivo. Questi ultimi dovevano rispondere al rappresentante governativo ducale: in epoca viscontea i referenti erano due vicari che amministravano, nel contempo, anche il Seprio (uno aveva sede a Varese, l'altro a Gallarate), mentre durante il dominio degli Sforza il referente diventò solo uno, il capitano del Seprio, che aveva residenza a Gallarate.
All'epoca l'amministrazione comunale dei borghi, che fu progressivamente svuotata di poteri a favore del governo ducale centrale, si occupava della gestione delle proprietà comunali, della manutenzione delle strade, della riscossione delle tasse con la determinazione, ad esempio, delle aliquote da pagare, e di un servizio di polizia locale che controllava principalmente le aree agricole. Per quanto riguarda i reati meno gravi, era prevista un'elementare forma di giustizia che era amministrata dal comune di Legnano.

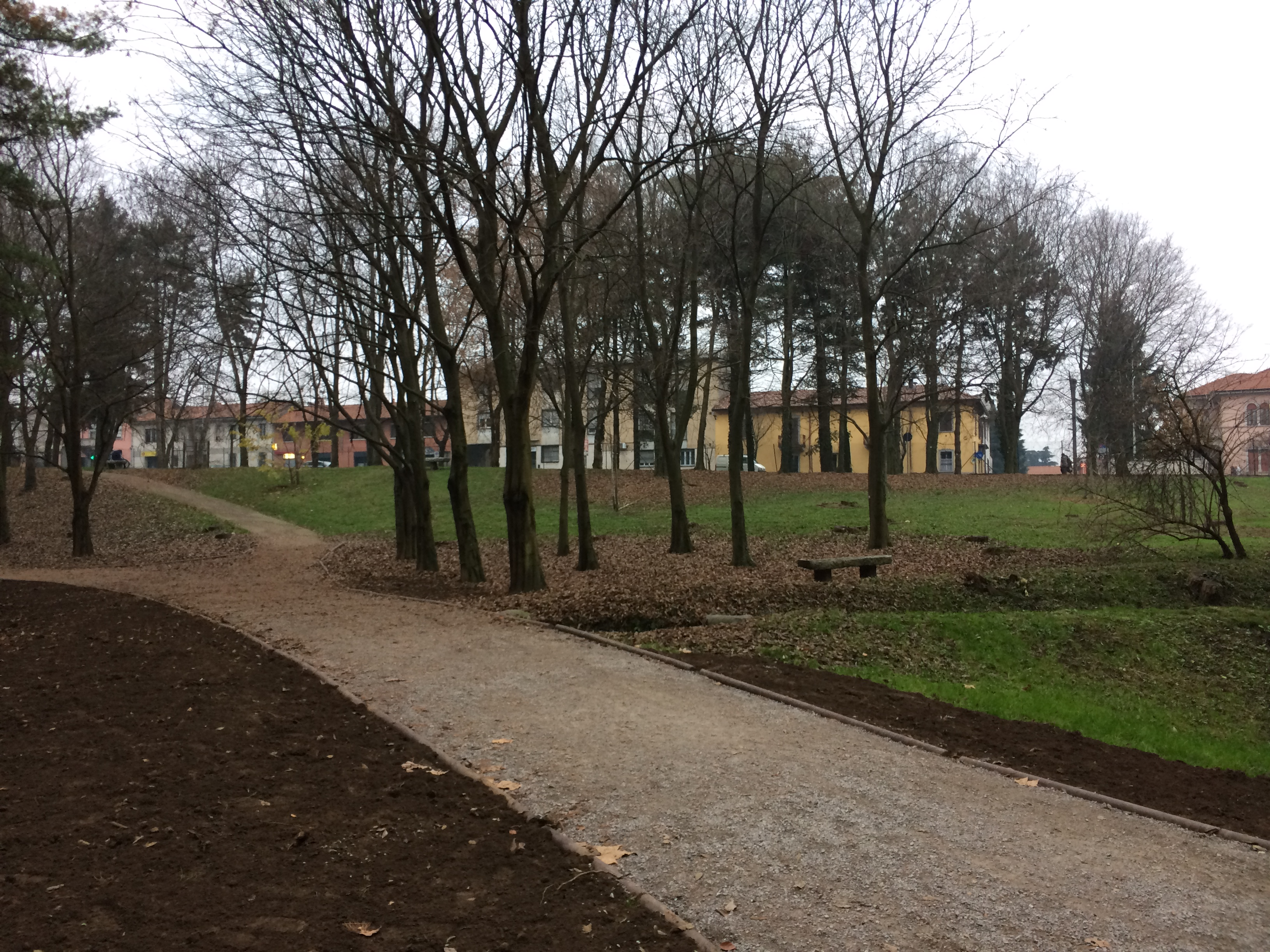
Terreno collinare all'interno del Parco Castello a Legnano. Oltre l'alberatura, si scorge il quartiere legnanese della Costa San Giorgio

L'attività economica più redditizia era quella di produzione del vino. Il più famoso vino prodotto a Legnano era il rinomato vino dei Colli di Sant'Erasmo, il cui vitigno era coltivato su tutti gli omonimi colli, che erano di proprietà dell'ospizio, e sulle zone collinari della Costa San Giorgio. Il vino prende infatti il nome dai "Colli di sant'Erasmo", o "Ronchi di Sant'Erasmo", ovvero dalle alture moreniche presenti a Legnano che corrispondono a un grande pianalto morenico che si estende su un ampio territorio e che si è formato grazie ai depositi accumulati nel corso dei secoli dal fiume Olona; tale deposito geologico naturale è chiamato dai legnanesi con l'appellativo di "Ronco" (da cui il nome di un'area verde urbana che si trova invece compresa tra i confini della Contrada Legnarello, il "Parco Bosco dei Ronchi"). In origine, all'altezza del Ronco, l'Olona formava un'ansa verso sinistra che portò all'accumulo di detriti e alla nascita del pianalto.
Negli ultimi decenni del XV secolo la gestione della produzione del vino Colli di Sant'Erasmo realizzato dalle uve coltivate sui terreni di proprietà dell'ospizio passò a Gian Rodolfo Vismara, che riuscì in pochi anni a triplicare gli ettolitri di vino prodotto grazie anche alla messa a coltura di nuovi terreni. È dell'8 ottobre 1426 l'acquisto da parte di Oldrado II Lampugnani di vaste aree sulla costa San Giorgio coltivate a vite.
Dai documenti in nostro possesso sappiamo anche i tipi di vitigni coltivati a Legnano: lo Schiava, che è a bacca rossa e che in questa zona è conosciuto come "Botascera" (da cui si ricavava il vino Colli di Sant'Erasmo), il Vernazzola, che è a bacca bianca, e il Moscatella, che è anch'esso a bacca bianca, ma dal gusto piuttosto dolce.
Altra attività redditizia era quella molinatoria. I mulini presenti lungo l'Olona erano di proprietà di nobili oppure di enti religiosi. Per quanto riguarda i casati nobiliari, la famiglia che ne possedeva di più era quella dei Vismara, che ne aveva tra i propri possedimenti ben tre. Dato che la loro costruzione era molto complicata e costosa, erano ad appannaggio delle classi più elevate, che ne facevano un simbolo di ricchezza e di prestigio sociale. Anche la loro gestione era costosa, sia in termini di manutenzione che di manodopera specializzata. Erano anche complessi i rapporti con gli altri utilizzatori delle acque dell'Olona, con cui spesso nascevano diatribe. Era quindi molto costoso acquistare un mulino e ancora di più costruirlo.

Mulino Schiatti alla Gabinella a Legnano nel 1930

Il 20 giugno 1499 i legnanesi chiesero al Duca di Milano che il loro mercato, chiuso in data imprecisata, fosse riaperto, ma la richiesta non ebbe seguito perché il duca era nel frattempo coinvolto in un'impegnativa guerra contro i francesi. Il testo della richiesta recita:
(Lettera dei legnanesi al duca di Milano, 20 giugno 1499)
I legnanesi posero l'attenzione anche sui possibili benefici a favore dello Stato, che avrebbe avuto maggiori entrate fiscali. Probabilmente fu il veto posto dai borghi confinanti con Legnano a convincere il duca a negare il permesso di ricostituzione del mercato. Dato che i legnanesi furono costretti a chiedere l'intervento governativo, è ipotizzabile che il mercato che si teneva a Legnano nei secoli precedenti non fosse consentito ufficialmente, ma che si fosse costituito spontaneamente senza un'autorizzazione formale da parte dello Stato.
Probabilmente il primo mercato di Legnano, sebbene non ufficialmente autorizzato dal governo, venne predisposto fino alla prima metà del XV secolo in un periodo in cui i commerci ebbero un'impennata con il moltiplicarsi, anche nei piccoli borghi, della fondazione di nuove fiere e mercati: poi, a Legnano, avvennero probabilmente alcuni eventi che impedirono la sua riorganizzazione, e quindi i legnanesi decisero di chiedere, questa volta ufficialmente, il permesso di ripristinarlo. Dopo un'altra vana richiesta, questa volta al governo spagnolo nel 1627, il mercato verrà poi ufficialmente riaperto nel 1795.

### Il declino e la perdita del ruolo strategico

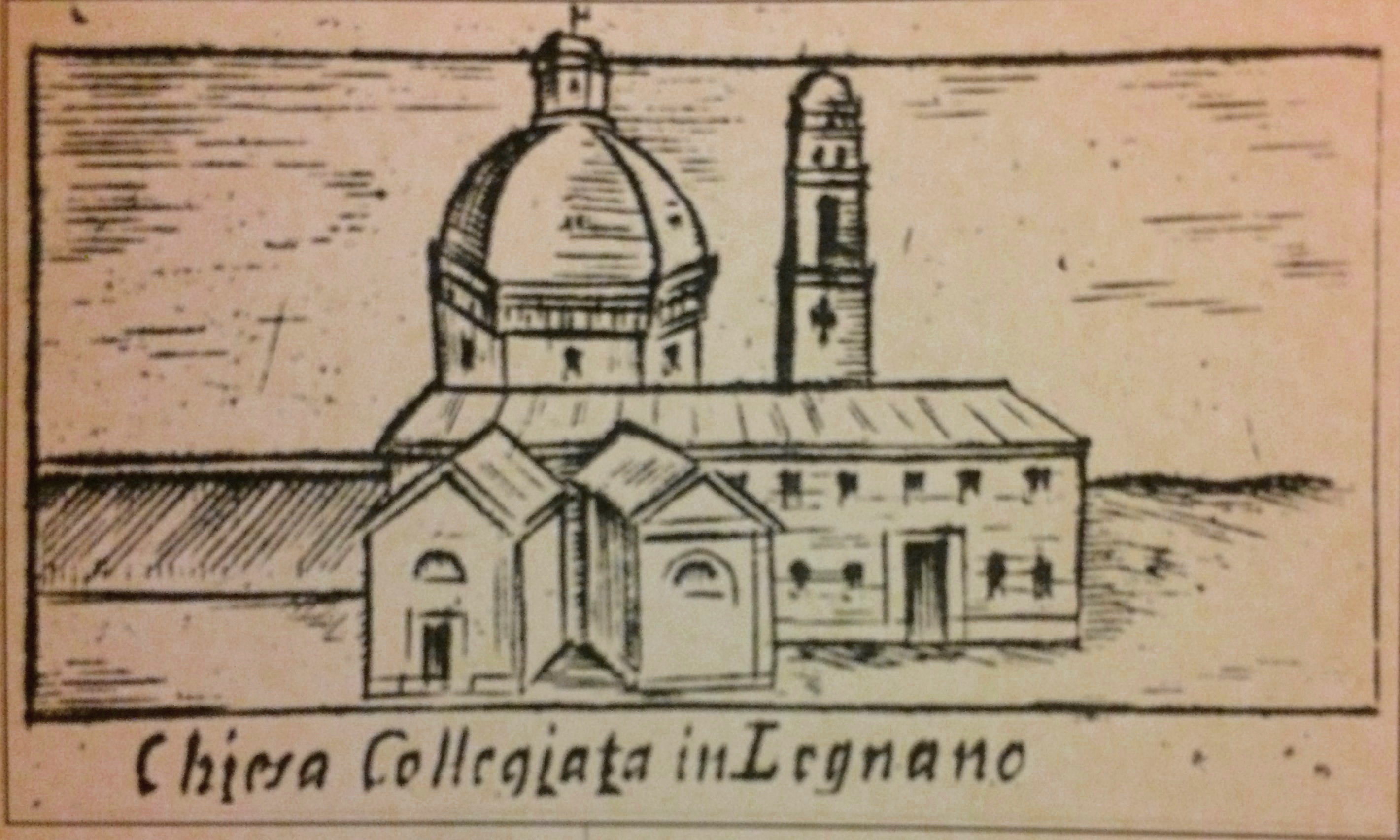
Acquaforte del 1676 raffigurante la basilica di San Magno, qui chiamata "collegiata di Legnano". Venne costruita nel XVI secolo, dal 1504 al 1513

Nel XVI secolo, nonostante i fermenti che portarono alla costruzione della basilica, il borgo conobbe una fase di declino, dato che cominciò a slegarsi da Milano perdendo gradualmente la sua funzione strategica; in questo modo, da importante avamposto militare, si trasformò in semplice centro agricolo. Infatti, già dal secolo precedente, il Seprio aveva perso il suo atteggiamento ribelle nei confronti di Milano, e quindi la presenza di truppe fisse al confine del contado milanese non era più giustificata. Il Seprio, a partire dalla fine del XIV secolo, iniziò infatti a essere stabilmente amministrato da vicari viscontei.
Inoltre, il potere temporale dell'arcivescovo di Milano si era sempre più affievolito, con l'arcivescovado meneghino sempre più gravitante intorno al potere laico dei duchi di Milano. L'arcivescovado continuava a conservare vaste proprietà fondiarie a Legnano, fermo restando l'abbandono delle velleità coercitive e governative che tanto avevano caratterizzato i secoli precedenti per opera di Leone da Perego e di Ottone Visconti. Legnano perse quindi, anche per l'arcivescovo di Milano, ogni interesse; un'eccezione fu il soggiorno nel 1361 dell'arcivescovo Roberto Visconti, che si rifugiò nel borgo legnanese per sfuggire alla peste. Secondo alcune fonti morì proprio a Legnano a palazzo Leone da Perego.
Più in generale, fu l'intero Ducato di Milano che conobbe una fase caratterizzata da stabilità governativa, che durò tutto il XV secolo: un esempio fu proprio il Seprio, che fu pacificato e amministrato senza problemi dai vicari signorili. Inoltre l'arcivescovado di Milano perse gradualmente le sue velleità militari nei confronti del contado, limitandosi a esercitare il suo potere solo da un punto di vista religioso e politico: a Legnano, in seno alla curia arcivescovile, rimasero cospicue proprietà terriere.

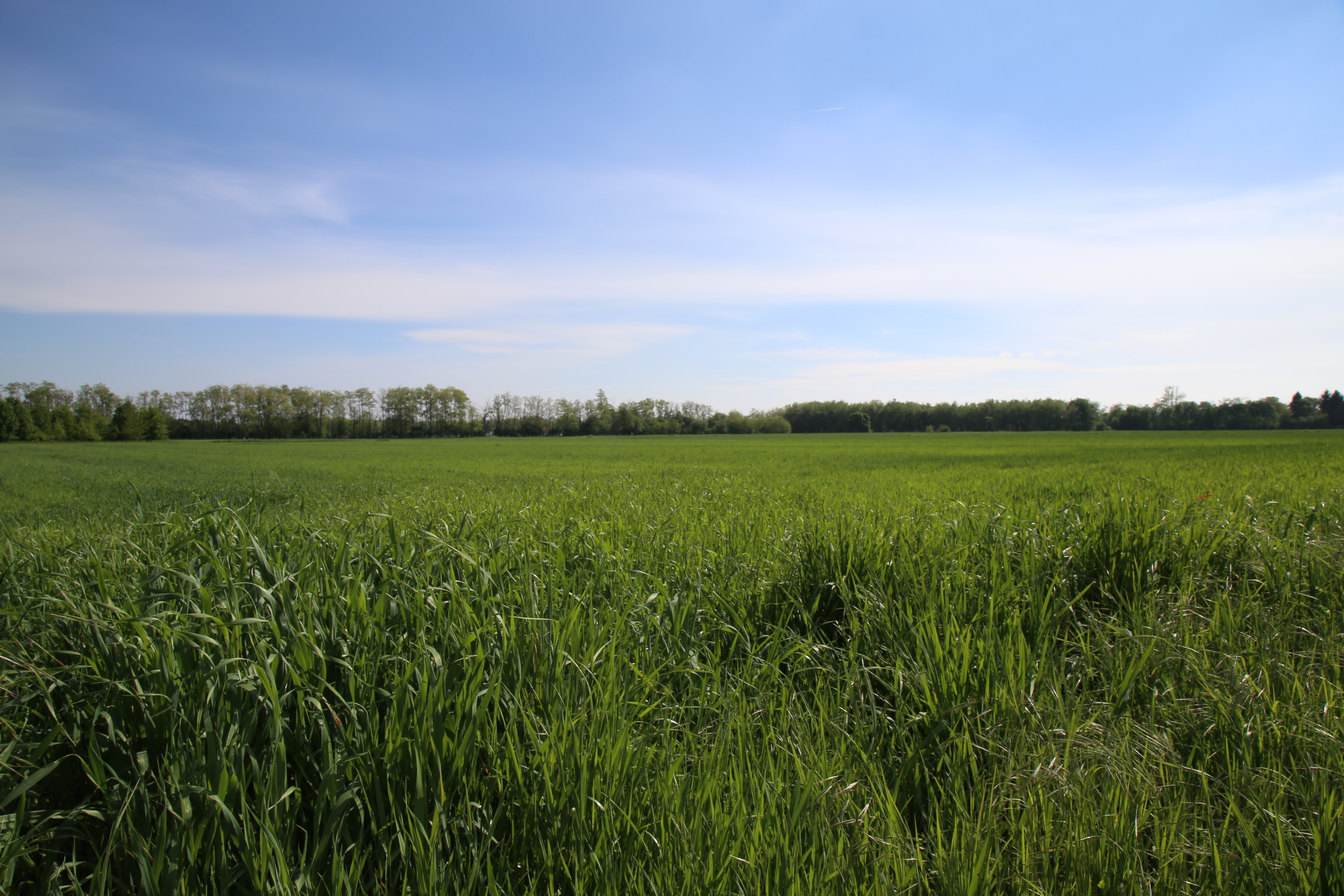
Area agricola nei pressi del quartiere legnanese di Mazzafame

Da un punto di vista economico, il borgo legnanese era caratterizzato da una florida economia che era caratterizzata da alcuni comparti, come ad esempio quello vinicolo, che avevano una rilevanza che travalicava il confini locali. Legnano aveva anche un'importante produzione di cereali, tant'è che il centro storico della città era conosciuto, in dialetto legnanese, come "ul burgu di maragasc", ovvero "il borgo del granoturco. Termometro di questo dinamismo era l'attività di compravendita e di affitto dei beni immobili, che fu intensa, vista l'ampia documentazione notarile pervenuteci.
Nel XVI secolo la situazione iniziò a cambiare. Cominciò infatti a venire meno la gran parte delle donazioni delle famiglie nobiliari che soggiornavano, anche periodicamente, a Legnano: queste ultime, che erano originarie di Milano, si trovavano in grande difficoltà economica a causa dell'invasione dell'esercito francese, che nel 1499 scacciò gli Sforza dal Ducato di Milano. Questo ribaltamento politico portò a uno sconvolgimento anche a livello amministrativo, ambiente frequentato dai nobili milanesi che soggiornavano periodicamente a Legnano.
Come conseguenza, Legnano subì un cospicuo impoverimento, che venne causato dal sopraggiunto disinteresse dei nobili milanesi nei confronti delle loro proprietà possedute nel borgo legnanese: gli aristocratici milanesi erano ora impegnati a difendere i propri affari a Milano. A questo si aggiunse la costante diminuzione dell'interesse dell'arcivescovo di Milano su Legnano, da cui conseguì anche il progressivo ritiro degli ordini monastici dai conventi legnanesi.

### Esplicative
1. 1 2  Cfr. le due topografie di Legnano (datate 1925 e 1938) che sono presenti nel testo Profilo storico della città di Legnano di Giorgio D'Ilario, Egidio Gianazza, Augusto Marinoni, Marco Turri,  a p. 352 e a p. 353.
2. ↑  Il pittore legnanese non fu però testimone del soggetto dipinto. Cfr. il testo Legnano. Una città, la sua storia, la sua anima di Gabriella Ferrarini e Marco Stadiotti a p. 101.
3. ↑  Don Marco Ceriani, in Storia di Parabiago. Vicende e sviluppi dalle origini ad oggi del 1948, ha ipotizzato l'esistenza della chiesa dei Santi Gervasio e Protasio in Parabiago già dal IV secolo, epoca in cui sant'Ambrogio vescovo di Milano, aveva ritrovato le reliquie dei due santi ed epoca a cui risale la patera di Parabiago. Ceriani ha inoltre ipotizzato una successiva istituzione della pieve risalente al V o al VI secolo, sulla base della supposizione che l'ampia estensione attestata nel XIII secolo debba corrispondere ad una storia secolare. Secondo l'autore l'antichità della chiesa sarebbe inoltre confermata dai reperti di epoca imperiale romana rinvenuti nel territorio di Parabiago, che sarebbe dunque esso stesso centro di origine antica.
4. ↑  Cfr. la mappa di Legnano presente sul testo Il Palio di Legnano : Sagra del Carroccio e Palio delle Contrade nella storia e nella vita della città a p. 30.
5. ↑  Sul documento Gesta Federici I imperatoris in Lombardia (ovvero "Le gesta dell'imperatore Federico I in Lombardia") il toponimo di Legnano viene riportato come Legnianum. Cfr. Ferrarini p. 50.
6. ↑  Viene menzionato l'"arcivescovato" e non l'"arcivescovo" perché all'epoca la sede arcivescovile era vacante.
7. ↑  Vale a dire il 25 gennaio.

### Bibliografiche
1. 1 2 3 4 5   Fratelli d'Italia, su quirinale.it. URL consultato il 7 agosto 2014.
2. ↑  D'Ilario, 1984, p. 335.
3. 1 2 3 4 5  Dizionario di toponomastica, p. 410.
4. 1 2 3 4 5 6 7 8 9 10 11 12 13  D'Ilario, 1984, p. 17.
5. ↑  D'Ilario, 1984, pp. 17-18.
6. 1 2 3 4 5  D'Ilario, 1984, p. 20.
7. 1 2 3 4 5 6 7 8 9 10 11  Agnoletto, p. 31.
8. ↑  D'Ilario, 1984, p. 15.
9. 1 2  D'Ilario, 1984, p. 16.
10. 1 2  Ferrarini, p. 44.
11. 1 2 3 4 5  Agnoletto, pp. 32-33.
12. 1 2 3 4 5 6 7 8 9 10 11 12 13  Ferrarini, p. 48.
13. 1 2  Autori vari, p. 16.
14. 1 2  Autori vari, pp. 16-17.
15. ↑  D'Ilario, 1984, p. 18.
16. 1 2 3 4 5  Autori vari, p. 17.
17. ↑   Giorgio D'Ilario, La chiesa della Purificazione (oggi S. Rita) per tre secoli utilizzata come Parrocchia, in La Martinella, n. 8. URL consultato il 12 luglio 2011 (archiviato dall'url originale il 26 maggio 2007)..
18. 1 2  Turri, p. 7.
19. 1 2 3 4 5 6 7  D'Ilario, 1984, p. 211.
20. 1 2 3 4 5 6 7 8  Autori vari, p. 19.
21. 1 2 3 4 5  Ferrarini, p. 49.
22. ↑  Autori vari, pp. 17-18.
23. 1 2 3 4 5 6  Agnoletto, p. 32.
24. 1 2 3 4 5 6 7  Ferrarini, p. 58.
25. 1 2  Ferrarini, p. 96.
26. 1 2  D'Ilario, 1984, p. 40.
27. ↑  D'Ilario, 1984, pp. 208-209.
28. ↑  Ferrarini, p. 21.
29. ↑  D'Ilario, 1984, pp. 278-279.
30. 1 2 3 4  Agnoletto, p. 33.
31. ↑  Agnoletto, pp. 31-33.
32. ↑  D'Ilario, 1984, p. 213.
33. ↑  Ferrarini, p. 101.
34. 1 2 3  D'Ilario, 1984, p. 232.
35. ↑   La storia della chiesa di S. Erasmo è legata all'ospizio di Bonvesin de la Riva, su legnano.org. URL consultato il 5 febbraio 2015 (archiviato dall'url originale il 16 marzo 2007).
36. 1 2 3  Autori vari, p. 34.
37. ↑  D'Ilario, 2003, pp. 43-44.
38. ↑  D'Ilario, 1984, p. 33.
39. 1 2 3 4 5  Ferrarini, p. 57.
40. 1 2 3 4 5 6 7 8 9 10  D'Ilario, 1984, p. 41.
41. ↑  D'Ilario, 1984, p. 197.
42. 1 2  D'Ilario, 1984, p. 256.
43. 1 2 3  Ferrarini, p. 115.
44. ↑  D'Ilario, 1984, p. 279.
45. ↑  Dizionario legnanese, p. 38.
46. ↑  D'Ilario, 1984, p. 346.
47. 1 2  Ferrarini, p. 54.
48. 1 2 3  D'Ilario, 1984, p. 44.
49. ↑   Amos Cassoli, La battaglia di Legnano, 1860, su musica.san.beniculturali.it. URL consultato il 21 novembre 2014 (archiviato dall'url originale il 4 giugno 2016).
50. ↑  D'Ilario, 1984, pp. 23-31.
51. ↑  D'Ilario, 1976, pp. 46-47.
52. ↑  D'Ilario, 1976, p. 46.
53. 1 2 3  D'Ilario, 1984, p. 23.
54. 1 2  Ferrarini, p. 50.
55. 1 2 3 4  Autori vari, p. 18.
56. ↑  D'Ilario, 1976, p. 85.
57. 1 2 3  Agnoletto, p. 39.
58. 1 2  D'Ilario, 1984, p. 233.
59. 1 2  Percivaldi, p. 8.
60. ↑  D'Ilario, 1984, p. 234.
61. ↑   Le testimonianze sulla chiesa di S.Martino ci riportano alla battaglia di Legnano, su legnano.org. URL consultato il 22 aprile 2017 (archiviato dall'url originale il 13 marzo 2007).
62. 1 2  D'Ilario, 1976, p. 80.
63. ↑  Gianazza, p. 14.
64. 1 2  Agnoletto, p. 38.
65. ↑  Soprintendenza, p. 18.
66. 1 2 3 4  Dizionario legnanese, p. 35.
67. ↑  D'Ilario, 1976, p. 47.
68. ↑  Grillo, pp. 120-121.
69. ↑  Dizionario legnanese, p. 22.
70. 1 2 3  Autori vari, p. 15.
71. 1 2  Agnoletto, p. 37.
72. ↑  D'Ilario, 1976, p. 70.
73. ↑  D'Ilario, 1984, pp. 45-48.
74. 1 2 3 4  Autori vari, p. 20.
75. 1 2 3 4  Autori vari, p. 21.
76. 1 2 3 4 5 6 7  D'Ilario, 1984, p. 42.
77. ↑  D'Ilario, 1984, pp. 41-42.
78. 1 2 3 4 5  Ferrarini, p. 55.
79. ↑  D'Ilario, 1984, pp. 42-43.
80. 1 2 3 4 5 6 7 8 9 10 11  Ferrarini, p. 56.
81. 1 2  Raimondi, p. 76.
82. ↑   Milanooggi - Chiesa di San'Ambrogio, su milanoggi.it. URL consultato il 7 luglio 2011 (archiviato dall'url originale l'8 maggio 2014).
83. ↑   Giorgio D'Ilario, La Chiesa di S.Ambrogio:Gli oltre dieci secoli di storia del più antico tempio di Legnano, in La Martinella, n. 5. URL consultato il 13 luglio 2011 (archiviato dall'url originale il 27 giugno 2007)..
84. ↑  D'Ilario, 1984, p. 237.
85. 1 2 3 4 5 6 7  D'Ilario, 1984, p. 216.
86. 1 2 3 4 5 6 7  Autori vari, p. 23.
87. 1 2  Ferrarini, p. 99.
88. ↑  Ferrarini, p. 45.
89. ↑   Regione Lombardia - ARPA - Contratto di fiume Olona Bozzente Lura - Rapporto del primo anno di lavoro (PDF), su contrattidifiume.it. URL consultato il 5 novembre 2015 (archiviato dall'url originale il 6 marzo 2016)..
90. ↑  D'Ilario, 1984, p. 83.
91. 1 2 3 4 5 6 7  Autori vari, p. 24.
92. 1 2 3 4  Agnoletto, p. 34.
93. ↑  D'Ilario, 1984, pp. 217-218.
94. 1 2  D'Ilario, 1984, p. 218.
95. ↑  D'Ilario, 1984, pp. 222-223.
96. 1 2 3  Autori vari, p. 33.
97. ↑  D'Ilario, 1984, p. 21.
98. ↑   L'antica chiesa di Santa Maria del Priorato del convento dei frati Umiliati, su legnano.org. URL consultato il 24 gennaio 2017 (archiviato dall'url originale il 21 maggio 2007).
99. ↑  D'Ilario, 1984, p. 230.
100. 1 2 3 4 5 6 7 8  Autori vari, p. 25.
101. 1 2 3 4 5 6 7  Autori vari, p. 22.
102. ↑  Autori vari, p. 29.
103. 1 2 3 4 5 6 7 8 9 10 11 12 13 14 15  D'Ilario, 1984, p. 43.
104. ↑  Sutermeister, p. 7.
105. ↑  Sutermeister, p. 23.
106. ↑  D'Ilario, 1984, pp. 39-40.
107. ↑   Il cuoco segreto dei Papi: Bartolomeo Scappi e la Confraternita dei cuochi, su books.google.it. URL consultato il 19 gennaio 2016.
108. 1 2 3 4 5 6 7 8 9  D'Ilario, 1984, p. 39.
109. 1 2 3 4  Ferrarini, p. 60.
110. ↑  Dizionario legnanese, p. 31.
111. ↑  D'Ilario, 2003, p. 40.
112. ↑   Profilo storico su sito web istituzionale, su legnano.org. URL consultato il 13 luglio 2011 (archiviato dall'url originale il 17 aprile 2007).
113. 1 2  Autori vari, p. 26.
114. ↑  Autori vari, p. 27.
115. 1 2  D'Ilario, 1984, p. 215.
116. 1 2 3 4 5 6 7 8 9 10  D'Ilario, 1984, p. 45.
117. 1 2 3 4 5 6  D'Ilario, 1984, p. 46.
118. 1 2 3 4 5 6 7  D'Ilario, 1984, p. 47.
119. ↑  Sutermeister, p. 25.
120. 1 2 3 4  Autori vari, p. 31.
121. ↑  Ferrarini, p. 145.
122. 1 2  D'Ilario, 1984, p. 48.
123. 1 2 3  Autori vari, p. 38.
124. 1 2  Autori vari, p. 41.
125. ↑  D'Ilario, 1984, p. 245.
126. ↑  D'Ilario, 1984, pp. 48-49.
127. 1 2 3 4  D'Ilario, 1984, p. 49.
128. ↑  D'Ilario, 1984, p. 54.
129. 1 2  D'Ilario, 1984, p. 50.
130. ↑  Ferrarini, pp. 61-62.
131. ↑  Autori vari, pp. 38-39.
132. 1 2  Autori vari, p. 39.
133. ↑  Ferrarini, p. 17.
134. ↑  Autori vari, pp. 34-35.
135. 1 2 3  Agnoletto, p. 35.
136. ↑  Ferrarini, p. 108.
137. ↑  Ferrarini, p. 104.
138. 1 2 3  D'Ilario, 1984, p. 228.
139. ↑   Museo Civico Sutermeister, su cultura.legnano.org. URL consultato il 25 aprile 2017 (archiviato dall'url originale il 26 aprile 2017).
140. 1 2 3 4 5 6 7 8 9  Ferrarini, p. 59.
141. ↑  D'Ilario, p. 223.
142. 1 2 3 4 5  Autori vari, p. 36.
143. 1 2 3 4 5 6 7 8 9 10 11  Autori vari, p. 37.
144. 1 2   La contrada e il suo territorio, su contradalegnarello.it. URL consultato il 30 marzo 2016.
145. ↑   Istituto istruzione superiore "Gregorio Mendel" (PDF), su agrariomendel.it. URL consultato il 25 aprile 2017 (archiviato dall'url originale il 5 gennaio 2017).
146. ↑   Schiava, su vivaisommadossi.it. URL consultato il 25 aprile 2017.
147. ↑  Sutermeister, p. 47.
148. ↑  D'Ilario, 1984, p. 227.
149. 1 2 3 4 5  Autori vari, p. 32.
150. ↑  Ferrarini, p. 80.
151. 1 2 3 4  D'Ilario, 1984, p. 249.